# ダイヤのA
『ダイヤのA』（ダイヤのエース、Ace of Diamond）は、寺嶋裕二による日本の漫画。『週刊少年マガジン』（講談社）において2006年第24号から2015年第7号まで第1部が連載され、同年第38号から2022年第48号まで第2部『ダイヤのA actII』（ダイヤのエース アクトツー）が連載された。外伝『ダイヤのA actII 外伝 帝東VS.鵜久森』が同誌2025年4・5合併号から同年14号まで短期集中連載として連載された。

## 概要
高校野球を題材にしており、登場キャラクターたちが苦悩・葛藤を重ねた末、成長していく姿が最大の見どころ。その他、フライボール革命や二番最強打者論など、MLBのトレンドを取り入れる点も特徴。また、『巨人の星』などのようないわゆる魔球が登場せず、超高校級の選手はいても現実的な描写であるのが特徴である。作者の寺嶋は「リアルな野球漫画だとよく言われますが、それは地味な練習描写が多く、また実在の選手やシーンを参考にして作画するスタイルが影響しているかもしれませんね。」と述べている。
タイトルの「ダイヤ」は内野という意味に加え、「主人公がダイヤの原石」という意味が合わさっている。
第53回（平成19年度）小学館漫画賞少年向け部門、第34回（平成22年度）講談社漫画賞少年部門受賞。(特に『週刊少年マガジン』連載作品の小学館漫画賞受賞は秋竜山の『親バカ天国』に続いて2作目)。2024年12月時点で累計部数は4500万部を突破している。
2013年10月より2016年3月まで、テレビアニメが放送された。2015年8月に舞台化作品が上演された。ミュージカル版が2020年夏に上演予定だったが、新型コロナウイルス感染症の影響で一旦、公演中止となった。その2年後の2022年9月から10月までミュージカル版が上演されると発表された。
本作のスピンオフ作品として『ダイヤのB!! 青道高校吹奏楽部』が講談社『マガジンポケット』で馬籠ヤヒロによって連載された（全5巻）。同じくマガジンポケットにてもう一つのスピンオフ『ダイヤのC!! 青道高校野球部猫日誌』が岡田有希によって連載された。。なお、岡田は作者の寺嶋の妻である。
全シリーズを通して「悪役」がおらず、公式ガイドブックで「野球を3年間もやっている時点で悪い奴のわけない。本当に性格の悪い奴なら、とっくに部活を辞めている。」と語っている。また、作者の寺嶋は影響を受けた作品として『おおきく振りかぶって』『バッテリー』を挙げ、この2作品の女性作家らしい描写に衝撃を受けて主要キャラクターの捕手・御幸一也のキャラクター造形に反映した、本来であれば自分の引き出しにはいないキャラクターであったと述べている。
ねとらぼの2021年6月のアンケート「『好きな野球漫画』ランキング」（回答数2974票）で第1位（得票数は459票、得票率は15.4%）となり、投票した読者のコメントとして「現実離れしていないリアル感がいい」「『ダイヤのA』みたいな高校生活を送りたかった」「強豪校が舞台なので新鮮だった」などが寄せられた。
また、ねとらぼの2022年4月のアンケート「『野球漫画』人気ランキングTOP32」（回答数1978票）でも第1位（投票数386票、得票率は19.5%）であった。
現実の高校球児に与えている影響も大きく、2022年5月に朝日新聞で行われた第104回全国高校野球選手権東・西東京大会の出場校（計272校）へのアンケート「影響を与えた野球漫画やアニメ」で主将59票、エース60票、マネジャー32票と高校生の1位は全て『ダイヤのA』が選ばれた（指導者のみ『ドカベン』が第1位）。
最終話の展開が打ち切り漫画のような中途半端な終わり方（俗にいう「俺たちの戦いはこれからだ」型）だとネット上の一部で炎上したが、作者の寺嶋はTwitterでこの疑惑を否定し、連載終了の理由として「週刊連載のための体力の低下や、スケジュール管理の難しさ」「何より自分自身が元気のない沢村を見たくなかったし、無理して話を進め、みんなの進路や人生を雑には決めたくなかった」「最後にバカでギラギラした沢村が描けて嬉しかった泣」と述べている。

## あらすじ

### 第1部『ダイヤのA』
統合により廃校が決まった母校・赤城中学（長野県）の名を残すため野球好きの少年・沢村栄純は同級生たちと共に中学制覇を目指す。だが、沢村の暴投により一回戦敗退が決まる。その試合をたまたま見に来ていた高校野球の西東京地区名門・青道高校のスカウト高島礼は沢村の持つ天性の素質を見抜き、彼をスポーツ推薦枠で招き入れたいと申し出る。青道高校を見学に訪れた沢村は天才捕手御幸一也と出会い、地元の仲間たちからも強く後押しされ上京を決意する。青道に入学した沢村は同じ一年生の降谷暁が投じた球のスピードを目にして度肝を抜かれる。
明るい性格でチームのムードメーカー、そして打者の手元で微妙に変化する“クセ球”（ムービングファストボール）を駆使するサウスポーの沢村。豪速球を持つがゆえ、まともに受け止められる捕手に恵まれず、「天才・御幸一也なら自分の球を受け止めてくれるかも知れない」と考えて上京した孤高の天才投手・降谷。二人の存在は、故障明けの三年生投手でエース・丹波光一郎や二年生の川上憲史の心に火を付ける。
青道高校は、夏の西東京地区大会でシードとして2回戦から出場。公立校の米門西高校をコールドで破り、続く3回戦でも都立村田東高校相手にコールド勝利、4回戦では台湾からの留学生のエース・楊舜臣を中心とした明川学園と対戦、勝利しベスト8入り。準々決勝では本命と思われた市大三高を破った一年生スラッガー轟雷市を中心とした薬師高校と対戦、勝利しベスト4入り。準決勝では大巨人と呼ばれるエース・真木洋介を中心とした仙泉学園を破り決勝進出。決勝では西東京地区最大のライバルであり、関東No.1サウスポーと名高い成宮鳴をエースとした稲城実業と対戦し、あとアウト1つで甲子園というところまで追い詰めるものの、逆転サヨナラ負けを喫し準優勝に終わる。
夏の大会後、秋の大会へ向けて新チームが始動する最中、長年甲子園出場の結果が出ていないことから監督の片岡鉄心が辞表を出していることがチームメイトの間で明らかとなる。秋の大会で優勝し、春の選抜甲子園出場を決めれば監督はやめないだろうと考えたチームは結束し、秋の大会を勝ち進む。1回戦では東東京地区から夏の甲子園ベスト16入りした強豪・帝東高校と対戦、コンディションの悪い雨の試合で1年生投手向井太陽に苦戦するが勝利。2回戦では七森学園と対戦し勝利。3回戦では夏の甲子園準優勝の稲城実業を激闘の末破ったダークホース・エースで四番の梅宮聖一率いる鵜久森高校と対戦し勝利。4回戦では東東京地区の文武両道の公立校・王谷高校と対戦し勝利。準決勝では仙泉学園を破った強力打線が売りの成孔学園と対戦し勝利して2大会連続の決勝進出。決勝では夏の大会や練習試合でも戦った薬師高校と再戦、エースの真田俊平相手に1点ビハインドで9回表2アウトランナー無しまで追い詰められるものの、夏の大会とは逆に逆転し、エースナンバーを背負った降谷が9回裏をシャットアウトして選抜甲子園出場を決める。選抜甲子園でも沢村がリリーフ登板したところで、第一部完となる。

### 第2部『ダイヤのA actII』
甲子園出場を決めた沢村ら青道高校は、冬の合宿を乗り越え、全国制覇を目指し春の選抜に挑む。初戦・1回戦は九州代表の宝明高校を相手に5対2で勝利する。続く2回戦の新潟代表・日本庄野戦も7対3で勝利し、ベスト8入りする。3回戦・準々決勝では、夏の甲子園で稲城実業を破り優勝した北海道代表の巨摩大藤巻高校と対戦、守備では初回に2失点を喫し、攻撃では2年生エース本郷正宗の前に1安打完封され、健闘むなしく0対2で敗退する。沢村は初戦以外出番がなく、悔しさを胸に甲子園球場に別れを告げる。
春を迎え新入生が入部してくる中、青道は春の都大会を3回戦からのシードで準決勝まで順調に勝ち上がる。しかし、準決勝の市大三高戦で5回に一挙5点を失ったことが響き3対5で敗戦。上位2チームが進出する関東大会の出場を逃してしまう。この敗戦を受けて片岡監督は夏に向けて背番号は一旦白紙にしベンチ入り20人を選び直すと宣言する。その後、青道グラウンドでは前年と同じく新入生の力を見るのと同時に控えの2軍へチャンスを与えるための2、3年生対1年生の紅白戦が行われ、前年と同じく上級生が下級生を圧倒していた。
春からの三ヶ月間で降谷は故障しがちなことと好不調の波が激しい欠点を克服できず、夏の大会のエースナンバーは練習試合で地道に結果を出し続けてきた沢村へと託される。そして、沢村たちの二年目の夏が始まる。春の王者として挑む青道は初戦（3回戦）で片岡監督の前に長きに渡り青道の監督を務めていた榊英二郎監督率いる由良総合と対戦し10-2で7回コールド勝利。4回戦では八弥王子と対戦し8-0で7回コールド勝利。5回戦（ベスト16）では法兼学園と対戦し13-0で5回コールド勝利。準々決勝（ベスト8）では創聖高校を7-1で下し勝利。準決勝（ベスト4）では薬師にリベンジを果たし勝ち上がってきた天久光聖率いる市大三高を2-1で下し勝利。決勝では世代最強左腕にまで成長した成宮鳴率いる稲城実業と2年連続で対戦し、守備では先発の降谷が6回までを1失点に抑え、エースの沢村が7回から9回までリリーフで無失点で抑え、攻撃では御幸のタイムリーと前園のスクイズによる2点で2-1という激闘を制し、念願の夏の甲子園出場を決めた。
夏の甲子園終了後に御幸がU-18日本代表に選ばれて帰国した後の時期、沢村と降谷に真剣勝負してほしいと頼まれ、沢村が「このピッチングが俺からのはなむけです」と全力投球するところで物語は幕を閉じる（単行本で加筆されたエピソード）。

## 登場人物
声はテレビアニメの担当声優、演は舞台の担当俳優。ミュはミュージカル版の担当俳優。

### 青道高校
読みは「せいどう」高校。西東京の名門。部員の多くは越境入学をしており、専用の「青心寮」に入る。各学年1名ずつの計3名がルームメイトとなり、私生活を共にする。多数のプロ選手を輩出し、設備面もかなり充実している。同地区では稲城実業、市大三高と並んでトップスリーと言われているが、近年は他の2校に甲子園出場を独占されていた。夏大では決勝で稲実に敗れるが、秋大では決勝で薬師高校を破り、甲子園への切符を手にした。神宮大会では御幸不在ながらベスト4。選抜では巨摩大藤巻に完封負けはしたものの、ベスト8という記録を残した。沢村たちの入学前は全国レベルの打撃のいいチームだが投手に恵まれていない(絶対的なエースがいない)という評価だったが、沢村が2年になった後は降谷、沢村、川上の成長により「投手王国・青道」と評される。

#### 主要メンバー
沢村 栄純（さわむら えいじゅん）
声 - 逢坂良太 / 演 - 小澤廉 / ミュ - 糸川耀士郎
本作の主人公。投手、二軍（1春）→背番号20（1夏）→18（1秋 - 2春）→1（2夏 -）、打順は主に9番（先発時）。応援歌は「暴れん坊将軍のテーマ」。
左投左打。長野県赤城中学出身。5月15日生まれ。血液型O型。
青道入学まで指導を受けた経験がないが、粗削りなものの底が知れない素材型の選手。試合の流れを引き寄せる闘志、打者に真正面から挑んでいくメンタルの強さなど、生来のエース気質を有する。青道の首脳陣やチームメイトをはじめ、対戦校からも将来性を感じさせる。貴重な左投手であることも起因し、周囲から期待される一因となっている。ベンチにいても味方への声援やヤジで非常に騒がしいが、それがムードメーカーたる要因でもある。
人並み外れた肩関節・手首の柔らかさにより、上下左右に変化する出所の見えないムービング・ファストボールが武器。タイミングの取りづらい変則左腕として知れ渡る。1年秋までの球速は130km/hに満たなかったものの、2年春には最速135km/h、2年夏には140km/hを記録した。球種は入学当時はムービングボールのみだったが、1年夏にフォーシームを習得し、それ以降は2球種を投げ分けるようになった。同じく1年夏にカットボール、秋の間にフォーシームを覚えてから前ほどのクセ球ではなくなり、続いて秋に落合からチェンジアップと高速チェンジアップの2種類を伝授された。冬のオフの間に御幸とともにボールの握りを片っ端から試し、それぞれの握りに番号をつけナンバーズと呼んでいる。カーブとスライダーの練習もしたのだが、不器用なためカーブは投げても曲がらない（奥村はそういう手首の使い方が苦手なのではと推測している）。スライダーは鋭く曲がるものの全く制御できず、肘の位置が下がってしまうクセがありストレートの球威に影響が出るため封印している。
打撃センスは低く、トスバッティングすら空振るほど不得意。練習試合を含めても毎打席のように三振しているが、バントだけは天才的に上手く、150km台の速球ですらライン上にきわどく転がす。当の本人は打撃下手という自覚がなかった(むしろ得意と勘違いしてた)ものの、1年冬の合宿では弱点であることを認識し始め、2年春の都大会からバスター打法を取り入れ、打撃面で活躍する機会が少しずつ増えている。
地肩もそこそこ強いが、練習試合で外野手についた際にバンザイする有様だった。チームメイトからは「こいつ（沢村）にだけはレギュラー取られる気がしない」、「小学生でもあいつ（沢村）よりうまい奴はいる」と評されていた。2年春の練習試合では片岡監督から左翼手に起用され「夏の本戦でもこういう起用はあるかもしれない」と言われていたが、公式戦の夏の西東京予選では左翼手につくことはなく完結した。
2年の春大会から頭角を現していき、降谷の代わりにチームを牽引していく。その後も強豪相手に堂々たるピッチングを披露し、ついに悲願のエースナンバーを得る。

降谷 暁（ふるや さとる）
声 - 島﨑信長 / 演 - 廣瀬智紀 / ミュ - 樫澤優太
1年生→2年生（第2部 - ）。 投手、背番号18（1春）→11（1夏）→1（1秋 - 2春）→11（2夏 -）、打順は主に7番（1夏）→6番（1秋）。応援歌は「北の国から」。
右投右打。北海道苫小牧中学出身。7月1日生まれ。血液型O型。
浮き上がるかと錯覚するかのような150km/h前後の剛速球を投げる怪物ピッチャー。クリス曰く「センスの塊」で、打撃面もムラがあるがバックスクリーンへの本塁打を量産できる長打力の持ち主。長打力と強肩を買われ、マウンド降板後もレフトに入ることが多い。しかし、ピッチングの組み立てやペース配分、制球力などは未熟で投球数が増えたりランナーを出してセットポジションになると打たれやすくなるなど課題も多かったが2年になるとコントロールはゴールデンウィークの練習試合で5人の投手の中で圧倒的に多い四死球を出すなどまだアバウトな所もあるが9回になってもストレートが走るスタミナを持つようになった。2年春の選抜高校野球甲子園大会において、対巨摩大藤巻戦と日本庄野戦で最速154km/hの球速を記録した。2年夏の八弥王子戦で自己最速を更新する155km/h、決勝の稲城実業戦では更に更新する156km/hを記録した。
投げる試合はすべてノーヒットノーランを達成するという意識が強く、マウンドに対する執着心が非常に強い反面、打撃には全くと言って良いほど興味がないため、バッティング練習の際もピッチングの事を考えている。周囲からたびたび休めと言われるほど練習熱心で、投球練習を止められたり、マウンドから降ろされる際にはオーラを発するほど不機嫌になる。表情の変化に乏しく無愛想でクールで口数も少なく、「一匹狼」的な存在だが、内には並々ならぬ闘志が漲っており、感情の起伏は分かりやすい。実はかなりの天然ボケで、他人の話を聞かないことも多く、特に自分に都合の悪い話をよく無視する。表には出さないが、沢村の明るく誰とでも話せる性格を羨ましく思っている。自分の球を簡単に捕球する御幸を尊敬している。自分の後ろを守ってくれている3年生をはじめとした先輩たちの努力を聞いて以来、畏敬の念を抱くようになった。
球種は高校に入るまでは速球のみだったが、大阪桐生との練習試合でスプリット (SFF)を習得した。秋の大会で好投した沢村に影響され、自分も変化球を教わろうと落合コーチに志願し、縦スライダーの習得に成功した。また、落合コーチからは「一人だけずば抜けてモノが違う」「私なら秋の大会は降谷と心中する、いっそのことエースで4番もあり」と高く評価されている。
エース争いのライバルである沢村の素質は当初から認めており、出会った際にキャッチボールしたとき捕りにくいということは打ちにくいとムービングボールを褒めている。沢村のことを「栄純」と下の名前で呼ぶ数少ないチームメイト（春市のみ「栄純くん」と呼んでおり、ほとんどのチームメイトは沢村と呼んでいる）。2年夏は片岡監督の意向で背番号11に戻ったほか、二刀流の起用も減っており、投手として出場しない際は後輩の将司が打撃を期待されて左翼手に起用されているほか、先輩の麻生が守備を期待されて左翼手についている。2年夏の予選で左翼手についたのは、決勝の稲城実業戦のみ。

御幸 一也（みゆき かずや）
声 - 櫻井孝宏 / 演 - 和田琢磨 / ミュ - 小波津亜廉
2年生→3年生（第2部 - ）。捕手、背番号2、打順は6番（ - 2夏）→4番（2秋 - ）。
右投左打。東京都江戸川シニア出身。11月17日生まれ。血液型B型。2年秋からは野球部新主将。試合中に着用するゴーグル（スポーツサングラス）がトレードマーク。試合以外は眼鏡をかけている。なおゴーグルは度入りではなく、コンタクトレンズを着用している。応援歌は「狙い打ち」。
類稀なリード力と捕球力、強肩を誇り、青道の扇の要として正捕手であったクリスの故障もあって1年時からレギュラーの座についており、他校の監督や選手からも一目置かれ「天才」と称されている。雑誌にも「青道の救世主となるか」と紹介記事が掲載されている。特に肩の強さ、正確さは全国でもトップクラスで、瞬時の判断と矢のような送球でほとんどの盗塁を阻止している。その投球力はシニア時代にレギュラーに抜擢された際「投手としても大成できる」と言われたほど。打撃力も長打を出せるなど能力は高いが、ムラがありランナーがいない時の成績は悪い。ただしコントロールのいい投手との相性は抜群で、ランナーがいない時でも出塁率は高い。相手投手の勝負球を狙い打つことを好んでいる。秋の大会以降4番打者を務めるようになってからはバッティングのムラもなくなり、攻守共にチームを支える大黒柱となる。意見が合わずに揉めた副主将の前園からも「選手として頭一つ抜きん出とる」とその存在感と影響力の強さを認められている。3年生時の春の大会3回戦時点で通算本塁打は32本で、夏の大会で活躍すればプロ野球のドラフトで上位指名される可能性も示唆されている。これまでムラがあるタイプだったので3年になるとどんどん本塁打を増やしており、東京代表時には更に増え、高校通算37本まで伸ばした。
野球を始めたのはリトルリーグから。その際チームメイトが誰もやりたがらない捕手のポジションに魅力を感じ、強く希望した。シニア時代は小柄ながらも中学1年生でレギュラーになるほどの実力を有しており、青道を始め様々な高校から誘いを受けていた有名選手だった。クリスともシニア時代に対戦経験があり、同じポジションの選手としてのクリスの能力の高さに驚き、目標とする様になった。また、稲城実業の成宮たちと知り合いであり、成宮本人からも稲城実業への入学の誘いがあったが、あえて断り、中1の頃からスカウトされていた青道に仲間内でただ一人入学した。
主将という立場もあって皆には言っていなかったが、プロへの願望は非常に強くあり、3年夏の準決勝の後に「野球で飯食えるようになって、これまで好きに野球やらせてくれた親父に恩返しをしたいんだ」と、同じくスカウトが来ている降谷に打ち明ける。このときの会話を沢村が偶然聞いてしまい、本音を打ち明けるのがエースナンバーを背負っている自分ではなかったことでショックを与えたが、沢村が立ち去った後で彼についても言及している。
長期連載に伴い作中の登場人物の持つ携帯電話がガラケー（フィーチャーフォン）からスマートフォンに変更になっているが、御幸のみあえてガラケーを使い続けている設定となっている。本人曰く「こっち（ガラケー）で十分だし」とのこと。
小湊 春市（こみなと はるいち）
声 - 花江夏樹 / 演 - 深澤大河 / ミュ - 阿部大地
1年生→2年生（第2部 - ）。二塁手、二軍（1春）→背番号19（1夏）→4（1秋 - ）、打順は3番（1秋）→2番（2夏）。右投右打。神奈川県陽光中学出身。3月1日生まれ。血液型AB型。結城世代の二塁手・小湊亮介の実弟。応援歌は「さくらんぼ」
兄・亮介同様、小柄ながら反射神経とグラブ捌きに優れ、筋力とスタミナに難がある。偽装サインの使用や長いバットを短く持つなど、相手バッテリーを揺さぶるのが得意な頭脳派で技巧派の選手。パワーはないが抜群のバットコントロールを誇る巧打者。スイングスピードも速く、更に好機にも強い。中学での通算打率は6割3分5厘を記録している。入部テストでは、肩・B、走塁・B、持久力・C、50m走、6秒8の評価。小さい頃から兄・亮介に憧れており、プレーも瓜二つ。金属バットが主流の高校野球で珍しく木製バットを使っているが、これは兄を越えるべく自らハードルを高めたもの。兄が青道へ進学する際「俺の真似をするな」と釘を刺されたが、それでも兄を追って青道へ進学した。
冷静かつ大胆なプレーを得意とするが、根は恥ずかしがり屋で、一見、女の子に似ている。また、褒められるとすぐ照れる。普段は人当たりが良く穏やかだが、内に強い闘志を秘めており、たまにキツイことを言う。小さい頃はよく同級生などに虐められ、兄・亮介に守られていた。沢村とは親しく「栄純君」と呼んでおり、沢村からは「春っち」と呼ばれている。2年生以後は長い前髪を切るとともに発言に遠慮がなくなり、容姿・言動ともにより兄に近くなった。
落合コーチからは木製バットを扱うだけのパワーが足りないと指摘され、紅白戦ではレギュラー組の指揮をとった落合コーチに金属バットを使用するように命令される。だが、木のしなりを利用した打ち方をしていたので金属バットに馴染めず、その後も木製バットのままである。1年秋の王谷戦で木製バットで本塁打を放っており、パワー不足という疑念を払拭している。（東条曰く芯を打つと飛ぶ）。落合コーチからは頑固者と言われており、倉持にも「一度決めると譲らない」と言われている。春の甲子園では木製バットの使い手として注目を集めるものの、通算安打は1安打に終わっていた。
1年秋のレギュラー定着後はクリーンナップの一角である3番を務めていたが、2年夏は片岡監督の2番に強打者を置くMLBのトレンドを取り入れる意向のためにバントをほとんどしない2番打者として起用される。

#### 一年生
この学年の分類はactII時点に準じ、本編開始時点では1学年下となる。秋大会優勝によって有名なシニアの出身者が多く集まった。
奥村 光舟（おくむら こうしゅう）
声 - 内田雄馬
捕手。背番号20（1夏）。大京シニア出身。右投右打。2月20日生まれ。
高校への進学先選びで帝東対青道の試合を観戦。その時に降谷、沢村ら青道の投手陣に興味を持ち、対帝東戦を見届けた後に青道への進学を決意する。シンキング・ベースボールで知られる大京シニア出身者は神奈川の強豪校に進学することが多い模様。寮では御幸、木村とルームメイトになるが、初日から御幸を睨みつけ、同じ捕手として対抗心を見せる。食が細く摂取時間がかかる為、身体づくりの為のノルマの食事量をこなすのに毎食苦労している。シニア時代に慕っていた監督が金銭目的でライバルチームに移籍、さらに強豪校から選手の紹介料を受け取っていた事を知り、野球に失望するも、秋大での青道投手陣や御幸の様子を見て「心の底から野球を楽しめる瞬間があるのか」「自分の力がどこまで通用するのか」を確かめるために青道に進んだ。先輩や誰に対してもハッキリとモノを言うところがあり、沢村に対しても思うところがあるらしく態度は極めて悪いが、その一方で投手として認めているような描写も多い。コーチの落合は「東京を代表するキャッチャーになれる」とその能力を高く評価。監督の片岡によれば「精神的に幼いところがある」、御幸によれば「挨拶や礼儀はきちんとできている」との評。
捕手としては柔らかいキャッチングが上手くリードもなかなか良い。打撃ではシャープなスイングをする。
由井 薫（ゆい かおる）
声 - 村瀬歩
捕手、外野手。背番号20（1春）→19（1夏）。間宮シニア出身。右投左打。4月27日生まれ。
リトル時代は世界大会で日本代表をまとめあげた実力者であり、シニア時代でも2年生から正捕手を務めていた。同世代の中で名前を知らない者は少ないと言われるほど有名であり、「神童」の二つ名を持つ。性格は人当たりがよく礼儀正しい。小柄な体格に反しパワーヒッターで、重心を低く構えた打ち方が特徴。捕手としてはキャッチング面は奥村よりは劣る。青心寮では降谷、小野とルームメイト。沢村を「全国制覇を狙うなら必要な選手」と評している。中学時代から両親ともに小柄で体格面でスカウトされないなど、コンプレックスを持っていたが、本人は実力で見返せばいいと思っている。小さい身体ながら毎食のどんぶり三杯の食事量ノルマは簡単にこなす。同じキャッチャーで同学年の奥村とはライバル関係にあり、特に由井から奥村の言動を強く意識している様子が見受けられる。正捕手の御幸、2番手の小野がいるチーム事情から1軍では捕手としての出場は難しいと片岡監督に直に言われたが、思うところはあるも捕手としての出場にこだわる奥村とは対照的に「戦力として見てもらえるなら」と外野手としても練習している。御幸からは「それだけ由井の打撃を認めているってことか」と評される。落合コーチからも左打ちの貴重な代打と評されている。
結城 将司（ゆうき まさし）
声 - 武内駿輔
外野手。背番号19（1春）→15（1夏）。赤堂中学・国分シニア出身。右投右打。
野球部主将を務めた結城哲也の3学年下の実弟。容姿や寡黙な部分は哲也と似ているが、「兄の立場だったら絶対にプロへ行く」などと語るなど自信家で礼によれば中学で実績を残しており、すでにプロ、そしてメジャーへ行くという明確な目標がある。秋の決勝戦の青道対薬師戦を観戦し、その際出会った奥村・瀬戸・赤松に青道への進学を宣言した。青道入学後は哲也と同じく実家から通っている。可能性を狭めたくないということから、希望ポジションは全てだと宣言した。打撃はヘルメットがずれるほどの豪快なフルスイングと長打力が持ち味で、1年生スタメン初試合でホームランを放つなど鮮烈なデビューを果たした。ただし流し打つ技術は無く、厳しい球や変化球にも大きく振るため打率は低く三振率も高い。反面、守備面では主にレフトを守る事が多いが習熟度が不足気味でエラーも散見される。自肩は良いらしいが送球がそれやすい。市大三高の天久からは「ブンブン丸」と内心で呼ばれている。1年夏の大会では市大三高の監督からは明確に守備の穴として見られ、「レフトへの浅い当たり、麻生ボーイがスタメンならストップ、結城ボーイならGOだ」と指示が出され、結果的に送球がそれて先制点を許した。
瀬戸 拓馬（せと たくま）
声 - 山下大輝
二塁手。大京シニア出身。右投左打。
シニア時代からの奥村の友人。特徴は黒髪に赤いメッシュ。プレー中も眼鏡を着用。奥村とともに青道の試合を観戦。対帝東戦の後に共に青道への進学を決める。俊足が持ち味で、走塁技術も優れている。又、セカンドの守備も上手く入部直後の紅白戦から高校野球の強い打球処理もそつなくこなす。愛想が無く誤解を受けやすい奥村の性格を熟知しており、特に沢村との無用なトラブルを避けるため奥村の言動を気にかけている。寮では金丸とルームメイト。
浅田 浩文（あさだ ひろふみ）
声 - 畠中祐
投手。武藤中学出身。左投げ。ストレートは120km/hに達していないほど遅いが、持ち球は縦に大きく割れるドロップカーブ。左投手独特の軌道で変化するのが特徴。
眼鏡をかけた華奢な長身、見た目通りに気弱で、沢村、倉持とルームメイトになり、5号室伝統のドッキリの餌食になった。沢村から練習に誘われるが先輩との距離の接し方がわからず断るほど臆病で、沢村の全力の寝ぼけに悩まされたり、本当は走りたくない、食べたくないと思いつめていたが、沢村と奥村の喧嘩の仲裁や沢村のピッチングを目の当たりにしたことなどから徐々に環境に慣れ始め、沢村とのキャッチボール以降は不安などはなくなった模様。九鬼や瀬戸、奥村などと一緒にいることが多い。奥村からは、（食堂の）居残り組と言われることもある。最近は同じ投手である沢村を明確に目標としている。中学時代は3年通して控え投手であり、身体能力は同じ1年の中でも劣っているが、紅白戦で披露された投球能力は周囲からも評価されている。中学までの野球経験は硬式ではなく軟式野球だった。
九鬼 洋平（くき ようへい）
声 - 虎島貴明
投手。二軍。右投右打。松方シニア出身。
入寮の際、サッカーで足を骨折し入寮に間に合わなかった。入寮直後、奥村と沢村の喧嘩に遭遇。それをきっかけに浅田と仲良くなり一緒に行動している。シニアからの先輩である金丸、東条に「自分も早くそちら（1軍）に行きたい」と語る。勝負球にしているのはスライダー。コーチの落合は打たれてもめげない紅白戦での投球内容を見て「メンタルは悪くない、あのスライダーを効果的に使えれば‥」と評している。
最上 武（もがみ たけし）
声 - 広瀬裕也
遊撃手。曙中学出身。右投右打。
言動は大人しいが、内心は自信家。春市、前園とルームメイトになり、主力の部屋に配置されたことで期待されていると勘違いしている。落合コーチが選抜した5人がバッティング練習をし始めてから自分が期待されているか疑心を抱きだし、食欲がなくなってきている。室内練習場で前園、春市が素振りしているのを見てかすかに可能性を感じている。かなりポジティブに物事を捉えがち。
加賀美 貢太（かがみ こうた）
声 -
外野手。二軍。左投左打。落合コーチによる新入生からの選抜5名のうちの一人。選手評価メモでは“目立たないが地力がある”と記されていた。1年対2.3年の紅白戦ではセンター返しのヒットを放った。3年の麻生曰く「あの地味さ、どこか白洲みを感じる男だな」との事。作中では一度も声を出してない。

#### 二年生
金丸 信二（かねまる しんじ）
声 - 松岡禎丞　
三塁手、二軍（ - 1夏）→背番号15（1秋 - 2春）→5（2夏）。右投げ右打ち。打順は下位打線。東京都松方シニア出身。応援歌は「We will Rock you」
1年の頃はクリスと同室で、沢村とは2年連続で同じクラス。自信家で負けず嫌いな性格。同じシニア出身である東条と仲がいい。同じポジションでレギュラーが確定していない1学年上の先輩・樋笠とは互いにライバル心を剥き出しにしている。入学後、沢村を下に見ていた時期が続いたが、必死に努力し夏に一軍入りした沢村の姿を見て以来、実力を認める様になった。口は悪いが面倒見も良く2年生に進級してからは1年生に対する鬼軍曹的存在。沢村のインコースへのピッチングの課題練習の際には、デッドボール覚悟で打席に立ち続け練習相手になるなど、実は仲間思いの熱い男。ストレートに強く、積極的な打撃が持ち味。2年時は長打も放つようになるようになった。同級生であり、マネージャーの春乃を意識している描写がある。
東条曰く「無自覚に敵を作るタイプ」。悪気はないが紅白戦で活躍した高津に上から目線で「一軍合流あるかもな」と声をかけてしまい、口喧嘩になった。
御幸世代が引退後、主将に就任したことがActII単行本最終巻での加筆により判明。
東条 秀明（とうじょう ひであき）
声 - 須藤翔→蒼井翔太
投手・外野手、二軍（ - 1夏）→背番号8（1秋）。右投げ右打ち。東京都松方シニア出身。応援歌は「行くぜっ!怪盗少女」。
中学2年時、シニアで全国ベスト4に輝いた有望選手。帝東の向井、薬師の秋葉にも名前が知られている。しかし、実際は先輩達の活躍によるもので、自分の実力とは思っておらず、その肩書きを重荷に感じることもある。入部直後の対抗戦で先発するが、1回で12失点と高校野球のレベルを思い知る。その後、中学時代の実績がない沢村や降谷が、投手として自分以上に活躍しているのを見て、生き残ることを決意して外野手に転向する。ミートと俊足が持ち味で肩も強い。元投手ということもあり、沢村がチェンジアップを習得する際には実演して見せた。金丸とはシニア時代からのチームメイトで親友である。打撃投手を務めることで投手としての練習も重ねており、2年の春には降谷の一時離脱に際して投手としての実戦復帰を果たした。投手としてはスライダー、カーブを投げてゴロを打たせるスタイル。
高津 広臣（たかつ ひろおみ）
声 - 浦田わたる
遊撃手、二軍（ - 1秋）→一軍（2春）→二軍（2夏）。右投げ左打ち。
向上心が高く、負けん気の強い性格。2年春の紅白戦で4番・遊撃手に入り活躍し一時的に一軍に合流したが、試合では動きが固くなりエラーすることもあり、2年夏の大会ではベンチ入りはできなかった。太田部長曰く「元々センスはあったが1年の頃は線が細くて、冬に体ができてきて一気に存在感が出た」とのこと。高津たちベンチ外のメンバーが稲実戦後も黙々と素振りをしているのを見て、OBたちは「来年のうちも強くなりそうだな」と安心していた。
狩場 航（かりば わたる）
声 - 河西健吾→寺島惇太→中優一郎
捕手、二軍。右投げ右打ち。同学年の沢村とよく組んで練習している。沢村がイップスに苦しんだときもブルペン捕手として支えた。紅白戦で瀬戸に盗塁された際に「それはさすがに狩場をナメすぎだ」と評されるなど守備は評価されている模様。正捕手の御幸、2番手捕手の小野、後輩の奥村・由井と捕手の層が厚いため1軍合流はできなかった。
金田 忠大（かねだ ただひろ）
声 - 湯本健一→鈴木裕斗→遠藤航
投手・外野手、二軍（ - 1夏）→背番号19（1秋）→17（2春）→18（2夏）。
フォークボールが武器。川島とのレギュラー争いの末、ベンチ入りを果たす。同じ学年に沢村、降谷、一学年上に川上がいるなど投手の層が厚い世代のため、公式戦では一度も投げておらず、落合コーチからも「酷な言い方だが金田に三高打線は荷が重いだろう」と評されている。
岡 健一（おか けんいち）
外野手、二軍。
高津とよくつるんでいる。

#### 三年生
倉持 洋一（くらもち よういち）
声 - 浅沼晋太郎 / 演 - 葉山昴 / ミュ - 北澤優駿
遊撃手、背番号6（ - 2秋）。両投げ両打ち（基本的には右投げ）。千葉県出身。5月17日生まれ。血液型A型。結城世代の引退後、前園と共に御幸世代の副主将を務める。応援歌は「TRAIN-TRAIN」。
俊足堅守の1番打者で、運動神経はチーム1。小湊亮介との二遊間の守備は『鉄壁』と呼ばれるほどであり、倉持自身もコンビを組む亮介の存在を心の底から尊敬している。ただ打撃力は2年の頃は低く、2年夏の頃はほとんど打つ場面がなく四球で出塁していた。「ヒャハハ」という笑い声が特徴。
寮では沢村のルームメイトで、後輩の沢村をパシリ兼スパーリングパートナーにしている。幼い頃レスリングをしており、よく沢村に技をかけているが、沢村の関節が柔軟なために関節技が決まらない。しかし、いざという時は先輩としての顔を見せ、少しでも目を離すと暴走・オーバーワークしがちな沢村を常に気にかけ、ぶっきらぼうながらも制止したり面倒を見たりする。
紅白戦中に落合コーチから出塁率を上げるために左打ちに専念しろと言われるが、本人はかっこいいからという理由と松井稼頭央への憧れ（野球を始めたきっかけ）から、スイッチヒッターにこだわっていた。しかし、3年生となった最後の夏の大会では「かっこつけてる場合じゃない」と左打席に専念することを決意したことで安打数が増え絶好調な活躍。
川上 憲史（かわかみ のりふみ）
声 - 下野紘、代永翼（中学時代） / 演 - 青峰佑樹
投手、背番号10（ - 2秋）。右投げ右打ち。埼玉県出身。3月25日生まれ。血液型B型。通称ノリ。応援歌は「負けないで」。
内気で頼りなさげだが、1年生の秋から試合に出場しており、リリーフ経験が豊富。コントロール抜群のサイドスローで、決め球は低めのストライクゾーンからボールゾーンに落ちるスライダー。2年夏はリリーフとして沢村の後に登板することが多かったが、精神的に弱いところがありたびたび失点しており、決勝の稲城実業戦では沢村の死球のあとに二死一塁で登板したがあと一つのアウトを取れず、四球（吉沢）→ヒット（原田）→ヒット（成宮）でサヨナラ負けしてしまい、そのことを気にして一時調子を崩した。1年時の秋季大会でシンカーを三連続で死球にしてしまい、2年秋までシンカーを投げないでいたが、降谷や沢村の活躍を目の当たりにし、ピッチングの幅を広げるためにも解禁することを決意する。御幸世代の筆頭投手ながら、上の世代のエースである丹波の引退後も沢村・降谷の台頭によってエース争いでは遅れを取っているが、二人に次ぐ投手としての立ち位置を保っている。
3年夏の西東京予選3回戦では、初戦で調子の出なかった沢村に代わって4回から投げきって勝ち投手となり、存在感を出した。「沢村くんと降谷くんが交互に先発し、3年の川上くんがブルペンに待機する鉄壁の布陣。長く過酷なトーナメントを戦う上でもこれだけの投手力が充実したチームはそうないでしょうね」と評される。だが、市大三高との準決勝を前に肘の炎症が起きてしまい登板不可能になる。白州とは音楽鑑賞という共通の趣味があり仲が良い。
前園 健太（まえぞの けんた）
声 - 田尻浩章 / 演 - 澤田拓郎
一塁手、二軍（ - 2夏）→背番号3（2秋）、打順は主に5番。右投げ右打ち。大阪ボーイズリーグ出身。7月28日生まれ。血液型B型。倉持と共に御幸世代の副主将。通称ゾノ。応援歌は「とんぼ」。
坊主頭と関西弁が特徴的で、ガラは悪いが人情に篤い。パンチ力はあるが、大振りなのが欠点の典型的なプルヒッター。チームのために右方向へ打つことを心がけてはいるが上手くいかず、スランプが続いていたが、伊佐敷や監督のアドバイスで引っ張って打つことを心がけるようになり、結果、帝東戦で向井から逆転タイムリー打を放って以降、頭角を現し始め随所で活躍するようになる。落合コーチからは当初「俺ならスタメンから外す」と能力を疑問視されていたが鵜久森戦で打点を稼いだときには「化けたか？」と再評価される。鵜久森戦以降からは打つ際に修羅のような顔をする。
白州 健二郎（しらす けんじろう）
声 - 下妻由幸 / 演 - 和田亮一
右翼手、背番号9（ - 2秋）。主な打順は9番（ - 2夏）→2番（2秋）→3番（3夏）。右投げ左打ち。東京都出身。4月23日生まれ。血液型AB型。応援歌は「必殺仕事人のテーマ」。
自己主張が極めて少ないが、攻守共に堅実で肩も強い守備職人。ライトからの矢のような返球は“シロレーザー”と形容される程。更に足も速く、稲城実業の原田は「ある意味青道の中で一番バランスのとれた打者」、落合コーチからは「一見目立たないが、俺ならクリーンナップに置くね」と評価されている。堅実な印象が強いが、3年夏の法兼学園戦でスリーランホームランを放つなど長打力も兼ね備えている。川上とは音楽鑑賞という共通の趣味があり仲が良い。
樋笠 昭二（ひがさ しょうじ）
声 - 川口翔（第1期）、寺島惇太（第2期）、三瓶雄樹（第3期）
三塁手、背番号15（ - 2夏）→5（2秋 - 3春）→16（3夏）。右投げ右打ち。埼玉県出身。4月7日生まれ。血液型A型。スキンヘッドに太い眉、「はいや〜」や「シュー」という掛け声が特徴。応援歌は「ロッキーのテーマ」。
同じポジションでレギュラーが確定していない1学年下の後輩・金丸とは互いにライバル心を剥き出しにしている。麻生からは打撃も守備もプレイが一か八かと表されており、エラーシーンが多い。
麻生 尊（あそう たける）
声 - 村田太志
外野手、二軍（ - 2夏）→背番号7（2秋）。右投げ右打ち。東京都出身。12月10日生まれ。血液型O型。
左に逆立った髪秋が特徴。秋から左翼手のレギュラーとなったが打順は下位で降板後の降谷と交代することが多い。かなりプライドが高く「俺をなめんな」とよく言う。あまり目立つ描写はない。アニメではそれが顕著であり、よく顔が映されてない場面が多い。秋の大会では成孔の小川を補殺している。肩が強いというより捕ってからが速いと評されている。また足もそこそこあり、打撃も中学2年から四番バッターだったのでそこそこ打つ。3年生となった最後の夏に、テニス部の村瀬渚に告白してOKをもらい、彼女ができた。しかしその3日後に「これまで通り友達でいよう」とフラれてしまった。
関 直道（せき なおみち）
声 - 川口翔（第1期）、河西健吾（第2期）、冨沢竜也（第3期）
外野手。二軍( - 2夏）→背番号13（2秋 - 3春）→二軍(3夏）。秋に一軍昇格し、ベンチ入りとなった。
よく「な」と言うのが特徴。麻生とは小・中と同じ学校に通っており、一緒にいることが多い。バントがうまい。
中田 中（なかた あたる）
声 - 寺島惇太（第1期・第2期）、今井文也（第3期）
遊撃手。右投げ左打ち。二軍（ -2 夏）→背番号11（2秋 - 3春）→17（3夏）。
語尾に「だな〜」「なんだな〜」をつけて喋っていたが、3年になると普通にしゃべるようになった。結城と同じく家からの通い。堅実な守備が持ち味。
小野 弘（おの ひろし）
声 - 鈴木裕斗（第1期・第2期）、露崎亘（第3期）
捕手。二軍（ - 2夏）→背番号12（2秋）。右投げ右打ち。9月3日生まれ。血液型AB型。
投手に対して細かい気配りができるのが持ち味の二番手キャッチャー。明治神宮大会では負傷の御幸に代わって正捕手として出場し、苦境のチームを支えたが自身のエラーで敗れてしまった。寮では降谷、由井と同室である。
木島 澪（きじま れい）
声 - 竹内栄治（第2期）、輝山立（第3期）
二塁手。二軍（ - 2夏）→背番号16（2秋 - 3春）→14（3夏）。右投げ左打ち。
小柄ながらも守備には定評がある。同じポジション・似た体格を持つ小湊亮介を尊敬し、バッティングフォーム・プレイスタイルも彼のものに近づいている一方、亮介の弟・春市をライバル視している。一塁コーチャー。
山口 健（やまぐち けん）
声 - 三宅貴大（第1期・第2期）、村上喜紀（第3期）
一塁手。二軍（ - 2夏）→背番号14（2秋 - 3春）→13（3夏）。右投げ右打ち。
一年の時はどんぶり一杯のご飯も食べられなかったが、今では人一倍栄養にうるさく、プロテイン、サプリにも詳しい。宮内指導のトレーニングの成果が出始めている。前園とは同じポジションを争うライバル。チーム1.2を争う長打力を持つ。選抜では不調の前園に変わり8番ファーストでレギュラーを努め、打点も出した。
川島 謙吾（かわしま けんご）
声 - 三宅貴大（第2期）、浦田わたる（第3期）
投手・外野手。主に練習試合の際にピッチャーとして登板する事が多い。
三村 諒太（みむら りょうた）
声 - 木島隆一
外野手。二軍（ - 2夏）→背番号20（2秋）→二軍（ 3春 - 3夏）。
2年の頃は三塁コーチャー。
渡辺 久志（わたなべ ひさし）
声 - 石田彰
外野手。二軍。右投げ右打ち。通称ナベ。4月18日生まれ。血液型O型。
一般入部の部員であり、ベンチ入りできず新チーム始動からしばらくして周りとの温度差からチームにいていいのかという悩みを抱えるが、御幸から相手チームの情報力や分析力を買われており、偵察を頼まれる。また、高島からも大きな存在だと思われている。
チームの役に立てていることがわかり、裏方に専念するためにマネージャー転向も考えていたが、片岡監督からの言葉でチームのためだけでなく自分のためにもという思いを持つようになる。同級生の工藤 康（声 - 土岐隼一）、東尾 修二（声 - 石谷春貴）と一緒にいることが多い。

#### 青道OB
結城たちの世代は才能はあるものの中学時代に実績のない選手が多く、入部当初は「不作」と言われた世代。唯一、都内ナンバー1捕手と言われたクリスだけが別格扱いだった。その後、結城を筆頭に選手たちが努力を重ね、大きな成長を遂げた一方、クリスは右肩を故障し1年間の戦線離脱を余儀なくされた。丹波、結城、小湊、増子、伊佐敷は2年の夏からベンチ入りしている。
結城 哲也（ゆうき てつや）
声 - 細谷佳正 / 演 - 上田悠介 / ミュ - 田鶴翔吾
青道野球部OB。一塁手、背番号3（ - 3夏）、打順は5番（2夏）→4番（ - 3夏）。同世代における野球部主将。右投げ右打ち。
チャンスでの勝負強さと冷静さ、人並み外れた集中力を武器とする青道高校の不動の4番打者。大阪桐生の監督である松本からは「別格」と評されている。プロからも注目されているが、現役中はチームを甲子園に連れて行くことしか考えてなかったため、プロには興味がないと言っている。長打・強打・巧打を兼ね備えているが、普段はあまりホームランを狙わない。家から通っている。
中学時代から実力はあったが体が小さく守備も下手で、あまり目立つ存在ではなかった。周囲から「不作の年」と呼ばれ、期待の薄かった彼らの世代の中にあって、1年生時は1日500スイングと自らに課題を掲げ黙々と練習を重ねていた。努力を重ねる彼の姿は同世代のチームメイト達を鼓舞し、世代全体が大きく成長し、強力な野手陣が揃う結果を生み出した。そして2年の夏から5番を打ち、プレーでチームを牽引するリーダーシップを認められ、片岡監督や同級生の総意を持って主将に指名されることとなった。
自分達が引退した後の新チームの主将の座を、自分達が敗れたチームを率いていた、稲城実業の主将にして4番であり正捕手である原田を越えてほしい、という期待を込め、御幸へと託した。青道高校卒業後は大学野球でのプレーを選択し明神大学へと進学した。
伊佐敷 純（いさしき じゅん）
声 - 小野友樹 / 演 - 高橋良輔 / ミュ - 末野卓磨
青道野球部OB。中堅手、背番号8（ - 3夏）、打順は3番（ - 3夏）。右投げ右打ち。結城世代の野球部副主将。
強肩強打で初球からガンガン打ちにいく積極性と、常にフルスイングでボール球でもヒットにするパワーと豪快さが強み。バットを振り切りつつも右打ちする技術もあり、大味な印象を持たれやすいが本人は常に結城につなぐためのバッティングをいつも心がけている。
入部当初は投手志望だったが、ノーコンが直らなかったため外野手へのコンバートを勧告され、新チーム発足時にレギュラーのためなら何が何であろうともしがみついてやる、との決意を胸に転向した。当初から結城に対しては何かと張り合っていた仲だったが、投手を諦め外野手を目指すポジション転向の際に彼の努力を目の当たりにし闘志を燃やし、彼の努力に常に追いつこうとしたことで今の自分があり、口には出さないが彼には敵わないと認め、深い敬意と信頼を抱いている。プレー中、頻繁に大声で吠える為「青道のスピッツ」の異名を持つ。沢村からは「ヒゲ先輩」と呼ばれていた。卒業後は関西の大学で野球をしている。
増子 透（ますこ とおる）
声 - 羽多野渉 / 演 - 水沼天孝 / ミュ - 皇希
青道野球部OB。三塁手、二軍（3春）→背番号5（3夏）、打順は5番（3夏）。右投げ右打ち。結城世代の野球部副主将。
典型的なパワーヒッターの巨漢で、詰まった当たりでもホームランに出来るほど。直球には滅法強いが変化球には弱い。超重量級選手であるが、動きは素早い。
沢村・倉持のルームメイト。温厚な性格で、沢村のことを「沢村ちゃん」と呼んで可愛がっている。やんちゃな倉持と沢村には手を焼き、先輩として時には説教しようとするが、最後には増子も含め乱闘になったりする。たまに「ウガ！」など独特の雄叫びを上げ、ガッツポーズは「MGP（増子ガッツポーズ）」と呼ばれている。沢村との対戦で見せたバットを短く持ったコンパクトなバッティングを片岡監督に評価され、夏の大会もバットを短く持って打席に立っている。
かなりの大食漢で入部当時から人並みはずれた食事量を取り、「食事が資本」というなかにあっても「お前は食うな！」と先輩達に怒られるほど。また、そのころはランニングしながらも食事のことを考えていた。引退後はどんどん太っていく事を下級生や監督の片岡に指摘される。尚、バリカンのアタッチメントを付け忘れて自ら頭髪を剃り上げてしまい、3年夏の大会途中から丹波と共にスキンヘッドで挑む事となった。大学進学後はきつい練習によって痩せた。本人曰く「体脂肪率20%切った」とのこと。
1年生のときの自己紹介の際に「受験で10キロ太ってしまいました」と述べていることからスポーツ推薦ではなく一般入試で青道に入学した可能性が高い。
小湊 亮介（こみなと りょうすけ）
声 - 岡本信彦 / 演 - 椎名鯛造 / ミュ - 廣野凌大
青道野球部OB。二塁手、背番号4（ - 3夏）、打順は2番（ - 3夏）。右投げ左打ち。沢村と同学年の友人・小湊春市の実兄で、体格や容姿はよく似ているが、おとなしい弟に比べて毒舌の目立つ皮肉屋。細目と笑顔が特徴。
青道打線一の技巧派で、選球眼が非常に良く、粘り打ちやセットプレーも巧みな投手が嫌がるタイプの不動の2番打者。小柄な体躯だが、守備技術の高さと守備範囲の広さは、倉持との二遊間をして鉄壁の守備を誇っている。
卒業式で春市に自分が使っていたグローブを託したが、この際、いつまでも自分の背中を追いかけるのではなく、自立するように釘を刺している。ヤクルトファンらしくラインのアイコンはつば九郎。
丹波 光一郎（たんば こういちろう）
声 - 森田成一 / 演 - NAO-G / ミュ - 鷹松宏一
青道野球部OB。投手、背番号1（ - 3夏）、打順は主に8番（ - 3夏）。右投げ右打ち。東京都出身。結城世代のエース投手。
長身から投げる縦に大きく割れるカーブを武器にする本格派投手。しかし時折ストレートが甘く入るという欠点がある。ストレートはMAXで140km/h。投球時に「ふしっ」と掛け声をするのが特徴。しかし怪我明けから全く安定感がないのが欠点。ピッチングの幅を広げるべく、夏の予選を前にフォークを習得した。フォークはシンカー方向に落ちる。実はバントが苦手。
同学年の市大三高のエース真中とは幼馴染で、同じチームでプレーし続けていたが常に2番手の控え投手だった。市大三高の田原監督からも入学の誘いの声を掛けられていたが、自分を変えたいと青道に入学した経緯がある。
滝川・クリス・優（たきがわ・クリス・ゆう）
声 - 浪川大輔 / 演 - 汐崎アイル / ミュ - 瑛
青道野球部OB。捕手、二軍。右投げ右打ち。通称クリス。
父親が元プロ野球の外国人助っ人という二世選手。努力家で妥協しない性格で、チームきっての野球知識を持つ。普段は声が小さく、フキダシ上でも文字が細く書かれる。夏の大会では記録員を務めている。
1年時から正捕手として活躍していたが、周囲の期待から無理を押して出場し続けた結果として重傷を負い、高校球児としての活躍を棒に振ることとなってしまった。3年時には投手の指導にあたっており、沢村とは当初は対立するものの、最終的に和解しその成長の大きな助けとなった。
宮内 啓介（みやうち けいすけ）
声 - 村田太志 / 演 - 中島大地
捕手、背番号12（ - 3夏）。右投げ右打ち。一軍の二番手キャッチャー。
がっちりとした体格で、筋トレが趣味。頻繁に「んフー」と荒々しい鼻息をする。
坂井 一郎（さかい いちろう）
声 - 竹内栄治 / 演 - 章平
左翼手、背番号7（ - 3夏）、打順は8番（準決勝からは7番）。右投げ右打ち。
夏季大会の選手交代の際、外野用グローブを持っていない降谷に対してグローブを貸すといった優しい一面がある。
門田 将明（かどた まさあき）
声 - 鈴木裕斗
右翼手、背番号13（ - 3夏）。右投げ右打ち。
丸刈りで目つきが悪い。同級生の坂井にレギュラーポジションを譲ったが、薬師戦では降谷に代わり守備固めとして左翼の守備についた。決勝の稲城実業戦では坂井に代わりスタメンで出場したし、途中交代した。
楠木 文哉（くすのき ふみや）
声 - 須藤翔
遊撃手、背番号14（ - 3夏）。右投げ右打ち。
田中 晋（たなか しん）
声 - 梶川翔平
捕手、背番号16（ - 3夏）。
遠藤 直樹（えんどう なおき）
声 - 梶川翔平
外野手、背番号17（ - 3夏）。
山崎 邦夫（やまざき くにお）
声 - 川口翔
一塁手、背番号18（ - 3夏）。
白石、小林、山田、新岡、吉川、高澤
ポジションは順から遊撃手、二塁手、左翼手、中堅手、投手、右翼手。
結城達の一つ前の3年生で東と同級生。アニメで名前が登場。準決勝で稲実に破れた。

#### 青道スタッフ
片岡 鉄心（かたおか てっしん）
声 - 東地宏樹 / 演 - 加藤靖久 / ミュ - 横山真史
青道高校野球部監督。元投手。右投げ右打ち。現役選手時代は二年生のときに青道高校を夏の甲子園大会準優勝、三年春は選抜ベスト8に導いたエースピッチャーだったが、プロ入りの誘いを断り母校指導者への道へ進む。サングラスがトレードマークの強面だが、まだ30代。遠投は100mを超え、一人で3年生相手に日が暮れるまでノックをしたり、バッティングピッチャーとして140km/h前後の球を200球近く投げる。常に厳格で冷酷だが、実力と気迫が備わっている者はきちんと認める。特定の選手を贔屓せず全員を大事に思っており、最後のチャンスで一軍に上がれなかった3年生に対しても感謝と気遣いの言葉をかけるなどもしており、教え子達からは慕われている。
甲子園出場を逃したことから秋大会までは指揮をとるとして辞任願を提出するが、三年生の引退試合でそれを伝えられた現役選手たちは御幸が提案した秋季大会優勝、春の選抜甲子園大会出場することで辞任を撤回させることを決心する。秋季東京大会優勝、神宮大会ベスト4で、選抜出場確実の結果をもって辞任は撤回された。
普段は国語教員でもあり、沢村が二年に進級すると沢村、降谷のクラスで授業を担当している。　
沢村からは「グラサン」「将軍」を経て「ボス」と呼ばれている。
太田 一義（おおた かずよし）
声 - 竹内栄治、露崎亘（第3期） / 演 - 藤田慶輔
青道高校野球部部長。東京都出身。かなりの小心者で、目先のことにしか目が行かないため、試合では常に落ち着きがない。良くも悪くも常識人で、野球のこととなるととかく熱くなる高島や片岡に呆れることも。川上を非常に高く買っており、当初は沢村の落ち着きのない投球を見ては川上を出すように監督に進言していた。
高島 礼（たかしま れい）
声 - 内山夕実 / 演 - 遠藤沙季 / ミュ - 岩井七世
青道高校野球部副部長で、学校理事長の娘。沢村に才能を見出しスカウトに訪れた人物。スカウトした人物は沢村の他に御幸、クリス、倉持がいる。ロングヘアーでふくよかな胸囲と眼鏡が外見的特徴。マネージメント主体で実践的な指導を行なうことはないが、沢村の資質を見抜くなど野球に対する見識は確かで、ストーリー上は解説役となることも多い。
落合 博光（おちあい ひろみつ）
声 - 大川透
青道高校野球部のコーチ。片岡監督が辞任の意思を表明したことから、次期監督としてコーチに就任。以前は、神奈川県の強豪校・紅海大相良のコーチを務めていた。指導能力は確かだが、チームのためなら選手の切り捨ても厭わないリアリストで、片岡の方針とは折り合いが悪かったが次第に認め合うようになる。「いいんですか、私色に染めても」というような表現をよく使う。秋季大会優勝後は監督就任を拒否し新たな就職先を探していたが、学校側からコーチとして正式に契約したい意向を伝えられ、そのまま青道に残ることになる。翌年春からは二軍の指揮も務める。本人曰く、高校時代は控えの選手でポジションは捕手だった。なお、副部長の高島からコーチとしての残留を打診された際、「助かります。5歳になる娘とマンションのローンが残っている」とも語っている。
森 昌平（もり しょうへい）
声 - 田尻浩章
青道高校学校長。
林 慎一（はやし しんいち）
声 - 松本忍
青道高校教頭。
吉川 春乃（よしかわ はるの）
声 - 遠藤ゆりか（第1期・第2期）、佐倉綾音（第3期） / 演 - 橘希（初演）→遠藤ゆりか（LIVE II以降）
1年生（第1部）→2年生（第2部）。マネージャー。ドジな性格から、当初はマネージャーとしての自信が持てず挫折しかけたが、栄純のまっすぐな一面を見て以降、彼を慕うようになり、エースを目指す栄純を応援しており、異性として意識している一面もある。また、栄純にタイヤでのランニングをやるきっかけを作った人物である。
藤原 貴子（ふじわら たかこ）
声 - 山口立花子 / 演 - 加島碧
3年生（第1部）→OG（第2部）。マネージャー。吊り目で腰まで伸ばした髪がトレードマーク。
梅本 幸子（うめもと さちこ）
声 - 花守ゆみり / 演 - 志藤彩那
2年生（第1部）→3年生（第2部）。マネージャー。黒髪を二つ結びにしている。秋季大会以降は記録員を務めている。
夏川 唯（なつかわ ゆい）
声 - 高橋花林 / 演 - 陽向あゆみ
2年生（第1部）→3年生（第2部）。マネージャー。ベリーショートで前髪が長め。
小田 茜（おだ あかね）
声 - 桜田佳歩
1年生（第2部）。マネージャー。
黒木 杏奈 （くろき あんな）
声 - 高橋雛子
1年生（第2部）。マネージャー。

### 西東京地区

#### 市大三高
読みは「いちだいさんこう」で、正式名称は「市川大学第三高等学校」。前回選抜ベスト8の西東京の強豪。夏の大会、秋の大会と2連続で薬師と対戦して敗退。天久が3年生になった最後の夏には薬師にリベンジを果たし準決勝まで進出するが、青道の沢村との投手戦に末に敗れ、ベスト4に終わる。モデルはユニフォーム、校舎から恐らく日本大学第三高等学校と思われる。
田原 利彦（たはら としひこ）
声 - 加藤亮夫
市大三高監督。「○○ボーイ」、「○○ハイスクール」など、英語交じりで話す。中学時代の御幸をスカウトしており、春の青道戦で御幸が入学しなかったことを惜しんでいた。また、丹波のこともスカウトしており、いずれは真中との二枚看板にするつもりだった。
天久 光聖（あまひさ こうせい）
声 - 木村良平
市大三高2年→3年。投手。右投げ右打ち。背番号1。2年夏は練習がつらい等の無茶苦茶な理由で野球部から離れていたが、夏の敗戦後から野球部に戻り、真中からエースナンバーを引き継いだ男。田原監督からは「ジーニアス」（天才）と称される。強力な縦のスライダーを決め球に、キレのあるカーブ、ストレートで押していくスタイル。真中からも勝てない相手と言われることがあった。3年夏の薬師戦でMAX151km/hを記録した。また、縦のスライダーは曲がりすぎて扱いづらいと自己評価しており、そのためにカットボールに似た新しい球種を習得し、曲がりきらないスライダー「スライ」と呼んでいる。握りなどの詳細は不明だがスタンドで見ていた奥村は「ツーシームジャイロ」ではないかと推測している。なお持ち球にはフォークもあることが薬師戦の秋葉の初打席での台詞や、公式ガイドブック表で明かされているが、実戦ではほとんど投げていない。
非常に口が悪く内心で相手を見下すような言動が多い（前園を「青道の顔面偏差値を下げまくっている」、結城将司を「撒き餌に食いつくブンブン丸」、三島を「奈良のゆるキャラ(せんとくん)に似てる」「1ミリもときめかない」「普通に投げてりゃこの下マツゲには打たれん」、轟を「バット猿」など）が、自分のチームメイトは高く評価しており、「野球星人」と呼んでいる。実は彼女持ち。
打撃に関しては投球よりもあまり自信がないらしく、青道戦では「俺ごときザコ打者には新球は見せるまでもないと」と自称しているが意外に出塁する場面が多々ある。
星田 守（ほしだ まもる）
声 - 田尻浩章（第1期）、鈴木裕斗（第2期）、竹内栄治（第3期）
市大三高2年→3年。一塁手。背番号3。(2夏)四番打者。左投左打。つぶらな瞳が特徴。2年からクリーンナップの実力者。バットが身体の一部になっているとまで評される強打者であり、実際にact2ではバットと会話してるシーンがある。一方足が遅く、センターオーバーの長打が2塁到達ギリギリになり、その事を天久に突っ込まれた。
宮川 輝（みやかわ てる）
声 - 寺島淳太→梶田大嗣
市大三高2年→3年。外野手。左投左打。打順は3番（2夏-）。
2年からスタメンに抜擢されている強打者。しゃくれた顎が特徴。守備範囲も広い。
三崎 達也（みさき たつや）
市大三高2年→3年。投手。右投げ。背番号10。
控え投手。2年の頃からベンチに入っており、薬師戦ではタイムリーを打たれていた。新チームでは二番手投手。秋の薬師戦では8回途中から登板し無失点におさえた。
高見 晃人（たかみ あきと）
声 - 遠藤航
市大三高2年→3年。捕手。右投右打。打順は6番(2秋)→7番(3夏)
天久から「たかみー」と呼ばれている。大きい鼻が特徴。肩が強く、春の大会では矢のような送球で沢村をアウトにしかけた。投手にはあまり意思を出さなく、投手の意見を優先する。
安達 弘樹（あだち ひろき）
声 - 中優一郎
市大三高2年→3年。遊撃手。右投右打。打順は7番(2秋)→6番（3夏）
キャプテン。降谷の速球に負けないバッティングと堅実な守備が売り。
先攻後攻決めのじゃんけんで2回もじゃんけんの弱い御幸に負けており、白州に「じゃんけん弱すぎないか？」と言われた。
森 太志（もり たいし）
市大三高2年→3年。三塁手。右投右打。打順は2番。
打順は変わることが多いが、いずれも上位を打つ。猿みたいな口周りが特徴。痛烈な打球を飛ばすシーンが多い。
佐々木 伸介（ささき しんすけ）
声 - 左座翔丸
市大三高2年。右翼手。右投左打。打順は5番。
逆立った髪が特徴。春大会から5番を打つ実力者。夏は真木のカーブを流して逆転スリーランホームランを放った。
千丸 浩二（ちまる こうじ）
市大三高3年。左翼手、投手。打順は1番。
元々春までは控え投手だったが、メンタルの弱さから最後の夏は外野手に転向した。背番号13ながら夏大会では1番に抜擢された。タレ目が特徴。薬師戦ではサヨナラタイムリーを放った。
宮本（みやもと）
声 - 遠藤航
二塁手。右投右打。打順は9番。
春からレギュラーの選手。坊主。
福島（ふくしま）
二塁手。右投げ右打ち。
糸目。春からは控えになった。薬師戦では9回のチャンスで代打出場。真田から初球を打ちサード正面になるも轟のエラーで出塁。
吉田（よしだ）
外野手。右投げ右打ち。
2年秋のレフトのレギュラー。
窪田（くぼた）
外野手。右投げ右打ち。
2年秋のライトのレギュラー。
照井 匡（てるい ただし）
声 - 岩川拓吾
投手。市大三高1年。右投げ。
いかつい顔つきをしており、本人はそのことをいじられるのを嫌っている。しかし悪気のない天久からはいじっているかのような褒め方をされている。監督曰くボーイズリーグで腕をならしており、いずれチームを背負ってくれると期待されている。
真中 要（まなか かなめ）
声 - 鳥海浩輔
市大三高3年→OB。投手。右投右打。背番号1。高速スライダーがウイニングショットのエース。丹波とは家が近く幼馴染で、同じ中学だった。
卒業後は東京の大学に進学。夏の市大青道戦を観戦に来ていた。
大前 隆広（おおまえ たかひろ）
声 - 内山昂輝
市大三高3年→OB。三塁手。背番号5。キャプテンで4番。右投げ右打ち。
足以外の攻守が高いレベルの実力者。

#### 稲城実業高等学校
稲城実業高校（いなしろじつぎょうこうこう）は、毎年青道、市大三高と甲子園を争う、西東京の強豪校。略称は稲実。ユニフォームの色は白、帽子のマークは赤色でI、ユニフォームには赤色で横にinasiro。八王子市の森の中にグラウンドがあり、都内一の設備をもつと言われている。
無印の去年にも甲子園出場校。成宮が2年時の夏の大会では西東京地区決勝で青道を破って2年連続で夏の甲子園に出場、16年ぶりに甲子園決勝まで進むが北海道代表の巨摩大藤巻に敗れて準優勝に終わる。秋季大会では2回戦（初戦）で鵜久森に敗れ、成宮達は自分に驕りがあることを自覚する。成宮が3年になってからは春の大会で優勝し、関東大会も優勝。夏の大会でも決勝まで勝ち進み2年連続で青道との決勝戦が実現する。
国友 広重（くにとも ひろしげ）
声 - 仲野裕
稲城実業監督。常に仏頂面で目つきが鋭く、口数も少なく迫力がある。栃木の馬原高校をわずか5年で甲子園ベスト8にまで導いた。その実績を買われ、10年前に母校である稲城実業の監督に就任。11年間で春夏通算15回の甲子園出場実績を誇る。チームを甲子園に連れて行くために雇われた職業監督。試合中、采配を振る際に首を左右に傾け音を鳴らす癖がある。また選手に威圧するとき吹雪を起こす。
林田 正義（はやしだ まさよし）
声 - 羽多野渉（第1期）、鈴木裕斗（第2期）、三瓶雄樹（第3期)
稲城実業野球部部長。毎年、地区予選の決勝戦の前夜になると国友監督とともにグラウンドで酒盛りをしている。成宮が3年になった際に選手にもばれて、白河に「グラウンドで酒を…なんて悪い大人だ」とツッコまれている。
成宮 鳴（なるみや めい）
声 - 梶裕貴 / 演 - 小西成弥
稲城実業2年→3年。投手。左翼手。左投げ左打ち。背番号18（1夏）→1（2夏-）。打順は5番（2夏-）。
白い髪と青い目が特徴。関東No.1サウスポーと目される稲実のエースピッチャー。MAX148km/hの速球と、スライダー、フォーク、チェンジアップを駆使した左右・緩急自在な投球スタイルが特徴。決め球のチェンジアップはスクリュー気味に緩急つけて落ちる（いわゆるサークルチェンジ）が、球数が増えると甘めに浮いてしまうという弱点があるため、ここぞというとき以外には投げることはない。打撃面でも2年夏から5番を任されるなど強打者で、本人曰く「打つの好きだし、打てちゃうし」とのこと。フェンス直撃にする長打力もある。かなりの自信家かつワガママな性格。最強のチームを結成する為、カルロス、白河、山岡らは成宮が各シニアの有力選手に声をかけて集め稲城実業に入学した経緯がある。
1年夏は背番号18でベンチ入りして主にリリーフとして登板。夏の甲子園に出場するが3回戦でスクイズを読んでいながら暴投してしまいそれが決勝点となり敗戦した。そのことから甲子園にはでかい借りがあると語る。
2年夏はエースとして甲子園準優勝に貢献。地元東京都出身のため新聞には都のプリンスと見出しがつけられた。テレビの取材では鳴ちゃんフィーバーと報道され人気者となっている。
3年夏にはわがままな面をマウンドで出さずクールな表情をするようになったが、実際は打たれて怒りコントロールが荒れたりと、本性は相変わらず。市大三高の天久と同じく縦のカットボール（スラッター）も習得し、ストレートの最高球速は153km/hを記録している。また持ち球にカーブも加わり、青道戦で初球にカーブを投じたことで沢村から「どんだけ引き出しあんだよ」と驚かれている。関東No.1サウスポーから「世代最強左腕」と称されるように変わっている。
『水曜日のダウンタウン』（2020年9月23日放送分）での「野球漫画史上最強の防御率No.1投手ランキング」で5位（91回1/3で自責点8の防御率0.79）になった。
神谷 カルロス 俊樹（かみや カルロス としき）
声 - KENN
稲城実業2年→3年。中堅手。右投げ右打ち。背番号8（2夏-）、打順は1番（2夏-）。
成宮に勧誘されたメンバーの一人。父親はブラジル人だが、日本生まれの日本育ち。暑いと脱ぎ出す癖がある。トリッキーな打撃と走塁で相手を乱すリードオフマン。白河曰く走塁のトップスピードは倉持と同じくらい。その走力からセンターの守備範囲も驚異的な広さを誇る。3年生になってからはホームランを打てる長打力も持ち、御幸には去年より嫌なバッターになっていると評される。
白河 勝之（しらかわ かつゆき）
声 - 保志総一朗
稲城実業2年→3年。遊撃手。右投げ右打ち。背番号6（2夏-）。打順は2番（2夏-）。
成宮に勧誘されたメンバーの一人。かなり神経質な性格。パワーはないがバント、エンドラン、カットなどの小技をなんでもできる功打者。守備面も好守が光る。クリスとはシニアで同じチームだった。その際に御幸のリードにより三振し、その頃からことあるごとに御幸に突っかかっている。
福井 健斗（ふくい けんと）
声 - 寺島惇太→阿部敦
稲城実業2年→3年。新チーム主将。通称福ちゃん。ポジションは不明。背番号10(3夏)。
夏もベンチ入りせず、新チームでもレギュラーにはなれていないが、チームで一番責任感が強く真面目で、最後までグラウンド整備をやるため監督や選手から満場一致で主将を任されていたが、秋大会の頃ではチームがまとまらず個性の強いチームメイトを陰から1人で纏め上げるのは難しいのが現状であった。
実はじゃんけんに強いという特技があり、3年夏の西東京予選では青道との決勝戦まで含めて全試合じゃんけんで勝つという強運の持ち主。
山岡 陸（やまおか りく）
声 - 川口翔
稲城実業2年→3年。一塁手。右投げ右打ち。背番号3（2夏-）打順は6番（2夏-）→4番（2秋）。
成宮に勧誘されたメンバーの一人。強打者で、2年生時、対青道高校との夏大決勝でホームランを放った。3年時にはコンタクト率が増し夏大準決勝に大会第4号かつ高校通算68号を放っている。稲実は4番であってもスクイズを指示することもあるチーム野球を掲げているが、チーム史上初めて国友監督がサインを出さずに任せる選手であると青道との決勝時に語られている。
矢部 浩二（やべ こうじ）
声 - 羽多野渉（第1期・第2期）、今井文也（第3期）
稲城実業2年→3年。三塁手。右投げ右打ち。背番号15（2夏）→5（2秋）。打順は6番（2秋）→3番（3春）。
成宮に勧誘されたメンバーの一人。引っ張りが得意のプルヒッター。勧誘された中2年では唯一控えだった。新チームでは3番。3年目の夏は当たっていたが早乙女に打順を奪われ6番、決勝では多田野が打順を上げ7番に下がった。
早乙女 慎一郎（さおとめ しんいちろう）
稲城実業1年→2年。外野手。左投げ左打ち。背番号9（2夏）。
多田野曰くマイペースな性格。野球センスは中学の頃からずば抜けていたものの体が細く怪我しやすい体質だった。1年の頃は肘の治療のため練習は早めに切り上げ、体作りのため試合にすら出なかった。そのためかチームの中で一番栄養学に詳しい。春から調子を上げ、夏大会では矢部に変わり3番を打ち春から夏まで86打数41安打、ホームラン6本、打率476の大車輪の活躍をしている強打者。
神宮寺 司（じんぐうじ つかさ）
稲城実業1年→2年。外野手。右投げ右打ち。
背番号15（2夏）。
1年の頃は怪我で出遅れていたらしく、2年春の関東大会では5番を任された。調子を上げていき決勝では杉にかわって8番レフトでスタメン。下位ながら長打を打て、降谷からは粘って2打席出塁した。
江崎 卓（えざき すぐる）
声 - 木島隆一（第2期）、村上喜紀（第3期）
稲城実業1年→2年。二塁手。右投げ右打ち。
背番号4（1秋-）。打順は9番。
歯がかけてるのが特徴。1年からセカンドのレギュラー。杉スタメン時は8番打者。
杉 良平（すぎ りょうへい）
稲城実業1年→2年。外野手。右投げ右打ち。背番号7（1秋-）。打順は9番。
鵜久森戦では途中出場。
高橋（たかはし）
投手。背番号18。
鵜久森戦では逆転された後に監督に今すぐ肩を作るように言われた。
志村（しむら）
外野手。右投げ。
秋大会のライトのレギュラー。鵜久森戦ではホームにダイレクト送球を見せた。
多田野 樹（ただの いつき）
声 - 山谷祥生
稲城実業1年→2年。捕手。右投げ右打ち。背番号20（-1夏）→2（1秋-）。打順は6番。新チームの正捕手。意外性の打撃が持ち味。
最初はわがままな成宮とのリードに苦心していた。実はドルオタ好き。
夏大会は打撃が絶好調で、6番に打順が上がった。
赤松 晋二（あかまつ しんじ）
声 - 代永翼
稲城実業1年。投手。右投げ右打ち。背番号20（-1夏）南沢シニア出身。
1年生ながら即戦力の右の本格派。長身から投げ下ろす130キロ台後半のストレートに加え、一度浮かび上がるような軌道からホームの直前で大きく沈むドロップカーブが武器。春季関東大会で6回途中から登板し、6者連続三振のデビューを飾った。同学年の青道の由井や奥村、瀬戸らとシニア時代に対戦経験がある。多田野の後輩。中3の頃から背が伸びたらしく、そのときは成長痛でなげさせてくれなかったらしい。
作者の寺嶋がTwitterで明かした情報によると、もともとは青道に入れる予定のキャラクターだったが、そうすると青道が強くなりすぎると思い、稲城実業に入れたとのこと。
三石 耀司（みついし ようじ）
声 - 畠中祐
稲城実業1年。
吉沢 明光（よしざわ あきみつ）
声 - 虎島貴明
稲城実業1年。
志摩 良平（しま りょうへい）
声 - 遠藤 航
稲城実業1年。
原田 雅功（はらだ まさとし）
声 - 前野智昭
稲城実業3年→OB。捕手。右投げ右打ち。背番号2（3夏）、打順は4番（3夏）。チームの元主将。愛称は「雅（さん）」。
広角に打ち分ける技術があり、長打力はもちろん流し打ちもできる稲実の不動の4番。不用意な言動の多い成宮の静止役。口調はぶっきらぼうだが、考え方は慎重で、青道を冷静に評価している。ドラフトでは、2位指名を受け北海道日本ハムファイターズ入りを果たす。その時ついたあだ名はゴリ男。
吉沢 英明（よしざわ ひであき）
声 - 柿原徹也
稲城実業3年→OB。三塁手。右投げ右打ち。背番号5(3夏)
尖った髪と鋭い目付きが特徴。シャープなスイングでチャンスメークができ、攻守も光る3番。青道戦では9回裏までノーヒットだったが、川上から意地で粘って四球で出塁。サヨナラの際にホームを踏んだ。
平井 翼（ひらい つばさ）
声 - 平川大輔
稲城実業3年→OB。二塁手。右投げ右打ち。背番号4(3夏)
刈り上げ。成宮からは翼くんと呼ばれてる。グラブ捌きが上手い。
梵 勝美（そよぎ かつみ）
声 - 村田太志
稲城実業3年→OB。左翼手。右投げ右打ち。背番号7(3夏)
スキンヘッドと細目。
初球からバットを振る積極的なバッター。
富士川 慎也（ふじかわ しんや）
稲城実業3年→OB。右翼手。右投げ左打ち。背番号9(3夏)
パンチパーマ。いい当たりを打つも倉持に阻まれる等してノーヒット。九回裏に矢部に代打を出され交代。
井口 雄大（いぐち ゆうだい）
稲城実業3年→OB。投手。右投げ。背番号10(3夏)
控えながらほかのチームなら即エースになれるほどの実力がある。甲子園では成宮との二枚看板で準優勝に貢献。口グセは「シュッ」。卒業後には明神大学に進学し、東京選抜どの試合に登場。長田に特大のホームランを打たれた。

#### 明川学園
読みは「あきかわ」学園。西東京（練馬区）。青道の四回戦の相手。もともと進学校のためあまり野球には力を入れておらず、かつては一回戦負けが当たり前だったが、留学生・楊の野球に対する熱意により変わりつつある新鋭校。左打者がスタメンの9人中7人と多い。
act2の春大会は楊がいなかったのでコールド負けを喫し、夏大会も早々に負けた模様。
尾形 一成（おがた かずなり）
声 - 田尻浩章
明川学園監督。「てゆっか」が口癖。誰にでも丁寧な口調で話す。楊からは「日本の父」と慕われている。
楊 舜臣（よう しゅんしん / ヤン シュンチェン）
声 - 石川界人
明川学園2年→3年。投手。右投げ右打ち。背番号1。打順は5番。メガネが特徴。台湾からの語学留学生。その卓越した制球力から「精密機械」と呼ばれる。球速は130km/h台前半。変化球はあまり投げないがカーブとフォークが持ち球。チームメイトや監督からは、「舜」又は「舜臣」と呼ばれている。作品一のコントロールとスタミナを持つ。
高野連の大会出場規則により2年の秋までしか大会に出れず、春大会はボールボーイを務めていた。東京選抜に選ばれ、成宮が出るまでアメリカチームからエースと評されるピッチングを見せた。
二宮（にのみや）
声 - 下妻由幸
1番センター。
橋本（はしもと）
2番サード。
大西（おおにし）
3番ショート。
白鳥（しらとり）
4番ライト。キャプテン。
対馬（つしま）
6番セカンド。
国見（くにみ）
声 - 富田貴洋
7番ファースト。
関口（せきぐち）
8番キャッチャー。
高田（たかだ）
9番レフト。

#### 薬師高校
読みは「やくし」高校。西東京の私立高校。チーム全員が相当バットを振り込んでおり、爆発力のある重量級打線で大量点を奪う攻撃型野球が持ち味。選手権大会西東京予選はベスト8、秋季東京大会は準優勝、全国選抜野球大会ではベスト4。選手権予選、秋季大会で負けた対戦相手はいずれも青道高校。雷市が2年時は春の大会で稲城実業に敗れてノーシードとなって夏の大会に挑むが、市大三高の天久にリベンジされ5回戦で敗退した。
轟 雷蔵（とどろき らいぞう）
声 - 西凜太朗 / 演 - 萩野崇
薬師高校監督。雷市の父親。40歳まで社会人野球の現役選手だったが引退後会社を辞め無職に。その間、河原で子供達に野球を教えていた。昨年から野球部監督に就任し、翌年には長年打撃指導してきた1年生3人を加え、チームを西東京予選ではベスト8、全国選抜大会ではベスト4まで押し上げた。
無職の期間中に借金を抱えて妻には逃げられ、現在でも食事に肉を用意することすらままならない極貧状態にある。性格的には豪快の一語に尽き、「自分を甲子園に連れて行け」という型破りな就任挨拶をしている。反面、「練習は厳しく真面目にするが試合は選手たちが楽しむもの、グラウンドの中では選手たちが自分で考えるべき」という野球観を持ち基本的にバントのサインを出さない攻撃的なスタイルをとるが、「バントなんざいつでもできる、そういう自信があるから打たせている」とバント練習を念入りに行い、選手自身の判断によるバントは認めている。
本作の作者である寺嶋の過去の読みきり漫画「橋の下のバットマン」では実働2年で65勝を挙げた元プロ野球投手（しかし賭博容疑で球界永久追放）という設定になっている。
轟 雷市（とどろき らいち）
声 - 小野賢章 / 演 - 輝山立
三塁手。投手。右投げ左打ち。1年生→2年生。背番号20（1夏）→5（1秋-）。打順は4番。1年夏の青道戦では1番、2年夏の市大三高戦では2番。
雷蔵の息子。プレイ中は奔放な性格の野生児だが、本来は他人とのコミュニケーションが極端に苦手なシャイな性格。バナナが好物でよく食べている。本当は、肉も食いたいが、まともな飯すら用意出来ない現状である。「カハハハ」といった特徴的な笑い声を度々出す。貧乏が祟って小中とまともに野球ができなかったが、その間徹底的なイメージトレーニングによって超高校級の長打力を身につけた。その経歴から、野球に対する飢えは人一倍。雷蔵から与えられた「金のなる木」と書かれたとても重いバットを練習用に使っている。
投手としては沢村のクセ球に似ているが、「スピードがある分沢村以上に厄介かもな―」と秋季東京大会決勝で対戦した青道の選手から評価されている。
「橋の下のバットマン」では100mを11秒で走る脚力を評価されており、薬師入学前に真田からホームランを放つ場面は本作における真田の回想シーンと共通している（橋の下のバットマンでは真田の速球を校舎の裏まで飛ばしているが、本作では校舎の壁に弾丸ライナーで叩き込んでいる）。
落合コーチから「私なら全打席敬遠する」と評され、市大三高の天久から「本塁打にならなかっただけで十分だ」と評されるなど、作中最高のスラッガー。ただしパワーに関しては成孔学園の長田翔平が1位で雷市は2位とされている。しかし守備力は不安定で足の早さから守備範囲は広いものの送球エラーを起こしている。
夏大会は自身のエラーから敗退したことでショックから高知の母親の実家に預けられていたが、夏大会終了時には元の性格に戻っていた。
担当編集から「雷市は脇役でこそ輝くんだな」と指摘され、作者の寺嶋は雷市を主人公とした「橋の下のバットマン」を否定されたような気がして最初はムッとしたが、よく考えると「確かに沢村というキャラがいてこそ、雷市というキャラが活きるんだと今は思えますね」と公式ガイドブック表のインタビューで語っている。
真田 俊平（さなだ しゅんぺい）
声 - 神谷浩史 / 演 - 上田堪大
投手。一塁手。右投げ右打ち。2年生→3年生。背番号18（2夏）→1（2秋-）。打順は6番(2夏)→5番(2秋-)。
薬師高校の実質的なエースで、インコース主体の強気のピッチングが持ち味だが、代償としてデッドボールも多い。春先に左足ふくらはぎを痛めており、長いイニングを投げられないため先発せずに勝負所からの継投で登場する。秋季大会以降は怪我が治ったかどうか作中では言及がないが、継投から登場するスタイルは変わらない。右打者の胸元をえぐるシュートと左打者のインコースに食い込むカットボール、秋の大会からはシンカー気味に沈むツーシームを武器とし、直球も御幸の推定では140kmは出ているとのこと。ライバルやチームメイトに刺激されたときに内心で「激アツ」と表現することが多い。
打者としては秋大会以後、薬師打線の中では雷市に次ぐ強打者と評価されている。
平畠 遼（ひらはた りょう）
声 - 三宅貴大（第1期・第2期）、広瀬裕也（第3期）
外野手。右投げ右打ち。2年生→3年生。
キャプテン。真面目な性格で、60歳までの人生ノートを作っている。
チームの中でバントが上手い。
増田 篤史（ますだ あつし）
声 - 石谷春貴
二塁手。1年生→2年生。右投げ右打ち。
阿部 秀夫（あべ ひでお）
外野手。2年生→3年生。右投げ右打ち。
米原 悠（よねはら ゆう）
声 - 寺島惇太（第2期）、三輪隆博（第3期）
遊撃手。2年生→3年生。右投げ右打ち。
森山 誠（もりやま まこと）
声 - 川口翔（第2期）、柴崎哲志（第3期）
外野手。1年生→2年生。右投げ左打ち。
三島 優太（みしま ゆうた）
声 - 鈴木達央 / 演 - 永田彬
一塁手。投手。捕手。三塁手。右投げ右打ち。1年生→2年生。背番号17（1夏）→3（1秋-）。打順は3番。夏の青道戦でも3番を任されていた。
薬師高校1年生クリーンナップの一人。幼少期、秋葉と同じ少年野球チームに所属していた。轟親子に「ミッシーマ」と呼ばれているが、本人は気に入っていない。雷蔵が目をつけた選手の一人で彼いわく「雷市の友達第1号」だが、雷市の力を見せつけられて以来、雷市をライバル視している。小さい頃、彼の親が雷蔵を通報しかけたことがある。持ち球はフォーク。秋葉とは幼稚園からの幼馴染。プレー時の擬音が「BOOM」などのアメコミ風の描き文字で表現されるこが多い。
秋葉 一真（あきば かずま）
声 - 金本涼輔 / 演 - 大曽根敬大
左翼手。捕手。投手。右投げ左打ち。1年生→2年生。背番号19（1夏）→2（1秋-）。打順は5番(1夏)→1番(1秋-)。夏の青道戦では2番を任されている。
薬師高校1年生クリーンナップの一人。投手、捕手、内野、外野のすべてのポジションを守ったことがあるオールラウンドプレイヤーで、雷蔵からの信頼も厚い。与えられた課題が難解なほど、燃えるタイプ。投手の時は、スリークォーター気味のサイドスローでテンポ良く投げる。持ち球は縦のカーブ。
市大三高に敗戦後、エース真田の世代が引退した後の新主将となる。監督の雷蔵いわく秋葉一択だったとのことで、上級生からは「監督秋葉に頼りすぎじゃないですか？」と苦言を呈されている。
友部 先人（ともべ さきと）
声 - 石井孝英
投手。左投げ左打ち。長南シニア出身。1年生。背番号18（1夏）
部員数の少ない薬師高校の貴重なサウスポー、鋭く曲がるスライダーとカーブが武器。また、柔らかい手首の使い方と変化球に崩されない下半身の強さを持つバッティングも評価されている。監督の雷蔵曰く「今年一番の拾いもの」。1年生ながら初の練習試合登板時から落ち着いたピッチングを見せ、真田に即戦力と言わしめた薬師の秘蔵っ子。声や顔はあまり変わらない。
黒木 大剛（くろき だいご）
声 - 露崎亘
一塁手。1年生。
「でしょーが」が口癖。
谷口 翔（たにぐち しょう）
声 - 梶田大嗣
1年生。
早川 大河（はやかわ たいが）
声 - 中優一郎
遊撃手。1年生。
かなりの女好き。
三野 勇人（みの はやと）
声 - 下妻由幸
投手。3年生→OB。背番号10（3夏）
渡辺（わたなべ しんたろう）
声 - 竹内栄治
捕手。3年生→OB。背番号2（3夏）
福田大輝（ふくだ だいき）
声 - 下妻由幸
二塁手。3年生→OB。背番号6（3夏）
小林（こばやし）
遊撃手。3年生→OB。
大田 功（おおた）
声 - 鈴木晴久
外野手。3年生→OB。背番号8（3夏）
山内 豊（やまうち）
声 - 寺島惇太
外野手。3年生→OB。先代キャプテン。

#### 仙泉学園
読みは「せんせん」学園。東京都八王子。西東京ベスト4。青道の夏の準決勝での対戦相手。部員数約80人。ベスト8常連校で青道、市大に並ぶ名門校として最近名を上げてきている。毎年他校からお呼びがかからなかった選手が多く、コンプレックスを取り除くのに1年かかるが、鵜飼監督の手腕で毎年良い成績を残している。
act2では準々決勝で市大と対戦。真木が市大の打線にことごとく打たれ7-3で敗退。
鵜飼 一良（うがい かずよし）
声 - 伊藤和晃
仙泉学園高校監督。全国各地の高校を渡り歩き、監督業を始めて40年になる。地味ながらも堅実なチーム作りには実績がある名将。よく長文でボヤくのが特徴。青道戦では選手達に自信を教えてあげられなかったことが敗北につながったと感じ、まだまだだなと実感してた。
真木 洋介（まき ようすけ）
声 - 江口拓也
投手。右投げ右打ち。背番号1。2年生→3年生。打順は2年夏の頃は8番。新チームでは5番。
1年生の頃からエースナンバーを背負う。身長は195センチを誇り、長身から繰り出される威力があるボールが決め球。その特徴から「大巨人」と評され、カーブは日本一の高さから放たれると言われている。
act2では球速は145キロに到達。エースとして奮起するなど成長した面を見せた。
八木（やぎ）
捕手。打順は3番→4番。
森本（もりもと）
遊撃手。打順は1番。
日高（ひだか）
左翼手。打順は2番。
井手（いで）
二塁手。打順は4番。
二保（にほ）
右翼手。打順は5番
牧田（まきた）
中堅手。打順は6番
定岡（さだおか）
一塁手。打順は7番。
大沼（おおぬま）
三塁手。打順は9番。
津田（つだ）
三塁手。打順は1番。
荒木（あらき）
中堅手。打順は2番。
山崎（やまざき）
遊撃手。打順は3番。
古賀（こが）
二塁手。打順は7番。
林（はやし）
岡久（おかひさ）

#### 桜沢高校
読みは「さくらざわ」高校。西東京ベスト4。夏の大会の準決勝で稲実と対戦した。都内有数の進学校で20年連続の初戦敗退だったが、長緒達の努力でシード校を破るまでに成長した。
菊川 早苗（きくかわ さなえ）
声 - 小室正幸
桜沢高校監督。選手および生徒からは教授と呼ばれている。
長緒 アキラ（ながお アキラ）
声 - 近藤隆
投手。右投げ右打ち。背番号1。3年生→OB。
桜沢高校のエース。右目の隠れた長髪が特徴。視力が悪いらしく、再登場時は眼鏡を着用していた。作中唯一のナックルボーラーであり、高校生活のすべてをナックルボール習得に捧げた結果、稲実打線をも抑える高い精度を誇る（本人曰く「禅のマインドを心がけている」）。

#### 成孔学園
読みは「せいこう」学園。秋の大会準決勝での青道の対戦相手。チーム全員がレスラーのような体格をしており、全員フルスイングの強打打線が特徴。夏の大会は満塁の押し出しで一回戦で負けてしまっており、その悔しさを糧に秋大会は大会中最多得点の猛攻でベスト4。
act2は準々決勝で稲実と対戦。成宮からヒットを打つも得点につなげられず、10-0の七回コールド敗戦を喫する。
熊切 仁（くまきり じん）
声 - 稲田徹
成孔学園前監督。春先の練習試合中にベンチの選手を蹴り上げたことで、夏大会後に謹慎処分となった。春には謹慎処分が解けた。
「筋肉の量＝パフォーマンスの向上」という考えの下、ウェイトトレーニングに重点を置き、パワー溢れるチームを作っている。
枡 伸一郎（ます しんいちろう）
声 - 福山潤
捕手。2年生→3年生。右投げ左打ち。背番号2。主将。打順は1番。
いい体格揃いの成孔学園の中で唯一身長も体も小さい。塁に出すとその時の得点率が上がる成孔学園の切り込み隊長でありリードオフマン。選球眼もいい。チームの引き立て役であり、小川とは漫才みたいなやりとりをしている。
小川 常松（おがわ つねまつ）
声 - 木村昴
投手。1年生→2年生。左投げ右打ち。背番号11。打順は7番。
彼が実質的なエース候補だが眉毛を剃ったため、先発させてもらえないでいる。
投手としては重い球質とスクリューが武器。また打撃もパワーがあり、降谷の球をホームランにした。熊切監督曰く今まで見つけた中でNo.1の素材と言われているが精神的に幼い部分がある。かなり天然で空気の読めない発言があるが自信過剰なところもある。
長田 翔平（ながた しょうへい）
声 - 三宅貴大
一塁手。2年生→3年生。右投げ右打ち。背番号3。打順は4番。
成孔学園1の主砲でコース関係なく常にフルスイングがモットー。本人は「根が怠け者」という理由から練習の厳しい成孔学園に入る決意をしたが、甲子園のバックスクリーンに放り込むようなホームランバッターになることを夢見てバットを振りつづけたり、トレーニングに精を出すところなど、向上心を持ちストイックに取り組める性格である。
小島 龍平（こじま りゅうへい）
投手、外野手。背番号1。打順は3番。
威力のあるストレートとスライダーが武器。投手を降りたあともセンターに入る投打の要。
山下（やました）
遊撃手。背番号6。打順は2番。
西島（にしじま）
外野手。打順は6番。
玉木 浩司（たまき こうじ）
声 - 落合福嗣
二塁手。背番号4。打順は5番。
生田（いくた）
外野手。背番号7。打順は8番。
城田（しろた）
三塁手。背番号5。打順は9番。
城島（じょうじま）
外野手。打順は7番。
井原（いはら）
外野手。

#### 由良総合工科高校
読み方は「ゆらそうごうこうか」高校。瀬名川高校と統合した新設校。バントや盗塁などの小技を確実に決め効率よく得点を取るチーム。
野手の選手の名前に数字が入っているのが特徴。
榊 英二郎（さかき えいじろう）
声 - 中田譲治
由良総合工科野球部監督。青道高校野球部前監督。青道高校を全国常連校へ育て上げた名将で、その後は朋大の総監督を務めていた。紅白戦の際に登場し、片岡監督に由良総合工科高等学校の監督になることを伝え宣戦布告する。その際、片岡の辞任について知っているかは不明だが「鉄心、逃げるなよ」と檄を飛ばした。夏大では3回戦で青道と対決。御幸のリードを読み取るなど名将ぶりを見せた。
東山（ひがしやま）
投手。背番号1。右投げ右打ち。
威力のあるストレートが武器の速球派。ただスライダーの切れは悪い。
大須（おおす）
投手。背番号12。
フォークのある速球派。
北方（きたかた）
声 - 左座翔丸
投手。背番号18。
縦に割れるカーブが武器。
百瀬（ももせ）
声 - 土岐隼一
外野手(中堅手)。打順は1番。
一倉（いちくら）
声 - 今井文也
遊撃手。打順は5番。
十条（じゅうじょう）
一塁手。打順は3番。
千田（せんだ）
声 - 露崎 亘
三塁手。打順は4番。
得点を稼ぎまくってるポイントゲッター。
万波（まんなみ）
外野手(左翼手)。打順は6番。背番号7。
長打のある選手。
石毛（いしげ）
捕手。打順は7番。
億吉（おくよし）
二塁手。打順は9番。

#### 八弥王子高校
読みは「はちやおうじ」高校。最近力をつけてきた高校。守備の高さに定評があるチーム。
川端 雅紀 (かわばた まさのり)
声-梶原岳人
八弥王子高校3年。3番セカンド。キャプテン。右投げ右打ち。打順は3番。背番号4。王子シニア出身。
東京1,2を争う守備の名手。スイングも鋭く、御幸から「ここまで振れる選手はそう全国にはいない」と表された。
黒瀬 修平（くろせ しゅうへい）
声-左座翔丸
4番サード。打順4番。
井上 尚紀（いのうえ なおき）
1番ライト。打順は1番。背番号9。
坂下 良（さかした りょう）
2番センター。打順は2番。背番号8。
森（もり）
声-室 元気
5番ショート。
田村（たむら）
声-露崎 亘
6番キャッチャー。背番号2
夏目（なつめ）
声-遠藤 航
7番ピッチャー。右投げ。背番号1。
サイドスロー。変化球でゴロを打たせる投手。
谷崎（たにざき）
8番ファースト。
宮沢（みやざわ）
9番レフト。
荒井 強啓（あらい きょうけい）
声-高橋良輔
八弥王子高校監督。

#### 法兼学園高校
読み方は「のりかねがくえん」高校。制服なしに週休3日と自由な校風が特徴。野球部はコーチと合わせたメニュー自主練が多くアメリカの指導法に近い。フライボール革命の影響でアッパースイングの打者が多い。ただ成孔ほどの長打力はなく、ボール球に手を出すなど粗さも多い。
志村（しむら）
監督。
卜部 昂也（うらべ こうや）
3年生。投手。背番号18。
元は帝東に進学したが意識の高さについていけず退部し、ユーチューブで見かけた法兼を見て転校した。
渋ちゃん（しぶちゃん）
遊撃手。4番打者。
日向（ひゅうが）
左翼手。3番打者。
中学のシニア時代は控えの選手だったが、法兼の練習を得て、本塁打を打てるようになった。
勝矢（かつや）
捕手。7番打者。
三浦（みうら）
投手。背番号12。

#### 創聖高校
読みは「そうせい」高校。act2の夏準々決勝で青道と対戦、その2年前は成宮が一年時の稲実に僅差で敗退、毎年いい投手と守備力を作ることで有名な中堅校。投手は「創聖ツーシーム」となる変化球を覚える。創聖ツーシームはまず叩きつけるように投げるのを近距離から始め、どんどん距離を伸ばして原型を作り、そこから握り等を改良して実践に使うようにする。そのため個人によってさまざまな変化がある。シード校だがネットからは地味等と言われあまり優勝の期待はされていなかった。作中のSNSでは「どうせ創聖じゃ甲子園で勝ち進めないから負けてよかった」と誹謗中傷されている。
小泉 洋二郎（こいずみ ようじろう）
創聖高校監督。年齢ゆえにかなり涙腺がゆるい。縁起のために髭を生やしていたが青道戦で髭を剃った。
柳楽 宗一（やぎら そういち）
5番ピッチャー。3年生。
最速141キロのキレのあるストレートと創聖ツーシームを1・1の割合で使い分けるエース。ツーシームはフォークの変化らしくゾーンで勝負できるのが特徴。また打者としても打率4割を打つ投打の要。
奈良 晃司（なら こうじ）
4番セカンド。3年生。右投げ右打ち。
東京1、2を争う守備の名手。川端とは違い派手ではないが、ポジショニングの上手さでアウトをとる。また内外に山をはり広角に打ち分けることができるバッティングを持つ。
菊永（きくなが）
1番サード。右投げ右打ち。
1打席目は降谷から初球を打ってセンターフライ。
五島（ごしま）
2番レフト。右投げ右打ち
降谷からは外よりの球を打とうとしたが三振した。柳楽がレフトの守備についたため途中交代した。
七月（ななつき）
3番ファースト。左投げ左打ち。
降谷からは高目を見逃し内低めだけに絞りツーベースを打った。
中沢（なかざわ）
6番ショート。
降谷の球には三振していたが守備では東条の球を横っ飛びで止めた。
神田（かんだ）
7番センター。
降谷から三振、川上にはレフトフライになった。
後藤（ごとう）
8番キャッチャー。
川上から見逃し三振し最後の打者になった。
星（ほし）
9番ライト。
降谷の球を打ちなんとか内野を抜け出塁した。
所（ところ）
控え投手。2年生。右投げ。
創聖ツーシームを使うと言われている。
青道戦では途中から登板したが、代打の由井に初球を打たれタイムリーを浴びた。
岡林（おかばやし）
控え投手。2年生。右投げ。
作中では登板なし、こちらも創聖ツーシームを使うと言われている。

#### 紅海大菅田高校
西東京の新鋭高校。元プロの監督を迎え入れて改革をしており春大会は稲実にコールド負けしベスト8で夏のシードに。夏は準々決勝で市大鶴ヶ島に競り勝ったものの、準決勝で成宮抜きの稲実に9-2で破れベスト4敗退。

### 東東京地区

#### 黒士館高校
読みは「こくしかん」高校。東東京の古豪であるが、近年は青道の二軍が相手でも勝てないほどの戦力になっている。秋は予選で薬師に破れ敗退。act2の夏は鵜久森に破れベスト8。アニメ版では校名が「黒土館（こく「ど」かん）」に変更されている。
財前 直行（ざいぜん なおゆき）
声 - 寺島拓篤 / 演 - 伊﨑央登 / ミュ - 高田舟
黒士館高校3年→OB。右投げ右打ち。
高校でも1年生で既にエースで4番に抜擢されていたが、夏の東東京大会予選で試合中のアクシデントにより左ヒザ靭帯断裂の大怪我をしてしまい、現在も完治していない。青道の二軍との試合で、リハビリ明けのクリスを狙った作戦でバッテリーを苦しめるが、粘った末に沢村に三振に打ち取られる。才能はあったらしくデータブックのミート力は今でも小湊よりも上。大学進学後は野球を辞めることをクリスに話しており、またの再開を誓った。

#### 帝東高校
読み方は「ていとう」高校。中等部との附設。春夏通算21回、優勝2回と「常勝軍団」と呼ばれるほどの名門高校。岡本監督に鍛えられたノックによって作り上げた鉄壁の守備力が特徴。
無印1年目の夏は東東京代表として甲子園に出場し、ベスト16(三回戦敗退)という成績をおさめた。秋季大会本戦の1回戦で青道高校と対戦し初戦敗退。地獄のようなオフを得て春大会はベスト4。夏は東東京大会を勝ち上がり決勝進出するも鵜久森に敗れて準優勝。ユニフォームからモデルは帝京高校。
岡本 一八（おかもと いっぱち）
声 - 後藤哲夫→斎藤志郎
帝東高校監督。60歳。
これまで全国大会を二度制しており、名監督として知られている。
選手の守備範囲ギリギリに打ち込む通称「神ノック」を得意とし常勝軍団を支え る鉄壁の守備を築き上げている。野球とは「炎」という考えを持ち、選手の火を燃え上がらせることが監督の役割とインタビューで語っている。べらんめぇ口調で喋るのが特徴。
向井 太陽（むかい たいよう）
声 - 斉藤壮馬
投手。1年生→2年生。左投げ左打ち。背番号1。打順は9番。
1年生ながら甲子園で出場しており、サイドスローから放たれる『奥スミ』と呼ば れる9分割だけでなく奥行きも通せる制球力とスクリューが武器（持ち球にはスライダーもあり）。自身が世代No.1投手であるという自負があり、監督・乾の降谷・沢村に対する評価 に過大評価という意識を持っている。フルカウントまで動じない投球スタイルで外角低めに逃げるスクリューが決め球。ただ記者の峰からは自分の投球に酔っていると言われており、無駄に球数を使いすぎていると言われた。
春大会からはストレートで強気に攻めるピッチングでゴロを打たすなど、球数を使わない投球を見せた。
乾 憲剛 （いぬい けんご）
声 - 杉田智和
捕手。2年生→3年生。右投げ左打ち。背番号2。主将。打順は4番。強肩強打のキャプテンで、御幸をもってして『かなりのキャッチング技術』と評されるキャッチングを持つ。高校生に見えない貫禄が特徴。打撃力も高く、作中唯一成宮からホームランを打った選手。よく「雷に打たれた」と言う表現をよく使う。
梶山 将（かじやま しょう）
声 - 下妻由幸（第2期）
二塁手。2年生→3年生。1番打者。右投左打。
攻守が光る。
馬場園 晃（ばばぞの あきら）
三塁手。2年生→3年生。6番→8番打者。
隅田 弘輔（すみだ こうすけ）
外野手→遊撃手。2年生→3年生。5番打者。右投右打。
雨の中断で集中力の切れた降谷からレフト前ヒットを放つが麻生の好返球により得点できず。夏大会はショートにコンパートした。
柳下 誠治（やなぎした せいじ）
一塁手。2年生。三番打者。
渡辺 一翔（わたなべ かずと）
左翼手。3年生。二番打者。
浅見 真吾（あさみ しんご）
中堅手。3年生。六番打者。
保坂 翔太（ほさか しょうた）
右翼手。3年生。七番打者。
宮川（みやがわ）
投手。控え投手。
青道戦では向井のかわりに準備していた。御幸は帝東の控えに140キロ投げられる投手がいると言っており、彼がそれに該当すると思われる。

#### 鵜久森高校
読みは「うぐもり」。夏の東東京大会でベスト16入りした。エースで4番の梅宮がマネージャーの南朋とともにチームを率いる。秋季大会では、今年の甲子園準優勝校の稲城実業相手に2-1で逆転勝利を果たし、注目のダークホースとなった。時折発揮される意外性＆積極的プレーで流れや観客を味方につけるチーム。投手が梅宮しかいないのが弱点。
actIIの夏の大会では準々決勝で黒士館、準決勝で仁王學舎大付属に勝ち決勝まで勝ち進み、帝東との熱戦を制して春夏通じて甲子園初出場を決めた。甲子園では優勝候補の巨摩大藤巻に敗れて二回戦敗退。
梅宮 聖一（うめみや せいいち）
声 - 森久保祥太郎
投手。2年生→3年生。右投げ右打ち。背番号1。打順は4番。
リーゼントヘアーのヤンキー風の外見をしていて、普段はフレンドリーな性格だか試合になると性格は熱くなる。よく「怒羅亜！（どらぁ！）」と叫ぶ。球速100km/h未満のスローカーブとストレート、縦スライダーの軌道に見える強カーブを持つ。打者としてもフルスイングで長打を打てたり、盗塁できる脚力と運動神経の塊と評された。愛称は梅ちゃん。
夏大会は1人で投げ抜いており、南朋に疲労を心配された。
松原 南朋（まつばら なお）
声 - 鈴村健一
マネージャー。2年生→3年生。車椅子に乗っている。リトルリーグ時代からセンスに溢れ統率力もあり将来も有望視されていたが、中学2年の時に交通事故に遭い、選手としての道は絶たれてしまった。その後、マネージャーとして甲子園へ行くことを目標とし、鵜久森高校の選手の原動力となる。　
近藤 大樹（こんどう だいき）
声 - 豊永利行
中堅手。1番打者。2年生→3年生。背番号8。
チーム1の俊足のリードオフマン。盗塁、走塁も得意。南朋のススメで左打ちにした。
大西 照美（おおにし てるみ）
声 - 手塚ヒロミチ
右翼手。2番打者。2年生→3年生。背番号9。
俊足。盗塁も多い。
犬伏 公太（いぬふし こうた）
声 - 中村大志
一塁手。5番打者。2年生→3年生。背番号3。
リーチの長い強打者。流し打ちも得意。
今西（いまにし）
三塁手。6番打者→控え。
右打ちが得意。
有賀 来人（ありが らいと）
声 - 木島隆一
捕手。7番打者→6番打者。2年生→3年生。背番号2。
一発のある打者。
丸山 翔（まるやま しょう）
声 - 寺島惇太
遊撃手。3番打者→7番打者。2年生→3年生。背番号6。
足のある選手。
高橋 誠（たかはし まこと）
声 - 村田太志
二塁手。8番打者→控え。背番号4。愛称はまこっちゃん
月村 喜代志（つきむら きよし）
三塁手。3番打者。1年生。
田島 明夫（たじま あきお）
右翼手。9番打者。1年生。
三雲 正美（みくも まさみ）
二塁手。8番打者。

#### 王谷高校
読みは「おうや」高校。東東京。七年前に甲子園出場経験がある都立高校（都立の星）。ライナー性の強い打球を放つ打線と進学校ならではの頭脳的戦略を持ち味とする。
荒木 伊知郎（あらき いちろう）
声 - 羽多野渉
王谷高校監督。厳しい制度、少ない練習量といった環境で選手達を育て、甲子園出場を果たした実績を持つ。外見が7年前と変わっていない。
若林 豪（わかばやし ごう）
声 - 増田俊樹
投手。2年生→3年生。右投げ。背番号1。打順は9番。坊ちゃん刈りの髪型が特徴。愛称は『豪ちゃん』。決め球はフォークでテンポよい投球術が武器。街中で見かけた王谷高校が甲子園で活躍する様子に感化され、公立高校が強豪私立高校を倒す展開に憧れを抱くようになり、王谷への進学を決める。
春日 貴浩（かすが たかひろ）
声 - 木島隆一
一塁手。2年生→3年生。右投げ右打ち。背番号3。打順は4番。
山里 洋平（やまざと ようへい）
右翼手。2年生→3年生。右投げ右打ち。背番号9。打順は5番。
藤巻（ふじまき）
二塁手。打順は2番。
角田（かくた）
捕手。打順は3番。
加藤（かとう）
中堅手。打順は6番。
伊藤（いとう）
三塁手。背番号5。打順は7番。
巻（まき）
左翼手。背番号7。打順は8番。

### その他の地区

#### 大阪桐生高校
読みは「おおさかきりゅう」高校。大阪を代表する強豪。前年の夏の甲子園準優勝校。部員平均の背筋力が180kgを超え、全国一とも言われるパワー野球が持ち味。守備も堅実でチームの結束力の強さも長所の一つ。青道と練習試合を組む。act2では夏前に巨摩大と練習試合をしていた。
松本 隆広（まつもと たかひろ）
声 - 田尻浩章
大阪桐生高校監督。恰幅のいい福耳の男性。常にえびす顔だが、食えない性格をしている。練習に厳しい鬼監督。選手のモチベーションの保ち方、相手の弱点を的確に付く采配など、監督としての力量は確か。
館 広美（たち ひろみ）
声 - 松本忍
大阪桐生高校3年→OB。投手。右投げ右打ち。エースで4番、桐生の中心選手。球質の重いボールが武器。変化球はスライダー。試合を最大限楽しむタイプ。人相が悪く、調子が良い時には満面の笑みになるのだが、とても怖い。試合以外は寡黙だがチームメイト曰くシャイな性格。夏の大会では西邦の佐野にサヨナラ本塁打を浴び、2回戦で敗退する。青道との練習試合では、降谷に三振を取られ、ホームランを打たれている。ドラフトでは広島東洋カープ入りを果たす。

#### 宝明高校
読み方は「ほうめい」高校。大分の強豪で甲子園常連校。神宮大会では御幸なしの青道を接戦で制したが決勝で巨摩大に破れ準優勝。選抜一回戦で青道と対戦し5-2で敗戦。
鹿井
1番センター。
川原
2番ファースト。
森口
3番サード。
山田
4番レフト。
五十嵐
5番ライト。
羽毛田
6番キャッチャー。
篠田
7番セカンド。
池内
8番ショート。左打ち。
沢村初登場時の打者。沢村がすっ転んだことに困惑していた。その後四球で出塁し沢村から完璧なスタートの盗塁をするも御幸に刺殺された。
伊藤
9番ピッチャー。

#### 日本庄野高校
読み方は「にほんしょうの」高校。新潟県の選抜出場校。2回戦で青道と対戦し、7-3で敗北。
田中
二塁手。1番打者。
林
遊撃手。2番打者。
池田
一塁手。3番打者。左打ち。
チャンスの場面で降谷にたいしてベースの上近くで構えるもサードゴロになった。
後藤
三塁手。4番打者。
片山
左翼手。5番打者。
大泉
捕手。6番打者。
久保田
中堅手。7番打者。
山下
投手。8番打者。
御幸にカーブを打たれ狙われたかと言ったが、続く降谷にツーランホームランを打たれ驚愕した。
冴島
右翼手。9番打者。

#### 巨摩大藤巻高校
読みは「こまだいふじまき」高校。南北海道地区の苫小牧市にある今夏の甲子園出場校であり稲城実業を破り、甲子園初優勝を果たした強豪校。北海道の中でも豪雪地帯に存在し、冬の間はウインドブレーカーを欠かせない。雪の上で鍛えた鉄壁で鍛えた鉄壁の守備と継投が得意。打撃では盗塁やエンドランを多用し、大振りはせず初回の得点率が高い。神宮大会でも宝明高校を破り優勝している。選抜では清正社を下し優勝し三冠を果たした。夏大会は青道より先に南北海道大会を優勝し出場を決めた。
新田 幸造（にった こうぞう）
声 - 廣田行生
巨摩大藤巻高校監督。甲子園優勝時延長戦を制した5人の投手の継投、三者連続代打を「新田マジック」と称された。野球に強い執念を抱いており、「野球に魂を売り払った悪魔のような男」と形容される。グラウンドでは一人で雪掻きをしたりノックを打っている。正宗に辛辣な態度を取りながらもその類まれな能力を高く評価しており、「正宗の成長のためなら喜んで鬼になろう」と考えて行動している。選手のことは下の名前で読んでいる。選抜後は優勝した部員たちを浮かれていた選手にこれが春夏連覇をするチームかと問い、しばらくボールを使った練習を禁止していた。
本郷 正宗（ほんごう まさむね）
声 - 小野大輔
巨摩大藤巻高校2年生。投手。右投げ右打ち。背番号1。打順は6番。
全国屈指の右腕であり、2年生ながらエースナンバーを背負っている。１年の夏では成宮と投げ合った。鋭い眼光と、突っ張った口が特徴。無口だが負けん気が強く、降谷のことを「北海道を逃げ出した奴」と称し「眼中にない」と吐き捨てるように言ったが、降谷の投球に対してオーラを出したり、試合終了の挨拶の際に降谷から握手を求められても無視したりと心の中では対抗意識はある模様。地元北海道での降谷との直接の面識はなかったが、選手としての噂は把握しており、神宮大会での登板を見て本人と直感した。顔をそらして無視する癖がある。
選手としては厳つい見た目にたいしてコントロールがよく、甲子園では最速151km/hを計測したストレート、SFFとスライダーが主な変化球。特にSFFはストレートと同じ速度で急に大きく沈み(ベース手前で急に落ちる)、作中では誰にもかすらなかった。打撃もスイングが鋭いと言われている。
選抜では2回戦で途中出場し完璧におさえ、青道戦では白州に四球、打たれたヒットも御幸のみで1安打完封。決勝では完封、自身も3安打を放ち優勝に貢献。大阪桐生との練習試合ではしばらくボールを使った練習がなかったので序盤はコントロールが荒れるが途中で建て直し2失点で途中交代。
西東京大会決勝はテレビで観戦。降谷からエースに変わった沢村を見てぶっ潰してやると笑って(顔はかかれず)意気込んでいた。その後円城に笑ったことを指摘されたが否定している。
円城 蓮司（えんじょう れんじ）
声 - 諏訪部順一
巨摩大藤巻高校2年生。捕手。右投げ。背番号2。打順は5番。
中学時代から正宗とバッテリーを組んでいる。そのためか所々で本郷をなだめている。メガネと茶髪が特徴。2年にしてクリーンナップを打つ実力者で、選抜では降谷からヒットを2本打ち、準決勝では3打点を挙げた。
西 英雄（にし ひでお）
声-中 優一郎
3年生。二塁手。右投げ。背番号4。打順は2番。キャプテン。関西弁で喋る明るい性格。選抜では第1打席はゲッツー崩れの進塁打、守備では降谷のライナーの当たりを難なく捌いた。後輩の本郷からは度々無視されている。
阿久（あく）
中堅手。背番号8｡右投げ左打ち。打順は１番。センター分けの髪型が特徴。選抜では第一打席でいきなり初球から153kmの降谷の球を流し打ちヒットにした。第4打席では尻上がりの降谷の球を空振っていた。
谷中（たになか）
遊撃手。背番号6。右投げ。打順は3番。痩せたような頬と突っ張った髪が特徴。第一打席では四球を選び、円城のタイムリーで外野がもたつく間に一塁から一気にホームインした。
青柳（あおやぎ）
三塁手。右投げ。背番号5。打順は4番。坊主。
唯一打つ場面が描かれなかった。第一打席では降谷に三振。守備では小湊(アニメでは倉持のも)の打球をなんなく捌いて一塁に送った。
羽生（はにゅう）
一塁手。左投げ右打ち。背番号3。打順は7番。
青道戦では降谷に三振した。アニメでは監督に憤慨する本郷をなだめていた。
江藤（えとう）
左翼手。右投げ左打ち。背番号7。打順は8番。黄色い目が特徴。青道戦では第2打席は降谷の球を痛烈に打ったが金丸に止められサードゴロ、第3打席では三振した。
佐々木（ささき）
右翼手。右打ち。背番号9。打順は9番。細目とその下の濃い線が特徴。青道戦では尻上がりに調子を上げた降谷の球にタイミングが合わず、最後は縦スライダーに三振した。
緑川（みどりかわ）
投手。名前のみ登場。控え投手だが選抜の一回戦では五回まで0点に抑えた実力者。

#### 白龍高校
読みは「はくりゅう」高校。群馬県にある甲子園常連の強豪校。美馬総一郎を中心にチームの平均塁間タイム4.1秒という全員俊足の機動力野球が特徴。選抜では準決勝で本郷なしの巨摩大に美馬がノーヒットに抑えられ、5安打完封され敗れたもののベスト4の成績を残した。ゴールデンウィークの練習試合で青道と対戦する。関東大会は稲城実業に破れ準優勝。夏は青道より先に群馬大会を制し甲子園出場を決めた。
佐々木 小太郎（ささき こたろう）
声 - 室元気
白龍高校監督。元陸上選手。
機動力を重視した攻撃的な采配を振る。ストップウォッチを手放さず、捕手の送球タイムや投手の牽制・クイックの速さまで計算している。選抜以降は走塁を更なる強みにするためにチームの打撃の強化を目標にしている。
美馬 総一郎（みま そういちろう）
声 - 梅原裕一郎
外野手（中堅手）、右投げ左打ち、打順は3番。
白髪と白目が特徴。陸上選手の両親を持ち、父親はコーチをしている。
強肩強打に加え、広角に打ち分ける柔軟なバットコントロールを持ち、50m5秒8の瞬足でプロからも注目されている。選抜の2回戦では2本のスリーベースヒットを放っている。青道との対戦後、御幸の捕手としての実力に感服し、今後のために連絡先を交換。以後、御幸とは連絡を取り合う仲に。御幸へのメールの返信が早い。関東大会は成宮のチェンジアップをギリギリまで待つも空振りし最後の打者になった。
王野 新太郎（おうの しんたろう）
投手。右投げ右打ち。
マウンドではほとんど顔を変えないクールなエース。だが内心では熱い性格。内角に鋭く曲がるシュートと低めに制球できるスライダーが武器。青道戦では9回3失点で自身が最後の打者になり敗戦投手に。そのあと沢村に握手を求め、ポーカーフェイスを崩さず、次は勝つと次の対決を望んだ。
北大路（きたおおじ）
声 - 露崎亘
一塁手。右投げ右打ち。打順は4番。
第一打席ではカットボール改に空振りし困惑していたが、そのあとにヒットを撃った。
九条（くじょう）
声 - 左座翔丸
遊撃手。右投げ左打ち。打順は1番。
チーム1、2 を争う俊足で、盗塁のスタートを自由（いわゆるグリーンライト）に任されている。沢村から走るもクイックと御幸の肩によってアウトになった。
宮尾（みやお）
外野手(左翼手)。右投げ左打ち。打順は2番。
カット打法の使い手。1打席目は粘った後にライト前の当たりで1塁から一気に3塁まで走った。
伊藤 （いとう）
声 - 遠藤航
捕手。右投げ右打ち。打順は5番。
王野を援護しようと意気込むも活躍せず。
本多（ほんだ）
三塁手。右投げ左打ち。打順は6番。
五十嵐（いがらし）
外野手(右翼手)。右投げ右打ち。打順は7番。
漆原（うるしばら）
二塁手。右投げ左打ち。打順は9番。
麻生曰くレフトに長打打てる打ち方をしていないらしく、レフトの浅いフライになった。

#### 山守学院高校
読み方は「やまもりがくいん」高校。山梨県の春の選抜ベスト8。底抜けにチームの雰囲気が明るい。初球から積極的に打つバッターが並んでいる。夏大会前に青道、西邦と三つ巴で対戦。夏は青道よりも先に甲子園出場を決めた。
神足 和人/神足 優人（こうたり かずと/こうたり ゆうと）
声 - 福島潤（和人）、福島潤（優人）
捕手（和人）、投手（優人）。右投右打。
和人が兄、優人が弟の双子バッテリー。どちらもとても明るいリアクションをしており、同じポーズをとる場面も多い。
優人は同じリリースポイントからストレートと変化球を投げられ、終盤でもへばらないスタミナを持つ。
前橋（まえばし）
右翼手。
練習試合では降谷から三振した。
大河原 潔（おおがわら きよし）
声 - 室元気
監督。
部員達には特に指示はせず、固くならずのびのびとやらせるためにバットを振るよう積極的な戦術をとる。

#### 清正社高校
川崎 育三郎（かわさき いくさぶろう）
声 - 汐崎アイル
投手。右投げ右打ち。
チームの投打の要。

#### 好永高校
志波 真（しば まこと）
「阿波の弁慶」の異名を持つ強打者。

#### 西邦高校
岐阜の強豪高校。
明石 聖也（あかし せいや）
声 - 中井和哉
投手。3年生。右投げ右打ち。
エースで4番。1年の頃は甲子園で3試合連続完投、2ホーマーと大活躍を見せスーパールーキーと呼ばれ、かつての2年時の成宮よりも騒がれていた。しかし2年の頃は肘の故障で1年間投げられず、甲子園は野手として活躍していたがチームが敗れ成宮と評価が逆転。投手としてもフォームが崩れ、勝てない日々が続いていたがフォームを変えて復活。腿の筋肉が強調される力強いフォームから威力あるストレートとスライダーを投げる。四球から崩れることが多いらしい。バッティングも4番を任される強打者。
佐野 修造（さの しゅうぞう）
声 -
三塁手。
西寺 郷（にしでら ごう）
声 - 三瓶雄樹
監督。赤鼻が特徴。

#### 上条学院高校
坂間・佐々木

#### 広善高校
読み方は「こうぜんこうこう」。夏の甲子園二回戦で青道が戦った高校。選手の名前は2022年甲子園優勝した仙台育英高校のメンバーから取られている。
橋本
中堅手。
山田
遊撃手。
洞口
三塁手。
斎藤陽
右翼手。
岩崎
一塁手。
藤井
左翼手。
秋元
二塁手。
高橋
投手。
尾崎
捕手。

#### ウインドユースアカデミー
アメリカのMLBが運営している野球育成機関。
カーライル
声 - マシューまさるバロン
捕手。
コンラッド
声 - 駒田航
投手。
アンソニー
声 - 函館ロビン侑希
二塁手。
ハイマン
声 - 駒田航
三塁手。
ラインハート
声 - 郡司健太郎
遊撃手。
ハリス
右翼手。
スティーブン
中堅手。
ロブ・マーリン
左翼手。
ウィード
投手。

### その他
蒼月 若菜（あおつき わかな）
声 - 加地綾乃 / 演 - 梅村結衣
三好高校1年生→2年生。沢村の幼馴染。中学時代は同じ野球部に選手として所属し、クラスも一緒だった模様。寮生活の沢村とは携帯電話のメールで時折連絡を取り合っている。準決勝、決勝は東京まで応援に来ている。稲実との決勝では涙を見せる場面も。倉持からは沢村の彼女と疑われているが、沢村本人はさらりと否定している。
沢村 栄徳（さわむら えいとく）
声 - 千田光男
栄純の祖父。必殺技はビンタ。夏の大会と秋の大会決勝は若菜達と応援にやってきた。試合展開に合わせて一喜一憂していた。
東 清国（あずま きよくに）
声 - 檜山修之 / 演 - 阿見201 / ミュ - 吉田英成
青道OB。沢村の3学年上で、沢村が中学3年だった当時ドラフト3位でプロ入りが決まっていた強打者。右打ち。高校通算本塁打42。相手が誰であろうと常にフルスイングするのが信条。関西弁で話す。かなり腹が出ており、自分で「チャームポイント」と言うものの、実は気にしている。青道高校に見学に来ていた沢村と喧嘩になり、対決することに。少々天狗になっていたこともあり、沢村と御幸の急造バッテリー相手に三振で敗れる。卒業後はドラフト3位で横浜DeNAベイスターズに入団した。
J・アニマル・M
声 - 宇垣秀成 / 演 - 黒須洋壬
クリスの父親。かつてはプロ野球界で活躍した野手だが、現在はお茶の間の人気者で、芸人だと勘違いされることも多い。クリスのトレーナーとしてリハビリの指導をしており、クリスは彼を尊敬している。真夏に選手を酷使する高校野球のシステムに疑問を持ち、当初はクリスが部活に出ることに反対していたが、黒士館高校との試合で、一つのプレーにも全力で挑むクリスの姿を見て、若き日の自分を思い出し、彼の高校野球に懸ける情熱を認め、彼を応援するようになった。
峰 富士夫（みね ふじお）
声 - 松本忍（第1期・第2期）、三瓶雄樹（第3期） / 演 - 島岡亮丞
月刊『野球王国』記者。青道の試合の時には大和田と共によく訪れ、ストーリーの中では解説的役割をしている。1年時の御幸の記事を書いたことがある。沢村の投げ方に注目している。
大和田 秋子（おおわだ あきこ）
声 - 優希（第1期・第2期）、小若和郁那（第3期） / 演 - 三枝奈都紀
月刊『野球王国』記者。長身の女性。メガネフェチで御幸や楊がお気に入りらしい。

## 試合

### 春の都大会（無印）
- 準々決勝
  - 青道○16-10●市大三[128]

### 春の関東大会（無印）
- 一回戦
  - 横浜港北○6-?●青道[129]

### 夏の西東京大会（無印）
- 二回戦
  - 青道○17-0●米門西(五回コールド)[130]
- 三回戦
  - 村田東●0-10x○青道(五回コールド)[131]
  - 神山●0-3○明川学園[132]
  - 市大三●12-13x○薬師[133]
- 四回戦
  - 明川学園●2-7○青道[134]
  - 薬師○12-3●千草(七回コールド)[135]
- 準々決勝
  - 薬師●5-8○青道[136]
- 準決勝
  - 青道○8-3●仙泉[137]
  - 稲城実業◯11-0●桜沢(五回コールド)[138]

決勝
- - 青道●4-5x○稲城実業[139]

### 練習試合
- 夏前
  - 大阪桐生○14-7●青道[140]
- 夏休み中
  - 青道◯3-0●堺[141]
  - 青道◯?-?●海耀[142]
  - 青道◯6-2●千葉尚大[143]
  - 有田●3-4○青道[144]
  - 青道●2-7○薬師[145]

### 全国高等学校野球選手権大会
- 一回戦
  - 一善●0-7○稲城実業[141]
- 二回戦
  - 陽正●0-?○稲城実業[141]
- 三回戦
  - 西邦●0-2○稲城実業[142]
- 準決勝
  - 稲城実業○7-4●郁栄[142]
- 決勝
  - 稲城実業●2-3x巨摩大藤巻(延長14回)[146]

### 秋季東京都大会
- ブロック予選一回戦
  - 青道○6-0●豊崎[147]
- ブロック予選二回戦
  - 青道○8-0●三野(七回コールド)[148]
- ブロック予選三回戦
  - 成翔学園●4-6○青道[149]
- 一回戦
  - 帝東●2-3○青道[150]
- 二回戦
  - 青道○11-0●七森学園(五回コールド)[151]
  - 稲城実業●1-2○鵜久森[152]
- 三回戦
  - 鵜久森●7-8○青道[153]
  - 明川学園●0-2○薬師[153]
  - 仙泉学園○?-2●朋大一[153]
- 準々決勝
  - 青道○6-2●王谷[154]
  - 成孔学園○?-?●仙泉学園[155]
  - 春日一●2-9○薬師(七回コールド)[155]
  - 市大三○6-0●西海大菅田[155]
- 準決勝
  - 仙泉学園●5-6x青道[156]
  - 薬師○3-2●市大三[157]
- 決勝
  - 青道○5-4●薬師[158]

### 明治神宮野球大会
- 準決勝
  - 青道●3-4○宝明[159]
- 決勝
  - 巨摩大藤巻○?-?●宝明[159]

### 選抜高等学校野球大会
- 一回戦
  - 青道○5-2●宝明[160]
  - 巨摩大藤巻○?-0●豊田[161]
- 二回戦
  - 郁栄●2-5○薬師[161]
  - 七曲工業●4-11○白龍[161]
  - 山守学院○5-1●更科総合[161]
  - 浦島学院●6-8○好永[161]
  - 青道○7-3●日本庄野[162]
  - 巨摩大藤巻○10-0●照美[162]
- 準々決勝
  - 上条学院●5-6x○清正社[163]
  - 山守学院●2-4○薬師[164]
  - 白龍○7-1●好永[164]
  - 青道●0-2○巨摩大藤巻[165]
- 準決勝
  - 薬師●5-6○清正社[166]
  - 巨摩大藤巻○?-0●白龍[166]
- 決勝
  - 巨摩大藤巻○?ｰ0●清正社[166]

### 春の都大会（act2）
- 三回戦
  - 青道○11-1●永源(七回コールド)[167]
  - 明川学園●2-9○南台(七回コールド)[167]
  - 河村●0-11○市大三(五回コールド)[167]
  - 稲城実業○4-0●薬師[129]
- 四回戦
  - 朋大一●2-10○青道(七回コールド)[168]
  - 帝東○?ｰ1●成孔学園[169]
- 準々決勝
  - 帝東○3-0●鵜久森[170]
  - 稲城実業○11-2●西海大菅田(七回コールド)[170]
  - 春日一●0-8x○青道(七回コールド)[171]
  - 仁王學舎●0-?○市大三[172]
- 準決勝
  - 青道●3-5○市大三[173]
  - 稲城実業○3-1●帝東[174]
- 決勝
  - 稲城実業○?ｰ3●市大三[175]

### ゴールデンウィーク練習試合（act II）
大阪桐生●4-◯5巨摩大藤巻
稲城実業●3-◯6×西邦
青道◯10-3●山雅（同日1試合目）
青道◯8-2●大桐（同日2試合目）
白龍●1-3◯青道（※主人公沢村が立ち位置も技術の安定化も開花した試合）
好永？-？昇学館
山守学院？-？郁栄
青道？-？圭修
青道？-？市大桜井
花澤●6-8◯青道
赤江●2-11◯青道
青道◯6-0●門脇
薬師？-？上田

### 夏の西東京大会（act2）
３回戦　由良総合工業2●-◯10青道（7回コールド）

## エピソード

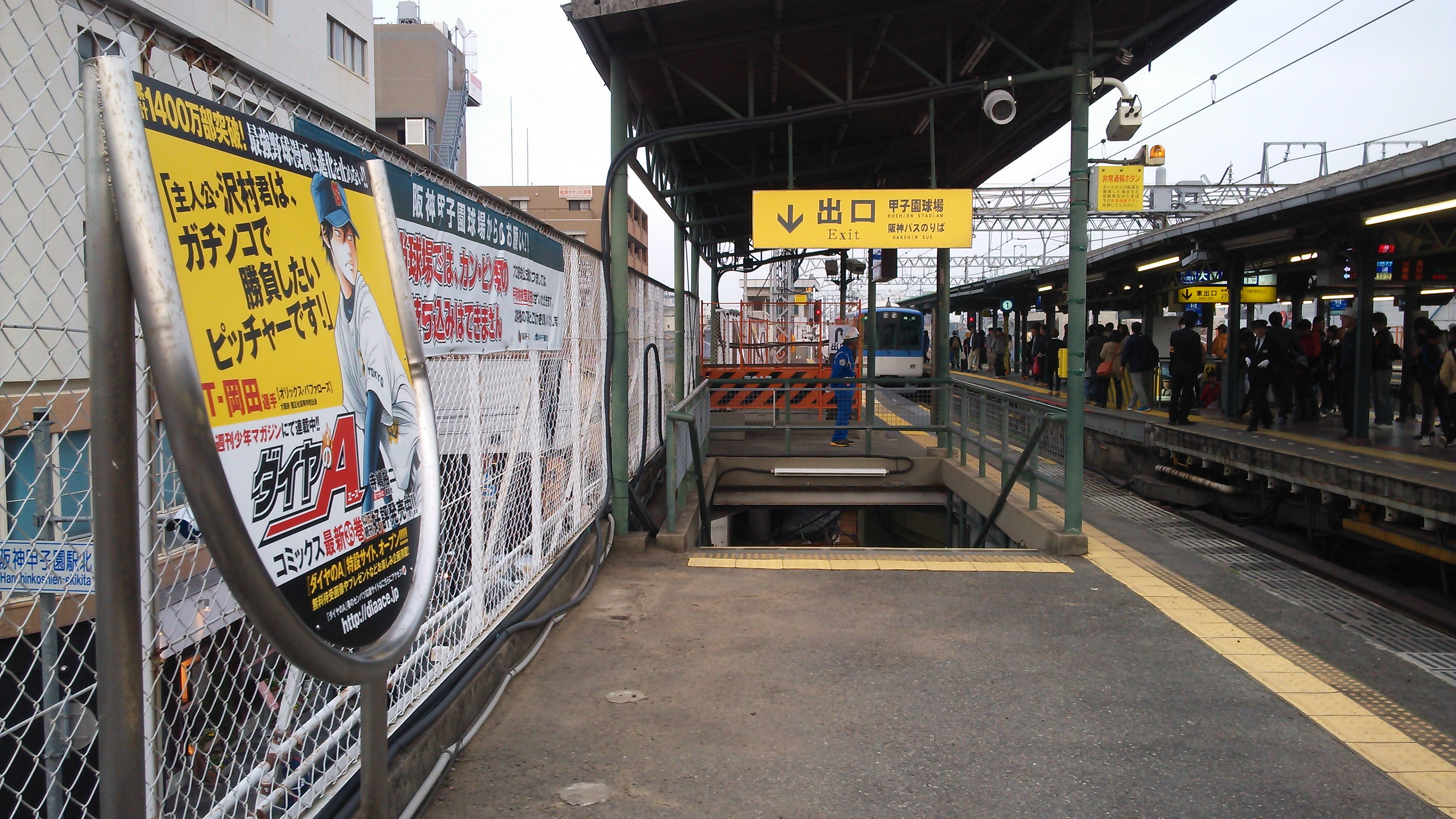
高校野球開催期間中に掲出された、阪神甲子園駅の広告看板（旧上り降車専用ホーム）

- 単行本の帯では、多くの有名プロ野球選手・元プロがコメントを寄せている。
- 2009年、四国・九州アイランドリーグ・香川オリーブガイナーズのイメージキャラクターとして沢村栄純が起用され、チームのユニホームをまとった姿でポスターや広告に使用された。これは広告代理店からの依頼に寺嶋が応じたもので、寺嶋は「地元の球団なので応援したい気持ちがあった」と語っている（四国新聞2009年4月4日付）。イメージキャラクターとしての使用は2009年の1シーズン限定だった。
- 2010年の第82回選抜大会以降、選手権大会も含めてほぼ毎回、開催期間中に限り阪神甲子園球場や甲子園駅の広告枠（降車専用ホームの屋根支柱と壁面）に出稿していた（2017年まで）。また、同時期に阪神電鉄車両1編成を貸切で全面車内吊り・側面広告を出稿したこともあった。甲子園歴史館でも期間展示として、2013年・2014年・2021年にアニメ展として扱われている。
- 青道高校のグラウンドは埼玉栄高等学校、ユニホームは済美高等学校をモデルとしている[176]。
- 福岡ソフトバンクホークスに所属する柳田悠岐は、2017年7月14日の報道ステーションに生出演し、「フルスイングの参考とした選手は誰か」の質問に対し「ダイヤのAの轟雷市のようになりたいと思った」と語っている[177]。
- ロサンゼルス・エンゼルスの大谷翔平が「影響を受けた一冊」に『ダイヤのA』を挙げている[178]。
- 沢村が1年時の西東京地区大会決勝の稲城実業戦は、はじめから敗北ありきで描いたわけではなくどっちに転ぶかわからないように描いていたとファンブックで作者の寺嶋は語っている。「勝敗を分けたのは絶対的エースである成宮の地力と意地。成宮を描けば描くほど、こんな強いエースがいるチームが負けるわけないと思うようになった」と述べている[179]。
- 沢村が2年時の西東京地区大会決勝で青道が勝利し、夏の甲子園が始まるところで連載終了したが、作者の寺嶋は東東京地区大会決勝の帝東対鵜久森も掲載先は決まっていないが描くつもりであると述べており、その試合結果も連載終了時点ではまだ決めていないと語っている[180]。また、決勝戦は降谷の活躍が大きく、沢村の投手としての活躍は先発完投した準決勝の市大三高戦のほうが描けたとして「沢村がどんな投手になったかはこの試合（準決勝）に詰まってます」と述べている[181]。また、作者の寺嶋はactIIの連載開始にあたっていろいろな人に聞いて回ったところ、一番読みたいのは「稲城実業との再戦」であるとほぼ全員に言われ、それだけに「正直に言えば一番描きたくない、描きにくい試合であった」と述べ、「取材に行くたび青道に足りないものを突きつけられ、結果、トレーニングや練習試合の描写が増えた。元々地味な漫画がもっと地味になってしまった。勝ち続けるにしても、どこかで負けるにしても、全国制覇を達成できるだけの力があるチームを描きたかった。」とactII第29巻のあとがきで述べている。

## 書誌情報

### 単行本
- 寺嶋裕二 『ダイヤのA』 講談社〈講談社コミックス〉、全47巻
  1. 2006年9月15日発売[182]、ISBN 4-06-363728-X
  2. 2006年10月17日発売[183]、ISBN 4-06-363739-5
  3. 2006年12月15日発売[184]、ISBN 4-06-363767-0
  4. 2007年2月16日発売[185]、ISBN 978-4-06-363796-0
  5. 2007年4月17日発売[186]、ISBN 978-4-06-363821-9
  6. 2007年7月17日発売[187]、ISBN 978-4-06-363856-1
  7. 2007年9月14日発売[188]、ISBN 978-4-06-363889-9
  8. 2007年11月16日発売[189]、ISBN 978-4-06-363913-1
  9. 2008年2月15日発売[190]、ISBN 978-4-06-363951-3
  10. 2008年4月17日発売[191]、ISBN 978-4-06-363973-5
  11. 2008年7月17日発売[192]、ISBN 978-4-06-384012-4
  12. 2008年9月17日発売[193]、ISBN 978-4-06-384040-7
  13. 2008年11月17日発売[194]、ISBN 978-4-06-384064-3
  14. 2009年2月17日発売[195]、ISBN 978-4-06-384097-1
  15. 2009年4月17日発売[196]、ISBN 978-4-06-384121-3
  16. 2009年6月17日発売[197]、ISBN 978-4-06-384147-3
  17. 2009年8月17日発売[198]、ISBN 978-4-06-384172-5
  18. 2009年11月17日発売[199]、ISBN 978-4-06-384210-4
  19. 2010年1月15日発売[200]、ISBN 978-4-06-384232-6
  20. 2010年3月17日発売[201]、ISBN 978-4-06-384265-4
  21. 2010年5月17日発売[202]、ISBN 978-4-06-384295-1
  22. 2010年8月17日発売[203]、ISBN 978-4-06-384345-3
  23. 2010年10月15日発売[204]、ISBN 978-4-06-384378-1
  24. 2010年12月17日発売[205]、ISBN 978-4-06-384415-3
  25. 2011年3月17日発売[206]、ISBN 978-4-06-384458-0
  26. 2011年5月17日発売[207]、ISBN 978-4-06-384488-7
  27. 2011年8月17日発売[208]、ISBN 978-4-06-384534-1
  28. 2011年10月17日発売[209]、ISBN 978-4-06-384564-8
  29. 2011年12月16日発売[210]、ISBN 978-4-06-384598-3
  30. 2012年3月16日発売[211]、ISBN 978-4-06-384643-0
  31. 2012年5月17日発売[212]、ISBN 978-4-06-384672-0
  32. 2012年8月17日発売[213]、ISBN 978-4-06-384704-8
  33. 2012年10月17日発売[214]、ISBN 978-4-06-384748-2
  34. 2012年12月17日発売[215]、ISBN 978-4-06-384781-9
  35. 2013年3月15日発売[216]、ISBN 978-4-06-384827-4
  36. 2013年5月17日発売[217]、ISBN 978-4-06-384864-9
  37. 2013年8月16日発売[218]、ISBN 978-4-06-394910-0
  38. 2013年10月17日発売[219]、ISBN 978-4-06-394943-8
  39. 2013年12月17日発売[220]、ISBN 978-4-06-394984-1
  40. 2014年3月17日発売[221]、ISBN 978-4-06-395025-0
  41. 2014年5月16日発売[222]、ISBN 978-4-06-395079-3
  42. 2014年7月17日発売[223]、ISBN 978-4-06-395125-7
  43. 2014年9月17日発売[224]、ISBN 978-4-06-395187-5
  44. 2014年11月17日発売[225]、ISBN 978-4-06-395242-1
    - DVD付き限定版（同日発売[226]）、ISBN 978-4-06-358727-2

  45. 2015年1月16日発売[227]、ISBN 978-4-06-395288-9
    - DVD付き限定版（同日発売[228]）、ISBN 978-4-06-358728-9

  46. 2015年3月17日発売[229]、ISBN 978-4-06-395344-2
    - DVD付き限定版（同日発売[230]）、ISBN 978-4-06-358729-6

  47. 2015年8月17日発売[231]、ISBN 978-4-06-395498-2
- 寺嶋裕二 『ダイヤのA actII』 講談社〈講談社コミックス〉、全34巻
  1. 2015年11月17日発売[232]、ISBN 978-4-06-395547-7
    - シール付き限定版（同日発売[233]）、ISBN 978-4-06-362321-5

  2. 2016年2月17日発売[234]、ISBN 978-4-06-395598-9
    - 特製缶バッジ付き限定版（同日発売[235]）、ISBN 978-4-06-362324-6

  3. 2016年5月17日発売[236]、ISBN 978-4-06-395667-2
  4. 2016年8月17日発売[237]、ISBN 978-4-06-395709-9
    - DVD付き限定版（同日発売[238]）、ISBN 978-4-06-358820-0

  5. 2016年10月17日発売[239]、ISBN 978-4-06-395782-2
    - DVD付き限定版（同日発売[240]）、ISBN 978-4-06-358821-7

  6. 2017年2月17日発売[241]、ISBN 978-4-06-395822-5
  7. 2017年4月17日発売[242]、ISBN 978-4-06-395915-4
    - オールカラー原画ポストカードセット付き限定版（同日発売[243]）、ISBN 978-4-06-362358-1

  8. 2017年7月14日発売[244]、ISBN 978-4-06-510036-3
    - オールカラー原画ポストカードセット付き限定版（同日発売[245]）、ISBN 978-4-06-510042-4

  9. 2017年9月15日発売[246]、ISBN 978-4-06-510192-6
    - オリジナルTシャツ付き限定版、ISBN 978-4-06-510173-5

  10. 2017年12月15日発売[247]、ISBN 978-4-06-510389-0
    - オリジナル付箋セット付き限定版、ISBN 978-4-06-511018-8

  11. 2018年3月16日発売[248]、ISBN 978-4-06-510971-7
    - カレンダーセット付き限定版、ISBN 978-4-06-511377-6

  12. 2018年6月15日発売[249]、ISBN 978-4-06-511668-5
  13. 2018年8月17日発売[250]、ISBN 978-4-06-511987-7
    - 特製クリアしおりセット付き限定版（同日発売[251]）、ISBN 978-4-06-512326-3

  14. 2018年11月16日発売[252]、ISBN 978-4-06-512996-8
  15. 2019年1月17日発売[253]、ISBN 978-4-06-513489-4
  16. 2019年4月17日発売[254]、ISBN 978-4-06-515298-0
  17. 2019年6月17日発売[255]、ISBN 978-4-06-515140-2
  18. 2019年8月16日発売[256]、ISBN 978-4-06-516665-9
  19. 2019年10月17日発売[257]、ISBN 978-4-06-517165-3
  20. 2020年1月17日発売[258]、ISBN 978-4-06-517550-7
  21. 2020年4月17日発売[259]、ISBN 978-4-06-518557-5
  22. 2020年7月17日発売[260]、ISBN 978-4-06-519179-8
  23. 2020年9月17日発売[261]、ISBN 978-4-06-520601-0
  24. 2020年11月17日発売[262]、ISBN 978-4-06-521255-4
  25. 2021年2月17日発売[263]、ISBN 978-4-06-521685-9
  26. 2021年4月16日発売[264]、ISBN 978-4-06-522517-2
  27. 2021年7月16日発売[265]、ISBN 978-4-06-523587-4
  28. 2021年8月17日発売[266]、ISBN 978-4-06-524482-1
  29. 2021年12月17日発売[267]、ISBN 978-4-06-526003-6
  30. 2022年3月17日発売[268]、ISBN 978-4-06-526896-4
  31. 2022年6月17日発売[269]、ISBN 978-4-06-527917-5
  32. 2022年12月16日発売[270]、ISBN 978-4-06-529135-1
  33. 2023年2月17日発売[271]、ISBN 978-4-06-530351-1
  34. 2023年5月17日発売[272]、ISBN 978-4-06-531287-2
- 寺嶋裕二 『ダイヤのA actII 外伝 帝東VS.鵜久森』 講談社〈講談社コミックス〉、2025年5月16日発売[273][274]、ISBN 978-4-06-539656-8

### スピンオフ
- 寺嶋裕二（原作）・馬籠ヤヒロ（漫画）『ダイヤのB!! 青道高校吹奏楽部』 講談社〈講談社コミックス〉、全3巻
  1. 2015年11月17日発売[275]、ISBN 978-4-06-395548-4
  2. 2016年2月17日発売[276]、ISBN 978-4-06-395607-8
  3. 2016年8月17日発売[277]、ISBN 978-4-06-395708-2
- 寺嶋裕二（原作）・馬籠ヤヒロ（漫画）『ダイヤのB!! 青道高校吹奏楽部 act2』 講談社〈講談社コミックス〉、全2巻
  1. 2016年10月17日発売[278]、ISBN 978-4-06-395783-9
  2. 2017年2月17日発売[279]、ISBN 978-4-06-395821-8

- 寺嶋裕二（原作）・岡田有希（漫画）『ダイヤのC!! 青道高校野球部猫日誌』 講談社〈講談社コミックス〉、全3巻
  1. 2022年6月17日発売[280]、ISBN 978-4-06-527929-8
  2. 2022年12月17日発売[281]、ISBN 978-4-06-529126-9
  3. 2023年2月17日発売[282]、ISBN 978-4-06-530726-7

### 関連書籍
- 『ダイヤのA 公式ガイドブック 表』2014年3月17日発売[283]、ISBN 978-4-06-376951-7
- 『ダイヤのA 公式ガイドブック 裏』2014年7月17日発売[284]、ISBN 978-4-06-376985-2
- 『ダイヤのA 公式イラストブック』2014年11月17日発売[285]、ISBN 978-4-06-377110-7
- 『テレビアニメ ダイヤのA 公式ガイドブック』2014年12月22日発売[286]、ISBN 978-4-06-389858-3
- 『ダイヤのA　オリジナルグッズ付きスタイルBOOK』2015年5月15日発売[287]、ISBN 978-4-06-389885-9
- 『ダイヤのA THE LIVE オフィシャルブック』2015年11月17日発売[288]、ISBN 978-4-06-389910-8
- 『テレビアニメ ダイヤのA 公式ファンブック 18.44mのキズナ』2016年5月17日発売[289]、ISBN 978-4-06-377484-9
- 『アニメ「ダイヤのA」公式ファンブック沢村GENERATION』2017年2月17日発売[290]、ISBN 978-4-06-393179-2

## テレビアニメ
2013年10月6日よりテレビ東京系列にて放送。その後、2015年4月6日より、放送時間が日曜8時30分から月曜18時に変更され、新シリーズ『ダイヤのA -SECOND SEASON-』（ダイヤのエース セカンド・シーズン）が2016年3月28日まで放送された。2019年4月2日からは続編『ダイヤのA actII』が2020年3月31日まで放送された。第3期からは細谷佳正によるナレーションがついた。2024年5月18日、『ダイヤのA actII』続編（第4期）の製作が発表された。
2025年5月15日『ダイヤのAact II second season』放送時期2026年に放送決定と発表された。［296］
ストーリーはほぼ原作通りだが、放送時間の影響で下ネタや教育上悪影響を及ぼすと思われる描写はカットされている。
また本作は、スポーツ用品メーカー大手のミズノが制作協力・番組スポンサーとして参加しており、コラボレーショングッズの販売も行い、作中にミズノ関連のスポーツ用品・ロゴが多数登場する。
第1期の第28話、第2期の第1話-第3話、第3期の第29話は総集編である。
第2期の第43話に主題歌を担当しているGLAYのTERUが本人役で出演している。
第1期は元々4クールの予定で、当初は夏の西東京地区大会決勝の稲城実業戦前に「俺たちの戦いはこれからだ」と終わる予定だったが、好評のため延長し続けて最終的に秋の大会の決勝に勝利してセンバツに出場するまで原作の第1期をすべて消化した。

### スタッフ
|                               | 第1期                                         | 第2期                       | 第3期                          |
| ----------------------------- | --------------------------------------------- | --------------------------- | ------------------------------ |
| 原作                          | 寺嶋裕二「ダイヤのA」                         | 寺嶋裕二「ダイヤのA」       | 寺嶋裕二「ダイヤのA actII」    |
| 監督                          | 増原光幸                                      | 増原光幸                    | 増原光幸                       |
| 副監督                        | N/A                                           | N/A                         | いわたかずや                   |
| シリーズ構成                  | 古怒田健志                                    | 古怒田健志                  | 古怒田健志                     |
| キャラクターデザイン          | 植田実                                        | 植田実                      | 植田実                         |
| キャラクターデザイン          | N/A                                           | N/A                         | 田﨑聡                         |
| 総作画監督                    | 田﨑聡                                        | 田﨑聡                      | 小林亮、吉川真一               |
| アクション作画監督            | 立中順平                                      | 立中順平                    | 佐藤雄三、千光士海登、戸倉紀元 |
| 美術監督                      | 上野秀行                                      | 上野秀行                    | 高木佐和子                     |
| 色彩設計                      | 鎌田千賀子                                    | 鎌田千賀子                  | 今野成美                       |
| 色彩設計                      | N/A                                           | 中嶋音夢                    | 今野成美                       |
| 特殊効果                      | チーム・タニグチ                              | チーム・タニグチ            | N/A                            |
| 撮影監督                      | 畑中宏信（第41話まで） 奥村隆弘（第42話から） | 田中恒嗣                    | 井上洋志                       |
| 編集                          | 寺内聡                                        | 寺内聡                      | 塚常真理子                     |
| 音響監督                      | 高桑一                                        | 高桑一                      | 高桑一                         |
| 音楽                          | Frying-Pan                                    | Frying-Pan                  | 百石元                         |
| 音楽プロデューサー            | 三輪靖史                                      | 三輪靖史                    | 三輪靖史                       |
| 総合プロデュース              | 山田昇                                        | 山田昇                      | 山田昇                         |
| プロデューサー                | 山内未來（第1期第26話から）                   | 山内未來（第1期第26話から） | 山内未來（第1期第26話から）    |
| プロデューサー                | 佐々木亮（第25話まで） 渡邊愛美（第65話まで） | N/A                         | N/A                            |
| アニメーション プロデューサー | 櫻井健一                                      | 櫻井健一                    | 櫻井健一                       |
| アニメーション制作            | MADHOUSE                                      | MADHOUSE                    | MADHOUSE                       |
| アニメーション制作            | Production I.G                                | Production I.G              | N/A                            |
| 製作                          | テレビ東京、AT-X                              | テレビ東京、AT-X            | テレビ東京、AT-X               |

### 主題歌
レーベルはポニーキャニオン。

#### オープニングテーマ
| 話数                           | 曲名                 | 歌手名                      | 作詞     | 作曲     | 編曲                                |
| ------------------------------ | -------------------- | --------------------------- | -------- | -------- | ----------------------------------- |
| 第1期 第1 - 25話・第2期 第1話  | Go EXCEED!!          | Tom-H@ck featuring 大石昌良 | hotaru   | Tom-H@ck | Tom-H@ck                            |
| 第1期 第26 - 51話・第2期 第2話 | Perfect HERO         | Tom-H@ck featuring 大石昌良 | 稲葉エミ | Tom-H@ck | Tom-H@ck                            |
| 第1期 第52 - 75話・第2期 第3話 | 疾走れ！ミライ       | GLAY                        | TERU     | TERU     | GLAY SEIJI KAMEDA                   |
| 第2期 第4 - 26話               | HEROES               | GLAY                        | TERU     | TERU     | GLAY SEIJI KAMEDA                   |
| 第2期 第27 - 51話              | 空が青空であるために | GLAY                        | TERU     | TERU     | GLAY SEIJI KAMEDA                   |
| 第3期 第1 - 29話               | はじまりのうた       | GLAY                        | TERU     | TERU     | GLAY SEIJI KAMEDA                   |
| 第3期 第30 -                   | 流星のHowl           | GLAY                        | TAKURO   | TERU     | GLAY、Seiji kameda DJ Mass MAD Izm* |

#### エンディングテーマ
| 話数                           | 曲名                       | 歌手名                                     | 作詞     | 作曲       | 編曲               |
| ------------------------------ | -------------------------- | ------------------------------------------ | -------- | ---------- | ------------------ |
| 第1期 第1 - 13話               | Seek Diamonds              | 日笠陽子                                   | 大森祥子 | 中山真斗   | 中山真斗           |
| 第1期 第14 - 25話・第2期 第1話 | グローリー！               | 三森すずこ                                 | しほり   | EFFY       | EFFY               |
| 第1期 第26 - 37話              | 未来へつなげ               | A応P（ダイヤのA応援プロジェクト）          | 矢吹香那 | 前口渉     | 前口渉             |
| 第1期 第38 - 51話・第2期第2話  | CLOUD NINE                 | 青道高校野球部                             | 稲葉エミ | 烏帽子マリ | 烏帽子マリ         |
| 第1期 第52 - 63話              | PROMISED FIELD             | 青道高校野球部                             | 稲葉エミ | yamazo     | yamazo             |
| 第1期 第64 - 75話・第2期 第3話 | FINAL VICTORY              | 青道高校野球部                             | 稲葉エミ | 烏帽子マリ | 烏帽子マリ         |
| 第2期 第4 - 13話               | KIMERO!!                   | OxT                                        | 大石昌良 | Tom-H@ck   | Tom-H@ck           |
| 第2期 第14 - 26話              | BLUE WINDING ROAD          | 青道高校野球部                             | 稲葉エミ | 園田健太郎 | 園田健太郎         |
| 第2期 第27 - 39話              | BLOOM OF YOUTH             | OxT                                        | 大石昌良 | Tom-H@ck   | Tom-H@ck           |
| 第2期 第40 - 50話              | BRAND NEW BLUE             | 沢村栄純（逢坂良太） with オーイシマサヨシ | 稲葉エミ | 大石昌良   | 大石昌良           |
| 第3期 第1 - 13話               | ゴールデンアフタースクール | OxT                                        | 大石昌良 | 大石昌良   | KanadeYUK Tom-H@ck |
| 第3期 第14 - 29話              | 鼓動エスカレーション       | 内田真礼                                   | hotaru   | Tom-H@ck   | KanadeYUK Tom-H@ck |
| 第3期 第30 - 39話              | チャンス！                 | 三森すずこ                                 | hotaru   | 大石昌良   | 大石昌良、yamazo   |
| 第3期 第40 - 44話・第46 -      | Everlasting Dream          | OxT                                        | hotaru   | Tom-H@ck   | Tom-H@ck           |

### 各話リスト
| 話数  | サブタイトル                   | 脚本                                      | 絵コンテ                                                     | 演出                                                              | 作画監督 | 放送日         |
| 第1期 | 第1期                          | 第1期                                     | 第1期                                                        | 第1期                                                             | 第1期 | 第1期          |
| ----- | ------------------------------ | ----------------------------------------- | ------------------------------------------------------------ | ----------------------------------------------------------------- | --- | -------------- |
| 1     | 運命の一球                     | 古怒田健志                                | 増原光幸                                                     | 青柳宏宜                                                          | 斉藤和也、岡辰也、植田実 小林亮、早乙女啓 吉川真一、春日井浩之                                                                         | 2013年 10月6日 |
| 2     | 相棒                           | 古怒田健志                                | 佐藤雄三                                                     | 白石達也                                                          | 小林亮 | 10月13日       |
| 3     | 投手失格？                     | 藤咲淳一                                  | 増田敏彦                                                     | 熨斗谷充孝                                                        | 岡崎洋美、高澤美佳 | 10月20日       |
| 4     | 同じタイプ？                   | 谷村大四郎                                | 大原実                                                       | 清水一伸                                                          | 柳瀬譲二 | 10月27日       |
| 5     | 激突                           | 宇田川貴広                                | 前園文夫                                                     | 楠根彰                                                            | 小山知洋 | 11月3日        |
| 6     | 真っ向勝負！                   | 宇田川貴広                                | 成田歳法                                                     | 西本由紀夫                                                        | 山本径子 | 11月10日       |
| 7     | ふたつのバッテリー             | 谷村大四郎                                | 笹木信作                                                     | 中川淳                                                            | 青井清年、小林亮 | 11月17日       |
| 8     | クリスの真実                   | 古怒田健志                                | 佐藤雄三                                                     | 川崎逸朗                                                          | 新岡浩美、小林亮 | 11月24日       |
| 9     | 悔しさ、胸に刻んで             | 藤咲淳一                                  | 増田敏彦                                                     | 渡部周                                                            | 永吉隆志、小畑賢、市野まりあ | 12月1日        |
| 10    | 磨け、クセ球                   | 藤咲淳一                                  | 笹嶋啓一                                                     | 佐土原武之                                                        | 小林ゆかり、高澤美佳 | 12月8日        |
| 11    | クリス出陣！                   | 古怒田健志                                | 大原実                                                       | 清水一伸                                                          | 柳瀬譲二、栗原学 | 12月15日       |
| 12    | ターゲット                     | 宇田川貴広                                | 成田歳法                                                     | 熨斗谷充孝                                                        | 小林ゆかり、山本径子 | 12月22日       |
| 13    | 一軍昇格                       | 谷村大四郎                                | 笹木信作                                                     | 田中智也                                                          | 小山知洋 | 12月29日       |
| 14    | 合宿スタート！                 | 谷村大四郎                                | 増田敏彦                                                     | 松本佳久                                                          | 関口雅浩 | 2014年 1月12日 |
| 15    | プレーで引っぱれ！             | 古怒田健志                                | 前園文夫                                                     | 古川順康                                                          | 山崎輝彦、宮崎里美 | 1月19日        |
| 16    | 試練                           | 宇田川貴広                                | 大原実                                                       | 大宅光子                                                          | 吉田徹 | 1月26日        |
| 17    | 試合は楽しい                   | 藤咲淳一                                  | 渡辺純央                                                     | 白石達也                                                          | 小林亮 | 2月2日         |
| 18    | ムカつくけど                   | 藤咲淳一                                  | 成田歳法                                                     | 清水明                                                            | 山本径子、岡崎洋美 | 2月9日         |
| 19    | 因縁                           | 谷村大四郎                                | 大原実                                                       | 川崎逸朗                                                          | 青井清年、吉川真一 | 2月16日        |
| 20    | 緊急事態                       | 宇田川貴広                                | 笹木信作                                                     | 山崎茂                                                            | 兒玉ひかる、小林一三 | 2月23日        |
| 21    | 夢の舞台へ                     | 古怒田健志                                | 成田歳法                                                     | 佐土原武之                                                        | 小林ゆかり、山本径子、徳川恵梨 | 3月2日         |
| 22    | アピールタイム                 | 宇田川貴広                                | 大原実                                                       | 田中智也                                                          | 小山知洋 | 3月9日         |
| 23    | 公式戦デビュー                 | 谷村大四郎                                | 古川順康                                                     | 渕上真                                                            | 植田実、吉川真一、高澤美佳 | 3月16日        |
| 24    | 精密機械                       | 藤咲淳一                                  | 笹木信作                                                     | 松本佳久                                                          | 関口雅浩 | 3月23日        |
| 25    | 降谷攻略                       | 古怒田健志                                | 増田敏彦                                                     | 大宅光子                                                          | 原田峰文、吉田徹 窪敏、中島美子 | 3月30日        |
| 26    | ミラクル明川                   | 宇田川貴広                                | 成田歳法                                                     | 熨斗谷充孝                                                        | 山本径子、斎藤弘樹 | 4月6日         |
| 27    | 逃げねえぞ                     | 藤咲淳一                                  | 笹木信作                                                     | 中川淳                                                            | 青井清年、小林亮、早乙女啓 | 4月13日        |
| 28    | 軌跡 沢村栄純 熱闘のマウンドへ | 古怒田健志                                | 中川淳                                                       | 中川淳                                                            | - | 4月20日        |
| 29    | 拮抗                           | 谷村大四郎                                | 渡部周                                                       | 渡部周                                                            | 永吉隆志、柳瀬譲二 山崎輝彦、木下由美子                                                                                                | 4月27日        |
| 30    | 勝者と敗者                     | 谷村大四郎                                | 成田歳法                                                     | 熨斗谷充孝                                                        | 山本径子、後藤麻梨子、斎藤弘樹 | 5月4日         |
| 31    | ダークホース                   | 宇田川貴広                                | 増田敏彦                                                     | 渕上真                                                            | 青井清年、吉川真一、高澤美佳 | 5月11日        |
| 32    | それぞれの夏                   | 古怒田健志                                | 笹木信作                                                     | 田中智也                                                          | 小山知洋 | 5月18日        |
| 33    | 金のなる木                     | 藤咲淳一                                  | 増田敏彦                                                     | 中川淳                                                            | 小林亮、北尾勝、金弼康 | 5月25日        |
| 34    | 頼れる先輩達                   | 藤咲淳一                                  | 成田歳法                                                     | 熨斗谷充孝                                                        | 山本径子、小林ゆかり、黒川飛鳥 佐賀野桜子、斎藤弘樹                                                                                    | 6月1日         |
| 35    | ポテンシャル                   | 宇田川貴広                                | 笹木信作                                                     | 真野玲                                                            | 青井清年、吉川真一 早乙女啓、高澤美佳                                                                                                  | 6月8日         |
| 36    | エース登場                     | 古怒田健志                                | 渕上真                                                       | 渕上真                                                            | 北尾勝、小林亮、吉川真一 高澤美佳、吉田徹、一ノ瀬結梨 金弼康、今野亜希子                                                               | 6月15日        |
| 37    | バースト！                     | 谷村大四郎                                | 増田敏彦                                                     | 大宅光子                                                          | 原田峰文、大谷道子、窪敏 | 6月29日        |
| 38    | それぞれの役割                 | 谷村大四郎                                | 倉井さとし                                                   | 中川淳                                                            | 青井清年、吉川真一、北尾勝 高澤美佳、金弼康                                                                                            | 7月6日         |
| 39    | 期待を背負って                 | 宇田川貴広                                | 真野玲                                                       | 渡部周                                                            | 永吉隆志、桐谷真咲、西山忍 | 7月13日        |
| 40    | ウィニングショット             | 古怒田健志                                | 笹木信作                                                     | 田中智也                                                          | 小山知洋、青井清年 | 7月20日        |
| 41    | いざ、準決勝                   | 藤咲淳一                                  | 白石達也                                                     | 白石達也                                                          | 小林亮 | 7月27日        |
| 42    | そびえる大巨人                 | 谷村大四郎                                | 成田歳法                                                     | 秦義人                                                            | 山本径子、飯飼一幸、山崎敦子 佐賀野桜子、斎藤弘樹、桝井一平                                                                            | 8月3日         |
| 43    | リベンジ                       | 宇田川貴広                                | 渕上真                                                       | 渕上真                                                            | 早乙女啓、新岡浩美、高澤美佳 吉川真一、青井清年                                                                                        | 8月10日        |
| 44    | 決め球                         | 藤咲淳一                                  | 増田敏彦                                                     | 山口美浩                                                          | 永吉隆志、桐谷真咲 小畑賢、西山忍 | 8月17日        |
| 45    | 夢物語                         | 古怒田健志                                | 真野玲                                                       | 真野玲                                                            | 北尾勝、小林亮 岡郁子、今野亜希子 | 8月24日        |
| 46    | 絶望を呼ぶ投球                 | 宇田川貴広                                | 倉井さとし                                                   | 大宅光子                                                          | 原田峰文、大谷道子、窪敏 | 8月31日        |
| 47    | 、、、あの夏                   | 藤咲淳一                                  | 佐藤雄三                                                     | 中川淳                                                            | 吉川真一、高澤美佳、青井清年 新岡浩美、早乙女啓、北尾勝 金弼康、勝はるな、滝野茉美                                                     | 9月7日         |
| 48    | 寮にて、、、、                 | 藤咲淳一                                  | 成田歳法                                                     | 熨斗谷充孝                                                        | 山本径子、山崎敦子 斎藤弘樹、小林ゆかり                                                                                                | 9月14日        |
| 49    | 懐かしい顔                     | 古怒田健志                                | 増田敏彦                                                     | 田中智也                                                          | 小山知洋 | 9月21日        |
| 50    | 明日への足跡                   | 谷村大四郎                                | 浅香守生                                                     | 白石達也                                                          | 小林亮 | 9月28日        |
| 51    | 決戦開始！                     | 古怒田健志                                | 真野玲                                                       | 渡部周                                                            | 永吉隆志、桐谷真咲、楠木智子 | 10月5日        |
| 52    | 負けたくない                   | 宇田川貴広                                | 渕上真                                                       | 渕上真                                                            | 北尾勝、吉川真一、高澤美佳 早乙女啓、金弼康                                                                                            | 10月12日       |
| 53    | ギアチェンジ                   | 藤咲淳一                                  | 成田歳法                                                     | 村山靖                                                            | 山本径子、山崎敦子、小林ゆかり | 10月19日       |
| 54    | 託す信頼、応える勇気           | 宇田川貴広                                | 増田敏彦                                                     | 中川淳                                                            | 日向正樹、小林亮 | 10月26日       |
| 55    | 強い男                         | 藤咲淳一                                  | 大宅光子                                                     | 大宅光子                                                          | 原田峰文、大谷道子、窪敏 | 11月2日        |
| 56    | 決断                           | 古怒田健志                                | 真野玲                                                       | 真野玲                                                            | 北尾勝、吉川真一、高澤美佳 吉田南、金弼康                                                                                              | 11月9日        |
| 57    | 頼もしい後輩達                 | 宇田川貴広                                | 川尻善昭                                                     | 田中智也                                                          | 小山知洋 | 11月23日       |
| 58    | 前を打つ男                     | 藤咲淳一                                  | 増田敏彦                                                     | 白石達也                                                          | 小林亮 | 11月30日       |
| 59    | 怖いもの知らず                 | 古怒田健志                                | 成田歳法                                                     | 村山靖                                                            | 山本径子、山崎敦子、jcube | 12月7日        |
| 60    | 孤独な太陽                     | 宇田川貴広                                | 真野玲                                                       | 渡部周                                                            | 永吉隆志、桐谷真咲 | 12月14日       |
| 61    | 執念                           | 藤咲淳一                                  | 川尻善昭                                                     | 平向智子                                                          | 日向正樹 | 12月21日       |
| 62    | 天王山                         | 古怒田健志                                | 川尻善昭                                                     | 真野玲                                                            | 吉川真一、北尾勝 高澤美佳、早乙女啓 | 12月28日       |
| 63    | 残響                           | 古怒田健志                                | 大宅光子                                                     | 大宅光子                                                          | 片岡千春、大谷道子、上原史也 窪敏、北原里美 中島美子、原田峰文                                                                         | 12月28日       |
| 64    | リスタート                     | 藤咲淳一                                  | 小田原男                                                     | 田中智也                                                          | 小山知洋 | 2015年 1月11日 |
| 65    | 日の当たる場所                 | 宇田川貴広                                | 平向智子                                                     | 中川淳                                                            | 北尾勝、吉田南、一ノ瀬結梨 | 1月18日        |
| 66    | よそ者                         | 古怒田健志                                | 成田歳法                                                     | 熨斗谷充孝                                                        | 山本径子、山崎敦子、後藤麻梨子 | 1月25日        |
| 67    | 発奮材料                       | 藤咲淳一                                  | 増田敏彦                                                     | 白石達也                                                          | 小林亮 | 2月1日         |
| 68    | エースの座                     | 宇田川貴広                                | 増田敏彦                                                     | 渕上真                                                            | 日向正樹 | 2月8日         |
| 69    | 負けらんねぇ！                 | 古怒田健志                                | 川尻善昭                                                     | 田中智也                                                          | 小山知洋、楢澤雄二 | 2月15日        |
| 70    | Next Stage                     | 藤咲淳一                                  | 小田原男                                                     | 渡部周                                                            | 永吉隆志、小畑賢、桐谷真咲 市野まりあ                                                                                                  | 2月22日        |
| 71    | 9月の空の下                    | 宇田川貴広                                | 三原武憲                                                     | 平向智子                                                          | 吉川真一、早乙女啓、岡郁美 | 3月1日         |
| 72    | 最後の教え                     | 古怒田健志                                | 増田敏彦                                                     | 熨斗谷充孝                                                        | 山本径子、山崎敦子、服部益実 | 3月8日         |
| 73    | 継承                           | 宇田川貴広                                | 真野玲                                                       | 中川淳                                                            | 北尾勝、日向正樹、高澤美佳 金弼康 | 3月15日        |
| 74    | 道しるべ                       | 藤咲淳一                                  | 大宅光子                                                     | 大宅光子                                                          | 片岡千春、大谷道子、上原史也 原田峰文、窪敏、﨑口さおり                                                                                | 3月22日        |
| 75    | その場所を目指して―            | 古怒田健志                                | 神志那弘志                                                   | 白石達也                                                          | 小林亮 | 3月29日        |
| 第2期 |                                |                                           |                                                              |                                                                   | |                |
| 1     | 真夏の咆哮                     | 古怒田健志 藤咲淳一 宇田川貴広 谷村大四郎 | 川野麻美 笹木信作 増田敏彦 成田歳法 渕上真 倉井さとし 真野玲 | 川野麻美 渕上真 田中智也 中川淳 熨斗谷充孝 真野玲 大宅光子 渡部周 | 吉川真一、青井清年、高澤美佳 小山知洋、小林亮、北尾勝 金弼康、山本径子、早乙女啓 吉田徹、一ノ瀬結梨、原田峰文 大谷道子、窪敏、永吉隆志 | 4月6日         |
| 2     | 真夏の陽炎                     | 古怒田健志 藤咲淳一 宇田川貴広            | 中川淳 真野玲 増田敏彦 成田歳法 渕上真 大宅光子              | 中川淳 渕上真 渡部周 村山靖 大宅光子 真野玲                       | 吉川真一、北尾勝、高澤美佳 金弼康、小林亮、早乙女啓 日向正樹、山本径子、山崎敦子 吉田南、大谷道子、原田峰文 永吉隆志、窪敏             | 4月13日        |
| 3     | 真夏の王者                     | 古怒田健志 藤咲淳一 宇田川貴広            | 真野玲 川尻善昭 増田敏彦 成田歳法                            | 真野玲 白石達也 渡部周 村山靖 平向智子 田中智也                   | 吉川真一、小林亮、高澤美佳 日向正樹、早乙女啓 山本径子、小山知洋                                                                       | 4月20日        |
| 4     | いざ、秋大！                   | 古怒田健志                                | 佐藤雄三                                                     | 平向智子                                                          | 日向正樹、岡郁美 早乙女啓、植田実 | 4月27日        |
| 5     | 冷たい雨                       | 宇田川貴広                                | 真野玲                                                       | 渡部周                                                            | 永吉隆志、桐谷真咲、市野まりあ 山崎愛、臼井篤史 青野厚司、坂友加里                                                                     | 5月4日         |
| 6     | OUT OF ORDER                   | 藤咲淳一                                  | 増田敏彦                                                     | いわたかずや                                                      | 柳瀬譲二、田中穣 | 5月11日        |
| 7     | 現在地                         | 古怒田健志                                | 三原武憲                                                     | 石田暢                                                            | 北尾勝、小林亮、吉川真一 日向正樹、岡郁美、金弼康                                                                                      | 5月18日        |
| 8     | 筋書き                         | 宇田川貴広                                | 真野玲                                                       | 田中智也                                                          | 小山知洋 | 5月25日        |
| 9     | 我が道                         | 藤咲淳一                                  | 渕上真                                                       | 中川淳                                                            | 吉川真一、岡郁美、早乙女啓 | 6月1日         |
| 10    | 投げたよな                     | 古怒田健志                                | 佐藤雄三                                                     | 熨斗谷充孝                                                        | 山本径子、山崎敦子 佐賀野桜子、服部益実                                                                                                | 6月8日         |
| 11    | 下克上                         | 宇田川貴広                                | 増田敏彦                                                     | 白石達也                                                          | 小林亮 | 6月15日        |
| 12    | 自壊                           | 藤咲淳一                                  | 真野玲                                                       | 篠原啓輔                                                          | 北尾勝、日向正樹、金弼康 | 6月22日        |
| 13    | 亀裂                           | 古怒田健志                                | 真野玲                                                       | 白石道太                                                          | 桐谷真咲、坂友加里 山崎愛、臼井篤史 | 6月29日        |
| 14    | 背負うモノ                     | 宇田川貴広                                | 佐藤雄三                                                     | 石田暢                                                            | 吉川真一、岡郁美 早乙女啓、金弼康 | 7月6日         |
| 15    | 粘り強く淡々と                 | 藤咲淳一                                  | 増田敏彦                                                     | 田中智也                                                          | 小山知洋 | 7月13日        |
| 16    | 連鎖反応                       | 古怒田健志                                | 中川淳                                                       | 中川淳                                                            | 北尾勝、吉川真一、岡郁美 筱雅律、金弼康                                                                                                | 7月20日        |
| 17    | ねじ伏せろ!!                   | 宇田川貴広                                | 真野玲                                                       | いわたかずや                                                      | 田中穣 | 7月27日        |
| 18    | やるぜ、コイツ                 | 藤咲淳一                                  | 真野玲                                                       | 熨斗谷充孝                                                        | 山本径子、山崎敦子 山崎愛、服部益実 | 8月3日         |
| 19    | 妥協なき挑戦                   | 古怒田健志                                | 佐藤雄三                                                     | 白石達也                                                          | 小林亮、植田実、筱雅律 北尾勝、佐藤雄三、岡郁美 高澤美佳、金弼康、吉川真一                                                             | 8月10日        |
| 20    | 上を向いて歩こう               | 宇田川貴広                                | 川崎逸朗                                                     | 平向智子                                                          | 早乙女啓、高澤美佳、吉川真一 | 8月17日        |
| 21    | 悪魔のささやき？               | 藤咲淳一                                  | 増田敏彦                                                     | 白石道太                                                          | 桐谷真咲、坂友加里 山崎愛、臼井篤史 | 8月24日        |
| 22    | ぶっつけ本番                   | 古怒田健志                                | 真野玲                                                       | 田中智也                                                          | 小山知洋 | 8月31日        |
| 23    | 偏差値                         | 宇田川貴広                                | 真野玲                                                       | 石田暢                                                            | 筱雅律、小林亮 岡郁美、金弼康 | 9月7日         |
| 24    | それぞれの頭脳                 | 藤咲淳一                                  | 佐藤雄三                                                     | 篠原啓輔                                                          | 吉川真一、早乙女啓、高澤美佳 金弼康、岡郁美                                                                                            | 9月14日        |
| 25    | 躍動                           | 古怒田健志                                | 増田敏彦                                                     | いわたかずや                                                      | 武内啓、田中穣 | 9月21日        |
| 26    | 生意気な後輩                   | 宇田川貴広                                | 真野玲                                                       | 清水明                                                            | 山本径子、山崎敦子 山崎愛、服部益実 | 9月28日        |
| 27    | 一歩…また一歩と                | 藤咲淳一                                  | 真野玲                                                       | 白石達也                                                          | 小林亮 | 10月5日        |
| 28    | 控えの意地                     | 古怒田健志                                | 佐藤雄三                                                     | 中川淳                                                            | 吉川真一、小林亮、岡郁美 早乙女啓、金弼康、三原武憲                                                                                    | 10月12日       |
| 29    | 悪童                           | 宇田川貴広                                | 三原武憲                                                     | ながはまのりひこ                                                  | 小山知洋 | 10月19日       |
| 30    | 王者の掛け声                   | 藤咲淳一                                  | 増田敏彦                                                     | 山口美浩                                                          | 桐谷真咲、坂友加里 山崎愛、永吉隆志 | 10月26日       |
| 31    | 彼がくれた勇気                 | 古怒田健志                                | 佐藤雄三                                                     | 石田暢                                                            | 吉川真一、小林亮、早乙女啓 | 11月2日        |
| 32    | 背負う覚悟                     | 宇田川貴広                                | 真野玲                                                       | 真野玲 川野麻美                                                   | 岡郁美、金弼康、佐藤雄三 三原武憲、高澤美佳、河田泉 吉川真一、小林亮、早乙女啓 滝野茉美、勝はるな                                      | 11月9日        |
| 33    | エースの本能                   | 藤咲淳一                                  | 三原武憲                                                     | 菱川直樹                                                          | 中村純子、武内啓 | 11月16日       |
| 34    | イノセント                     | 古怒田健志                                | 真野玲                                                       | 熨斗谷充孝                                                        | 山本径子、山崎敦子、山崎愛 服部益実、桝井一平                                                                                          | 11月23日       |
| 35    | その先の世界                   | 宇田川貴広                                | 増田敏彦                                                     | 白石達也                                                          | 小林亮 | 11月30日       |
| 36    | 夏の続き                       | 藤咲淳一                                  | 佐藤雄三                                                     | 田中智也                                                          | 小山知洋 | 12月7日        |
| 37    | 優先順位                       | 古怒田健志                                | 真野玲                                                       | 中川淳                                                            | 吉川真一、早乙女啓 | 12月14日       |
| 38    | 魔の一球                       | 宇田川貴広                                | 三原武憲                                                     | 渡部周                                                            | 桐谷真咲、坂友加里 山崎愛、松下純子 | 12月21日       |
| 39    | 期待に、応えたい               | 藤咲淳一                                  | 増田敏彦                                                     | 石田暢                                                            | 岡郁美、金弼康、高澤美佳 河田泉、若月愛子                                                                                              | 2016年 1月4日  |
| 40    | 幕は待たない                   | 古怒田健志                                | 真野玲                                                       | 菱川直樹                                                          | 武内啓、福島豊明 | 1月11日        |
| 41    | 突破口                         | 宇田川貴広                                | 佐藤雄三                                                     | 清水明                                                            | 山本径子、松坂定俊、山崎愛 服部益実、斉藤弘樹 若月愛子、金弼康                                                                         | 1月18日        |
| 42    | 轟球                           | 藤咲淳一                                  | 真野玲                                                       | 若林邦甫                                                          | 吉川真一、早乙女啓 若月愛子、福原麻衣                                                                                                  | 1月25日        |
| 43    | こっち側へ                     | 古怒田健志                                | 増田敏彦                                                     | 田中智也                                                          | 小山知洋 | 2月1日         |
| 44    | 最高のストレート               | 宇田川貴広                                | 三原武憲                                                     | 山口美浩                                                          | 桐谷真咲、坂友加里、山崎愛 | 2月8日         |
| 45    | そこに立つ者                   | 藤咲淳一                                  | 川野麻美                                                     | 川野麻美                                                          | 河田泉、岡郁美 金弼康、小林亮 | 2月15日        |
| 46    | 独断                           | 古怒田健志                                | 真野玲                                                       | 中川淳                                                            | 吉川真一、濱田邦彦 若月愛子、早乙女啓                                                                                                  | 2月22日        |
| 47    | パートナーシップ               | 宇田川貴広                                | 佐藤雄三                                                     | いわたかずや                                                      | 武内啓、福島豊明 | 2月29日        |
| 48    | お祭り男ども                   | 藤咲淳一                                  | 真野玲                                                       | 清水明                                                            | 山本径子、桝井一平、山崎愛 服部益実、山崎敦子                                                                                          | 3月7日         |
| 49    | 待ってろ！                     | 宇田川貴広                                | 増田敏彦                                                     | 石田暢                                                            | 兼森義則、河田泉、岡郁美 早乙女啓、金弼康                                                                                              | 3月14日        |
| 50    | ラストイニング                 | 藤咲淳一                                  | 三原武憲                                                     | 田中智也                                                          | 小山知洋 | 3月21日        |
| 51    | Seek Diamonds                  | 古怒田健志                                | 佐藤雄三                                                     | 白石達也                                                          | 吉川真一、濱田邦彦、若月愛子 早乙女啓、河田泉、金弼康                                                                                  | 3月28日        |
| 第3期 |                                |                                           |                                                              |                                                                   | |                |
| 1     | 夢の先                         | 古怒田健志                                | 佐藤雄三                                                     | 白石達也                                                          | 小林亮、川口裕子、早乙女啓 | 2019年 4月2日  |
| 2     | 早く立ちたい                   | 宇田川貴広                                | 中川淳                                                       | いわたかずや                                                      | 日向正樹 | 4月9日         |
| 3     | 野球の申し子                   | 藤咲淳一                                  | 竹内光                                                       | 澤井幸次                                                          | 小林亮、長澤礼子、齊藤格 新岡浩美、早乙女啓、吉川真一 日向正樹                                                                         | 4月16日        |
| 4     | はじまりの日                   | 藤咲淳一                                  | 吉川浩司 竹内光                                              | 松原聡                                                            | 吉川真一、日向正樹、谷口繁則 | 4月23日        |
| 5     | 合流                           | 藤咲あゆな                                | 三原武憲                                                     | 小林孝嗣                                                          | 小畑賢、挽本敦子、桐谷真咲 橋本明日美、坂友加里、桜井このみ                                                                            | 4月30日        |
| 6     | Go Straight                    | 古怒田健志                                | 古川順康                                                     | 高田恭輔 Kim Min sun                                              | Lee Boo Hee、Kwon Hyuk Jung Park Ae-lee、Sim Min hyun                                                                                  | 5月7日         |
| 7     | KING                           | 宇田川貴広                                | いわたかずや                                                 | 高田恭輔 Kim Sang-yeob Ha Hyeong-wook                             | Jeong Chul-gyo、Kang Chi-geun | 5月14日        |
| 8     | カンフル剤                     | 藤咲淳一                                  | 吉川浩司                                                     | 山田晃                                                            | 原田峰文、丸山泰英 梶浦紳一郎、中島美子                                                                                                | 5月21日        |
| 9     | バトル×バトル                  | 藤咲あゆな                                | 竹内光                                                       | 白石達也                                                          | 小林亮、松本まみ子 早乙女啓、齊藤格 | 5月28日        |
| 10    | 初陣                           | 藤咲あゆな                                | 三原武憲                                                     | 小林孝嗣                                                          | 小畑賢、挽本敦子、桐谷真咲 橋本明日美、谷口りつ子、坂友加里 桜井このみ、柳瀬譲二                                                       | 6月4日         |
| 11    | 視線の先                       | 宇田川貴広                                | 佐藤雄三                                                     | 澤井幸次                                                          | Moon Hee、Go Sung-un Hwang Seong-won 小林亮、日向正樹                                                                                  | 6月11日        |
| 12    | ワガママ                       | 古怒田健志                                | 竹内光                                                       | 渡辺正彦                                                          | 寿門堂、齊藤格 | 6月18日        |
| 13    | 先攻                           | 藤咲淳一                                  | 吉川浩司                                                     | 川野麻美                                                          | 日向正樹 | 6月25日        |
| 14    | 気配                           | 藤咲淳一                                  | 白石達也                                                     | 粟井重紀                                                          | Jumondou Seoul | 7月2日         |
| 15    | 自分の役割                     | 宇田川貴広                                | 佐藤雄三                                                     | 尾方祥                                                            | 小畑賢、挽本敦子、桐谷真咲 橋本明日美、坂友加里、桜井このみ                                                                            | 7月9日         |
| 16    | 勝ってこそ                     | 藤咲あゆな                                | 三原武憲                                                     | 真野玲 Park Si-hu                                                 | Seo Soon-young、Lee bu-hui Song Jin-hui                                                                                                | 7月16日        |
| 17    | 3か月                          | 古怒田健志                                | 竹内光                                                       | 白石達也                                                          | 小林亮、松本まみ子 早乙女啓、扇多恵子                                                                                                  | 7月23日        |
| 18    | 確かめたいもの                 | 宇田川貴広                                | 澤井幸次                                                     | 澤井幸次                                                          | 日向正樹 | 7月30日        |
| 19    | 戦う姿勢                       | 藤咲あゆな                                | 三原武憲                                                     | 金承徳                                                            | Jumondou Seoul | 8月6日         |
| 20    | 自己主張                       | 古怒田健志                                | 白石達也                                                     | 真野玲 高田恭輔                                                   | Kim Heekang、In Teasun Kim Youngsub、Kwon Yongsang 早乙女啓                                                                            | 8月13日        |
| 21    | 時間がない                     | 古怒田健志                                | 吉川浩司                                                     | ながはまのりひこ                                                  | 小林亮、松本まみ子、齊藤格 | 8月20日        |
| 22    | 指名                           | 藤咲淳一                                  | 竹内光                                                       | 金承徳                                                            | 王敏、周誌傑、吾梅子 Jumondou Seoul、早乙女啓                                                                                          | 8月27日        |
| 23    | 一球一秒                       | 藤咲あゆな                                | 澤井幸次                                                     | 川野麻美                                                          | 日向正樹 | 9月3日         |
| 24    | 未完成                         | 宇田川貴広                                | 三原武憲                                                     | 粟井重紀                                                          | 寿門堂、Jumondou Seoul | 9月10日        |
| 25    | 解禁                           | 藤咲淳一                                  | 竹内光 吉川浩司                                              | 尾方祥                                                            | 挽本敦子、桐谷真咲 橋本明日美、桜井このみ                                                                                              | 9月17日        |
| 26    | 同じ旗の下                     | 古怒田健志                                | 川野麻美                                                     | Kang Tae-sig 木村拓                                               | Seo Soon-young、Song Jin-hee | 9月24日        |
| 27    | The Note                       | 宇田川貴広                                | 三原武憲                                                     | 白石達也                                                          | 小林亮、松本まみ子 | 10月1日        |
| 28    | 止まんねぇからな               | 古怒田健志                                | 澤井幸次                                                     | 粟井重紀                                                          | 早乙女啓、Wang min、Che jieqiong Jumondou Seoul、ムツプランニング                                                                      | 10月8日        |
| 29    | 春、そして──                   | 藤咲あゆな                                | 真野玲                                                       | 真野玲                                                            | Jung Jin-Young、Han Eun-Mi | 10月15日       |
| 30    | BLOOM OF YOUTH                 | 藤咲淳一                                  | 竹内光                                                       | 中村近世                                                          | 日向正樹 | 10月22日       |
| 31    | 誓いのようなもの               | 藤咲あゆな                                | 吉川浩司                                                     | 尾方祥                                                            | 小畑賢、挽本敦子、桐谷真咲 橋本明日美、坂友加里、桜井このみ 谷口りつ子、西出彩華、神北小毬                                             | 10月29日       |
| 32    | 渇望                           | 古怒田健志                                | 三原武憲                                                     | 川野麻美                                                          | 小林亮、齊藤格、Lee Bang-Won Seo Soon-Young、Song Jin-hee                                                                              | 11月5日        |
| 33    | 伝熱                           | 宇田川貴広                                | 竹内光 吉川浩司                                              | 木村拓 Kan Tae-sig                                                | Seo Soon-Young、Song Jin-hee | 11月12日       |
| 34    | 競演                           | 藤咲あゆな                                | 川野麻美                                                     | 真野玲 Kim Heekang                                                | In Teasun、Kim Youngsub Kwon Yongsang                                                                                                  | 11月19日       |
| 35    | スゲー奴だから                 | 藤咲淳一                                  | 澤井幸次                                                     | ながはまのりひこ                                                  | 松本まみ子、早乙女啓 志水よしこ、齊藤格                                                                                                | 11月26日       |
| 36    | 捕手として                     | 宇田川貴広                                | 三原武憲                                                     | 中村近世 Kim Min-Sun                                              | Hong Yu-Mi、Seo Soon-Young Lee Bang-Won、Jang Sang-Mi Kim San、Han Eun-Mi                                                              | 12月3日        |
| 37    | 常勝思考                       | 藤咲淳一                                  | 竹内光                                                       | 尾方祥                                                            | 小畑賢、挽本敦子、桐谷真咲 橋本明日美、坂友加里、桜井このみ 谷口りつ子、西出彩華、朱イハン                                             | 12月10日       |
| 38    | フラジャイル                   | 藤咲あゆな                                | 澤井幸次                                                     | 白石達也                                                          | 日向正樹 Go Gyoung Nam、Han Jung Y | 12月17日       |
| 39    | 頼んだぞ                       | 古怒田健志                                | 川野麻美                                                     | 北川朋也 Kang Tea-Sik                                             | Hong Yu-Mi、Seo Soon-Young Lee Bang-Won、Jang Sang-Mi Kim San、Han Eun-Mi Shim Min-Hyeon                                               | 12月24日       |
| 40    | 面構え                         | 古怒田健志                                | 吉川浩司                                                     | 渡邉こと乃                                                        | 松本まみ子、齊藤格 早乙女啓、志水よしこ Kim Young Sub、Won Eun Sook                                                                    | 2020年 1月7日  |
| 41    | 運命共同体                     | 藤咲あゆな                                | 竹内光                                                       | ながはまのりひこ                                                  | 小山知洋 | 1月14日        |
| 42    | 20人                           | 宇田川貴広                                | 三原武憲                                                     | 真野玲 Kim Min-sun                                                | Lee Bang-won、Seo Soon-young Jang Sang-mi、Jung Jin-yeong                                                                              | 1月21日        |
| 43    | 夏合宿                         | 藤咲淳一                                  | 澤井幸次                                                     | 津田義三                                                          | 日根野優子、大高雄太、服部一郎 服部憲知、北島勇樹、実原登 篠原健二、岡郁美                                                             | 1月28日        |
| 44    | 航進                           | 藤咲淳一                                  | 吉川浩司                                                     | 富田剛司                                                          | 芦谷耕平、飯飼一幸 楠田悟、山村俊了 | 2月4日         |
| 45    | Go Exceed!!                    | 古怒田健志                                | 川野麻美                                                     | 川野麻美                                                          | 日向正樹、志水よしこ 早乙女啓、齊藤格                                                                                                  | 2月11日        |
| 46    | 激励                           | 藤咲あゆな                                | 松村政輝                                                     | 白石達也                                                          | 小林亮、松本まみ子 Go Gyoung Nam、Han Jung Y                                                                                           | 2月18日        |
| 47    | 足元                           | 宇田川貴広                                | しまづひろゆき                                               | 林間忠央 Park Jae-ik                                              | Kim Hee-jung、Lee Bang-won | 2月25日        |
| 48    | Get Back                       | 宇田川貴広                                | 澤井幸次                                                     | 渡邉こと乃                                                        | 岡郁美、早乙女啓、齊藤格 松本まみ子、志水よしこ Park Soon-Ok、Kim Bong-Duck Lee Bang-Won、Shim Min Hyeon Song Jin-hee                  | 3月3日         |
| 49    | 本気の青道                     | 藤咲淳一                                  | 竹内光                                                       | ながはまのりひこ                                                  | 小山知洋 | 3月10日        |
| 50    | FIRE AGE                       | 藤咲あゆな                                | 吉川浩司                                                     | 北川朋哉                                                          | 日向正樹、Hwang Il-Jin Kim Eun-sun、Lee Bu-hee Hong Yu-mi、Yu Seong-chul                                                               | 3月17日        |
| 51    | それでこそ                     | 宇田川貴広                                | しまづひろゆき                                               | 高田恭輔 Kim Min-sun                                              | Song Jin-hee、Lee Boo-hee Hwang Il-jin、THE SUN 早乙女啓、松本まみ子                                                                   | 3月24日        |
| 52    | Ace Of Diamond                 | 古怒田健志                                | 三原武憲                                                     | 川野麻美 白石達也                                                 | 志水よしこ、松本まみ子 早乙女啓、岡郁美、小林亮 Go Gyoung Nam、Han Jung Y                                                              | 3月31日        |

### 放送局
| 放送期間                                                                           | 放送時間                                               | 放送局             | 対象地域       | 備考                                 |
| ---------------------------------------------------------------------------------- | ------------------------------------------------------ | ------------------ | -------------- | ------------------------------------ |
| 2013年10月6日 - 2015年3月29日                                                      | 日曜 8:30 - 9:00                                       | テレビ東京         | 関東広域圏     | 製作局                               |
|                                                                                    |                                                        | テレビ北海道       | 北海道         |                                      |
|                                                                                    |                                                        | テレビ愛知         | 愛知県         |                                      |
|                                                                                    |                                                        | テレビ大阪         | 大阪府         |                                      |
|                                                                                    |                                                        | テレビせとうち     | 岡山県・香川県 |                                      |
|                                                                                    |                                                        | TVQ九州放送        | 福岡県         |                                      |
| 2013年10月7日 - 2015年3月30日                                                      | 月曜 20:00 - 20:30                                     | AT-X               | 日本全域       | 製作局 / CS放送 / リピート放送あり   |
| 2013年10月15日 - 12月24日 2014年1月7日 - 2015年4月7日                              | 火曜 18:30 - 19:00 火曜 17:30 - 17:59                  | 岐阜放送           | 岐阜県         |                                      |
| 2013年11月7日 - 2014年3月27日 2014年4月3日 - 12月25日 2015年1月9日 - 5月8日        | 木曜 17:30 - 18:00 木曜 17:29 - 17:58 金曜 7:30 - 7:59 | 奈良テレビ放送     | 奈良県         |                                      |
| 2013年11月11日 - 2014年3月31日 2014年4月5日 - 9月27日 2014年10月4日 - 2015年5月9日 | 月曜 19:00 - 19:30 土曜 9:30 - 10:00 土曜 9:00 - 9:30  | テレビ和歌山       | 和歌山県       |                                      |
| 2013年12月8日 - 2015年6月21日                                                      | 日曜 6:00 - 6:30                                       | 熊本朝日放送       | 熊本県         | [ 304 ]                              |
| 2014年4月12日 - 2015年10月31日                                                     | 土曜 6:30 - 7:00                                       | 愛媛朝日テレビ     | 愛媛県         | [ 305 ]                              |
| 2014年4月21日 - 2015年11月23日                                                     | 月曜 19:00 - 19:30                                     | キッズステーション | 日本全域       | 製作参加 / CS放送 / リピート放送あり |
| 2023年3月11日 -                                                                    | 土曜 18:30 - 19:00                                     | テレビ埼玉         | 埼玉県         |                                      |
| テレビ東京系列の地上波6局・キッズステーションでは字幕放送を実施。                  |                                                        |                    |                |                                      |

| 配信期間         | 配信時間                   | 配信サイト         |
| ---------------- | -------------------------- | ------------------ |
| 2013年10月10日 - | 火曜 0:00（月曜深夜） 更新 | GyaO!              |
| 2013年10月11日 - | 金曜 22:30 - 23:00         | ニコニコ生放送     |
|                  | 金曜 23:00 更新            | ニコニコチャンネル |
| 2013年10月25日 - | 金曜 12:00 更新            | バンダイチャンネル |
| 2014年3月21日 -  | 月曜 12:00 更新            | dアニメストア      |

| 放送期間 | 放送時間                          | 放送局             | 対象地域       | 備考                                 |
| --- | --------------------------------- | ------------------ | -------------- | ------------------------------------ |
| 2015年4月6日 - 2016年3月28日 | 月曜 18:00 - 18:30                | テレビ東京         | 関東広域圏     | 製作局                               |
| |                                   | テレビ北海道       | 北海道         |                                      |
| |                                   | テレビ愛知         | 愛知県         |                                      |
| |                                   | テレビ大阪         | 大阪府         |                                      |
| |                                   | テレビせとうち     | 岡山県・香川県 |                                      |
| |                                   | TVQ九州放送        | 福岡県         |                                      |
| 2015年4月7日 - 2016年3月29日 | 火曜 23:30 - 水曜 0:00            | AT-X               | 日本全域       | 製作局 / CS放送 / リピート放送あり   |
| 2015年4月14日 - 2016年4月5日 | 火曜 17:30 - 17:59                | 岐阜放送           | 岐阜県         | [ 308 ]                              |
| 2015年5月15日 - 2016年5月6日 | 金曜 7:30 - 7:59                  | 奈良テレビ放送     | 奈良県         | [ 308 ]                              |
| 2015年5月16日 - 2016年5月28日 | 土曜 9:00 - 9:30                  | テレビ和歌山       | 和歌山県       | [ 308 ]                              |
| 2015年6月28日 - 2016年7月17日 | 日曜 6:00 - 6:30                  | 熊本朝日放送       | 熊本県         | [ 308 ]                              |
| 2015年11月7日 - 2016年4月2日 2016年4月10日 - 12月4日 | 土曜 6:30 - 7:00 日曜 6:30 - 7:00 | 愛媛朝日テレビ     | 愛媛県         | [ 308 ]                              |
| 2015年11月30日 - 2016年12月12日 | 月曜 19:00 - 19:30                | キッズステーション | 日本全域       | 製作参加 / CS放送 / リピート放送あり |
| テレビ東京系列の地上波6局・キッズステーションでは字幕放送を実施。インターネットではバンダイチャンネルにて、2015年4月18日から配信。毎週土曜12時更新。初回配信のみ第1話・第2話を配信。 |                                   |                    |                |                                      |

| 放送期間                                                | 放送時間                     | 放送局         | 対象地域       | 備考                               |
| ------------------------------------------------------- | ---------------------------- | -------------- | -------------- | ---------------------------------- |
| 2019年4月2日 - 2020年3月31日                            | 火曜 17:55 - 18:25           | テレビ東京     | 関東広域圏     | 製作局                             |
|                                                         |                              | テレビ北海道   | 北海道         |                                    |
|                                                         |                              | テレビ愛知     | 愛知県         |                                    |
|                                                         |                              | テレビ大阪     | 大阪府         |                                    |
|                                                         |                              | テレビせとうち | 岡山県・香川県 |                                    |
|                                                         |                              | TVQ九州放送    | 福岡県         |                                    |
|                                                         | 火曜 22:00 - 22:30           | AT-X           | 日本全域       | 製作局 / CS放送 / リピート放送あり |
| 2019年4月5日 - 2020年4月3日                             | 金曜 0:30 - 1:00（木曜深夜） | BSテレ東       | 日本全域       | BS/BS4K放送                        |
| 2019年4月25日 - 2020年4月23日                           | 木曜 7:30 - 8:00             | テレビ和歌山   | 和歌山県       |                                    |
| 2019年10月29日 - 2020年12月29日                         | 火曜 7:30 - 7:59             | 奈良テレビ放送 | 奈良県         | [ 310 ]                            |
| 2023年9月25日 -                                         | 月曜 17:00 - 17:30           | BSJapanext     | 日本全域       | BS放送                             |
| テレビ東京系列の地上波6局、BSテレ東では字幕放送を実施。 |                              |                |                |                                    |

### BD / DVD
セル版とレンタル版では収録話数が異なる。レンタル版は各巻2話ずつ収録。以下はセル版について述べる。
| 巻 | 発売日         | 収録話          | 規格品番   | 規格品番   |
| 巻 | 発売日         | 収録話          | BD         | DVD        |
| -- | -------------- | --------------- | ---------- | ---------- |
| 1  | 2014年5月21日  | 第1話 - 第4話   |            | PCBG-52311 |
| 2  | 2014年6月18日  | 第5話 - 第8話   | PCBG-52312 |            |
| 3  | 2014年7月16日  | 第9話 - 第12話  | PCBG-52313 |            |
| 4  | 2014年8月20日  | 第13話 - 第16話 | PCBG-52314 |            |
| 5  | 2014年9月17日  | 第17話 - 第20話 | PCBG-52315 |            |
| 6  | 2014年10月24日 | 第21話 - 第24話 | PCBG-52316 |            |
| 7  | 2014年12月17日 | 第25話 - 第28話 | PCBG-52317 |            |
| 8  | 2015年2月18日  | 第29話 - 第32話 | PCBG-52318 |            |
| 9  | 2015年4月24日  | 第33話 - 第36話 | PCBG-52319 |            |
| 10 | 2015年5月20日  | 第37話 - 第40話 | PCBG-52320 |            |
| 11 | 2015年6月17日  | 第41話 - 第44話 | PCBG-52321 |            |
| 12 | 2015年7月15日  | 第45話 - 第47話 | PCBG-52322 |            |
| 13 | 2015年8月19日  | 第48話 - 第50話 | PCBG-52323 |            |

| 巻 | 発売日         | 収録話          | 規格品番   | 規格品番   |
| 巻 | 発売日         | 収録話          | BD         | DVD        |
| -- | -------------- | --------------- | ---------- | ---------- |
| 1  | 2015年9月16日  | 第51話 - 第54話 |            | PCBG-52341 |
| 2  | 2015年10月21日 | 第55話 - 第58話 | PCBG-52342 |            |
| 3  | 2015年11月18日 | 第59話 - 第62話 | PCBG-52343 |            |
| 4  | 2015年12月16日 | 第63話 - 第66話 | PCBG-52344 |            |
| 5  | 2016年1月20日  | 第67話 - 第70話 | PCBG-52345 |            |
| 6  | 2016年2月17日  | 第71話 - 第75話 | PCBG-52346 |            |

| 巻 | 発売日        | 収録話          | 規格品番   | 規格品番   |
| 巻 | 発売日        | 収録話          | BD         | DVD        |
| -- | ------------- | --------------- | ---------- | ---------- |
| 1  | 2016年3月16日 | 第1話 - 第8話   |            | PCBG-52351 |
| 2  | 2016年4月20日 | 第9話 - 第15話  | PCBG-52352 |            |
| 3  | 2016年5月18日 | 第16話 - 第22話 | PCBG-52353 |            |
| 4  | 2016年6月15日 | 第23話 - 第29話 | PCBG-52354 |            |
| 5  | 2016年7月20日 | 第30話 - 第36話 | PCBG-52355 |            |
| 6  | 2016年8月17日 | 第37話 - 第43話 | PCBG-52356 |            |
| 7  | 2016年9月21日 | 第44話 - 第51話 | PCBG-52357 |            |

| 巻 | 発売日         | 収録話          | 規格品番   | 規格品番   |
| 巻 | 発売日         | 収録話          | BD         | DVD        |
| -- | -------------- | --------------- | ---------- | ---------- |
| 1  | 2019年6月26日  | 第1話 - 第3話   | PCXG-50661 | PCBG-53021 |
| 2  | 2019年8月28日  | 第4話 - 第9話   | PCXG-50662 | PCBG-53022 |
| 3  | 2019年10月30日 | 第10話 - 第15話 | PCXG-50663 | PCBG-53023 |
| 4  | 2019年12月25日 | 第16話 - 第21話 | PCXG-50664 | PCBG-53024 |
| 5  | 2020年1月29日  | 第22話 - 第27話 | PCXG-50665 | PCBG-53025 |
| 6  | 2020年3月25日  | 第28話 - 第33話 | PCXG-50666 | PCBG-53026 |
| 7  | 2020年4月22日  | 第34話 - 第39話 | PCXG-50667 | PCBG-53027 |
| 8  | 2020年5月27日  | 第40話 - 第45話 | PCXG-50668 | PCBG-53028 |
| 9  | 2020年9月2日   | 第46話 - 第52話 | PCXG-50669 | PCBG-53029 |

| 巻 | 発売日        | 収録話                                | 規格品番   | 規格品番 |
| 巻 | 発売日        | 収録話                                | BD         | DVD      |
| -- | ------------- | ------------------------------------- | ---------- | -------- |
| 1  | 2018年3月21日 | 第1期第1話 - 第40話 OVA第1話 - 第2話  | PCXP-60081 |          |
| 2  | 2018年6月20日 | 第1期第41話 - 第75話 OVA第3話 - 第5話 | PCXP-60082 |          |
| 3  | 2018年9月19日 | 第2期全51話                           | PCXP-60083 |          |

### CD
| 発売日         | タイトル                                                            | 規格品番              |
| -------------- | ------------------------------------------------------------------- | --------------------- |
| 2013年10月30日 | Go EXCEED!!                                                         | PCCG-70194            |
| 2013年11月13日 | Seek Diamonds                                                       | PCCG-01375            |
| 2014年2月5日   | グローリー！                                                        | PCCG-70214            |
| 2014年5月21日  | Perfect HERO                                                        | PCCG-70213            |
| 2014年5月28日  | 未来へつなげ                                                        | PCCG-70214            |
| 2014年8月12日  | CLOUD NINE                                                          | PCCG-70216            |
| 2014年9月10日  | ダイヤのA キャラクターソングシリーズ VOL.1 沢村栄純                 | PCCG-70219            |
| 2014年9月10日  | ダイヤのA キャラクターソングシリーズ VOL.2 降谷暁                   | PCCG-70220            |
| 2014年9月10日  | ダイヤのA キャラクターソングシリーズ VOL.3 小湊春市                 | PCCG-70221            |
| 2014年11月5日  | PROMISED FIELD                                                      | PCCG-70224            |
| 2014年12月3日  | ダイヤのA キャラクターソングシリーズ VOL.4 小湊亮介                 | PCCG-70240            |
| 2014年12月3日  | ダイヤのA キャラクターソングシリーズ VOL.5 倉持洋一                 | PCCG-70237            |
| 2015年1月28日  | FINAL VICTORY                                                       | PCCG-70242            |
| 2015年2月11日  | ダイヤのA キャラクターソングシリーズ VOL.6 滝川・クリス・優         | PCCG-70236            |
| 2015年2月11日  | ダイヤのA キャラクターソングシリーズ VOL.7 結城哲也                 | PCCG-70243            |
| 2015年2月11日  | ダイヤのA キャラクターソングシリーズ VOL.8 伊佐敷純                 | PCCG-70244            |
| 2015年3月18日  | ダイヤのA キャラクターソングシリーズ VOL.9 成宮鳴                   | PCCG-70247            |
| 2015年3月18日  | ダイヤのA キャラクターソングシリーズ VOL.10 轟雷市                  | PCCG-70248            |
| 2015年3月18日  | ダイヤのA オリジナルサウンドトラック                                | PCCG-01453            |
| 2015年5月25日  | HEROES/微熱(A)girlサマー/つづれ織り〜so far and yet so close〜      | PCCN-00019 PCCN-00020 |
| 2015年7月22日  | ダイヤのA キャラクターソングシリーズ EX 小湊春市、小湊亮介          | PCCG-70261            |
| 2015年8月12日  | ダイヤのA キャラクターソングスコレクション RIVAL                    | PCCG-01480            |
| 2015年8月12日  | BLUE WINDING ROAD                                                   | PCCG-70262            |
| 2015年10月28日 | ダイヤのA キャラクターソングシリーズ VOL.11 川上憲史                | PCCG-70277            |
| 2015年10月28日 | ダイヤのA キャラクターソングシリーズ VOL.12 金丸信二                | PCCG-70278            |
| 2015年10月28日 | ダイヤのA キャラクターソングシリーズ VOL.13 東条秀明                | PCCG-70279            |
| 2015年11月11日 | BLOOM OF YOUTH                                                      | PCCG-70276            |
| 2015年11月11日 | ダイヤのA -SECOND SEASON- オリジナルドラマCD 青道高校、温泉に行く+α | PCCG-01485            |
| 2016年1月27日  | G4・IV                                                              | PCCN-00021 PCCN-00022 |
| 2016年2月17日  | BRAND NEW BLUE                                                      | PCCG-70291            |
| 2016年2月17日  | ダイヤのA オリジナルサウンドトラック2                               | PCCG-01501            |
| 2016年3月2日   | OxT COMPLETE SONGS “ACE OF DIAMOND”                                 | PCCG-01510            |

| テレビ東京系列 日曜 8:30 - 9:00                                     | テレビ東京系列 日曜 8:30 - 9:00                                                                     | テレビ東京系列 日曜 8:30 - 9:00                                                                       |
| 前番組                                                              | 番組名                                                                                              | 次番組                                                                                                |
| ------------------------------------------------------------------- | --------------------------------------------------------------------------------------------------- | --- |
| クロスファイト ビーダマンeS ※8:30 - 8:44ビーストサーガ ※8:44 - 9:00 | ダイヤのA （2013年10月6日 - 2015年3月29日）                                                         | デュエル・マスターズ VSR 【ここから『デュエル・マスターズ』シリーズ】 【土曜 8:30 - 9:00 枠から移動】 |
| テレビ東京系列 月曜 18:00 - 18:30                                   | | |
| オレカバトル&ドラゴンコレクション                                   | ダイヤのA -SECOND SEASON- （2015年4月6日 - 2016年3月28日）                                          | ベイブレードバースト ※17:55 - 18:25                                                                   |
| テレビ東京系列 土曜7:00 - 7:30                                      | | |
| 今こそ!地方創生                                                     | ダイヤのA ベストセレクション （2016年4月9日 - 7月2日） 【同番組よりネットワークセールスのアニメ枠】 | タイムトラベル少女 〜マリ・ワカと8人の科学者たち〜                                                    |
| テレビ東京系列 火曜 17:55 - 18:25                                   | | |
| 爆釣バーハンター                                                    | ダイヤのA actII （2019年4月2日 - 2020年3月）                                                        | シャドウバース                                                                                        |

## OVA
原作コミックス第1部第44巻、第45巻、第46巻、第2部「actII」第4巻、第5巻のDVD付き限定版に収録。第1話は小湊亮介、第2話は倉持洋一、第3話は川上憲史の過去の話をアニメ化したもの。第4話、第5話は原作コミックス第1部第47巻の秋季大会優勝後の短編の内容をアニメ化しており、事実上テレビアニメ第2期最終話の続き（あるいは補完する内容）となっている。第4話の終盤に主題歌を担当しているGLAYのTERUが本人役で出演している。

### スタッフ（OVA）
- 原作 - 寺嶋裕二「ダイヤのA」
- 監督 - 浜名孝行
- シリーズ構成・脚本 - 藤咲淳一
- 音響監督 - 高桑一
- キャラクターデザイン - 植田実
- 音楽 - Frying-Pan
- アニメーション制作 - MADHOUSE、Production I.G
- アニメーション制作協力 - M.S.C
- 製作 - 「ダイヤのA」OAD製作委員会（講談社、ポニーキャニオン）

### 主題歌（OVA）
オープニングテーマ
「疾走れ！ミライ」（第1話 - 第3話）
作詞・作曲 - TERU / 編曲 - GLAY、SEIJI KAMEDA / 歌 - GLAY
「空が青空であるために」（第4話 - 第5話）
作詞・作曲 - TERU / 編曲 - GLAY、SEIJI KAMEDA / 歌 - GLAY

エンディングテーマ
「PROMISED FIELD」（第1話 - 第2話）
作詞 - 稲葉エミ / 作曲・編曲 - yamazo / 歌 - 青道高校野球部
「FINAL VICTORY」（第3話）
作詞 - 稲葉エミ / 作曲・編曲 - 烏帽子マリ / 歌 - 青道高校野球部
「BRAND NEW BLUE」（第4話 - 第5話）
作詞 - 稲葉エミ / 作曲・編曲 - 大石昌良 / 歌 - 沢村栄純（逢坂良太） with オーイシマサヨシ

### 各話リスト（OVA）
| 話数 | サブタイトル                                   | 脚本       | 絵コンテ | 演出       | 作画監督                                                | 発売日         |
| ---- | ---------------------------------------------- | ---------- | -------- | ---------- | ------------------------------------------------------- | -------------- |
| 1    | Face                                           | 藤咲淳一   | 浜名孝行 | 石井久志   | 植田実                                                  | 2014年11月17日 |
| 2    | Out Run                                        | 藤咲淳一   | 浜名孝行 | 糸賀慎太郎 | 植田実                                                  | 2015年1月16日  |
| 3    | Boys be…                                       | 藤咲淳一   | 川崎逸朗 | 浜名孝行   | 鍋田香代子、伊勢奈央子、もろゆき沙羅 小谷杏子、入江健司 | 2015年3月17日  |
| 4    | 青道ダイアリー／カムバック／ウィンターキャンプ | 宇田川貴広 | 佐藤雄三 | 佐藤雄三   | 河田泉、岡郁美、日向正樹                                | 2016年8月7日   |
| 5    | Spirits／Glory                                 | 藤咲淳一   | 川野麻美 | 三原武憲   | 吉川真一、早乙女啓、若月愛子                            | 2016年10月15日 |

## ラジオ

### ダイヤのA 〜ネット甲子園〜
音泉、HiBiKi Radio Stationにて2013年10月1日から2016年4月12日まで配信されたアニメ版のWebラジオ。2015年4月7日まで毎週火曜、4月14日から隔週火曜更新、全105回。パーソナリティはローテーション制。
パーソナリティ
- 逢坂良太（沢村栄純役） - 第1回から第40回まではレギュラー。
- 島﨑信長（降谷暁役） - 第1回から第40回まではレギュラー。
- 櫻井孝宏（御幸一也役）
- 花江夏樹（小湊春市役）
- 浪川大輔（滝川クリス優役）
- 下野紘（川上憲史役）
- 松岡禎丞（金丸信二役） - 第87回から第105回までレギュラー。
- 蒼井翔太（東条英明役） - 第87回から第105回までレギュラー。

### ダイヤのA The RADIO
2017年1月5日より6月29日まで文化放送にて木曜21時30分に放送された。パーソナリティはアニメで沢村栄純役を務める逢坂良太と、舞台で御幸一也役を務める和田琢磨が週替わりで担当した。
| 文化放送 木曜21:30 - 22:00                   | 文化放送 木曜21:30 - 22:00                             | 文化放送 木曜21:30 - 22:00 |
| 前番組                                       | 番組名                                                 | 次番組                     |
| -------------------------------------------- | ------------------------------------------------------ | -------------------------- |
| 稲垣吾郎のSTOP THE SMAP （2016年4月 - 12月） | ダイヤのA The RADIO ※ここからA&G枠 （2017年1月 - 6月） | 田村ゆかりの乙女心症候群   |

## 舞台
第1弾『ダイヤのA The LIVE』は、2015年8月1日から8月9日までZeppブルーシアター六本木で上演された。脚本・演出は浅沼晋太郎、制作はOffice ENDLESSが担当。野球漫画が舞台化されるのは、1969年の『巨人の星』以来46年ぶりとなる。
舞台化が発表された当初は、浅沼が脚本、浅沼と川尻恵太が演出で、2015年1月23日から1月31日に紀伊國屋サザンシアターで上演予定だったが、公演延期となっていた。
第2弾『ダイヤのA The LIVE II』は、2016年3月17日から3月21日まで天王洲 銀河劇場で、3月24日に名古屋文理大学文化フォーラム大ホールで、4月1日から4月3日まで森ノ宮ピロティホールで上演された。
第3弾『ダイヤのA The LIVE III』は、2016年8月19日から9月4日までZeppブルーシアター六本木で上演された。
第4弾『ダイヤのA The LIVE IV』は、2017年4月6日から4月13日までシアター1010で、4月20日から4月23日まで梅田芸術劇場で上演された。
第2弾以降ではマネージャーの吉川春乃役をテレビアニメ版と同じく声優の遠藤ゆりかが演じている。
第5弾『ダイヤのA The LIVE V』は、2017年9月7日から9月10日まで新神戸オリエンタル劇場で、9月12日から9月14日までJMSアステールプラザ中ホールで、9月17日から9月18日まで北九州芸術劇場大ホールで、9月20日から9月24日までシアター1010で上演された。また、9月24日に行われた大千秋楽公演の模様を全国の映画館でライブビューイングされた。

## ミュージカル
『『ダイヤのA』 The MUSICAL』は、2022年9月30日から10月10日まで天王洲 銀河劇場で上演された。
当初は2020年6月25日から30日までシアター1010で、7月3日から5日までメルパルク大阪 ホールで上演予定だったが、新型コロナウイルスの影響で中止になっていた。

## モバイルゲーム
『ダイヤのA〜Summer of Kings〜』が2015年からGREEより配信された。2016年3月31日にサービス終了した。
このほか、スマートフォン用アプリゲーム『実況パワフルプロ野球』とコラボレーションする形で、ゲーム内の「サクセスシナリオ」モードの一つとして、本作主人公が所属する「青道高校」編が2015年4月より配信中。通常、サクセスシナリオでは野球以外にも様々なイベントを設定していることが多いが、「青道高校」編では原作に準拠し、基本的にはひたすら野球の試合・練習に邁進する。

## LINEスタンプ
2015年4月9日にダイヤのAの原作柄のLINEスタンプが配信開始された。2015年11月26日に撮りおろしボイス付きでアニメ柄のLineスタンプが配信開始された。どちらも講談社によるリリース。

## コラボレーション
ローソン
2016年3月、「からあげクン」を手に持ったキャラクタービジュアルのクリアファイルが当たるキャンペーンのほか、グッズも販売。28日まで沢村（声・逢坂良太）が務める店内放送が流れる。

パワプロアプリ、実況パワフルプロ野球サクセススペシャル
ダイヤのAの世界を舞台とした『青道高校』編を配信。シナリオにはダイヤのAの登場人物も登場。